# Tramway de Nantes
Cet article concerne le réseau de tramway depuis 1985. Pour l'ancien réseau de tramway de Nantes, voir Ancien tramway de Nantes.
Ne doit pas être confondu avec Tram-train de Nantes.
Pour un article plus général, voir Transports en commun de l'agglomération nantaise.
Le tramway de Nantes est le premier réseau de tramway recréé en France depuis les démantèlements des anciens réseaux intervenus avant ou après la Seconde Guerre mondiale.
La première ligne du réseau est mise en service le 7 janvier 1985 entre Haluchère à l'est et Commerce (puis Bellevue) à l'ouest, soit 27 ans après la suppression du premier réseau de tramway nantais. Cette nouvelle ligne est exploitée par la SEMITAN, qui gère l'ensemble des transports en commun de l'agglomération nantaise, pour le compte de Nantes Métropole.

## Le premier réseau de tramway

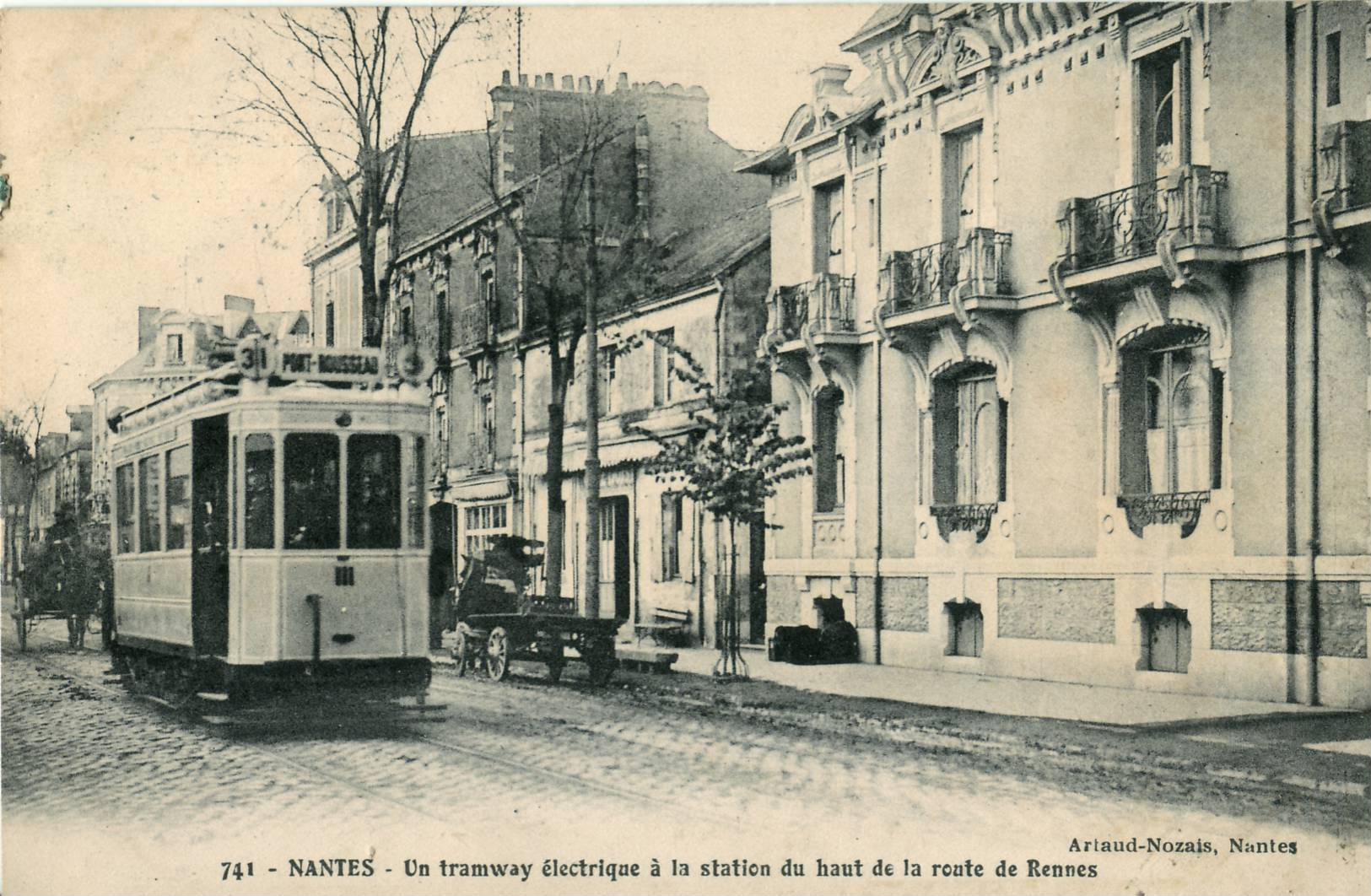
L'ancien tramway de Nantes, route de Rennes.

L'exploitation commerciale du premier tramway nantais débuta le 12 février 1879 avec des motrices à air comprimé Mékarski, qui reliaient Doulon à l'est à la Gare Maritime à l'ouest. Le tramway était alors surnommé le « Péril jaune », surnom tiré du qualificatif de l'ambiance géopolitique anti-asiatique du début du XXe siècle et de la livrée jaune qu'arborait les motrices.
Le réseau fut ensuite électrifié à partir de 1911 jusqu'en 1917, année qui vit la disparition des tramways  à air comprimé. Puis il se densifia progressivement jusqu'à compter 20 lignes desservant 14 itinéraires distincts dans les années 1930. Les bombardements durant la Seconde Guerre mondiale provoqueront de sérieux dégâts au réseau qui entameront le début du déclin pour le tramway.
Le 29 janvier 1958, le tramway nantais cesse de fonctionner, concurrencé par le transport automobile alors en pleine expansion durant les Trente Glorieuses : à partir de cette époque, les dessertes seront effectuées par des autobus jugés plus rentables,.

## Le nouveau réseau

Carte animée de l'évolution des infrastructures ferroviaires de l'agglomération de Nantes, dont celle des anciens et actuels tramways, de 1875 à nos jours.

À la fin des années 1970, Nantes lance l'idée d'un tramway moderne sous l'œil novateur d’Alain Chénard, élu maire en 1977 après un changement de majorité municipale. En effet, à cette époque, le tramway a disparu de la majorité des villes françaises, et bien que sa réintroduction soit à l'étude, aucune municipalité n'a encore franchi le pas. De plus, Nantes ne faisait pas partie des huit villes pressenties par le Ministère des Transports pour se doter d'un tel équipement.
Ce projet a été une grande innovation puisqu'aucun bureau d'études français ne connaissaient à l'époque le tramway sous sa forme moderne. Ils se sont donc inspirés de réalisations outre-Rhin.

### La première ligne

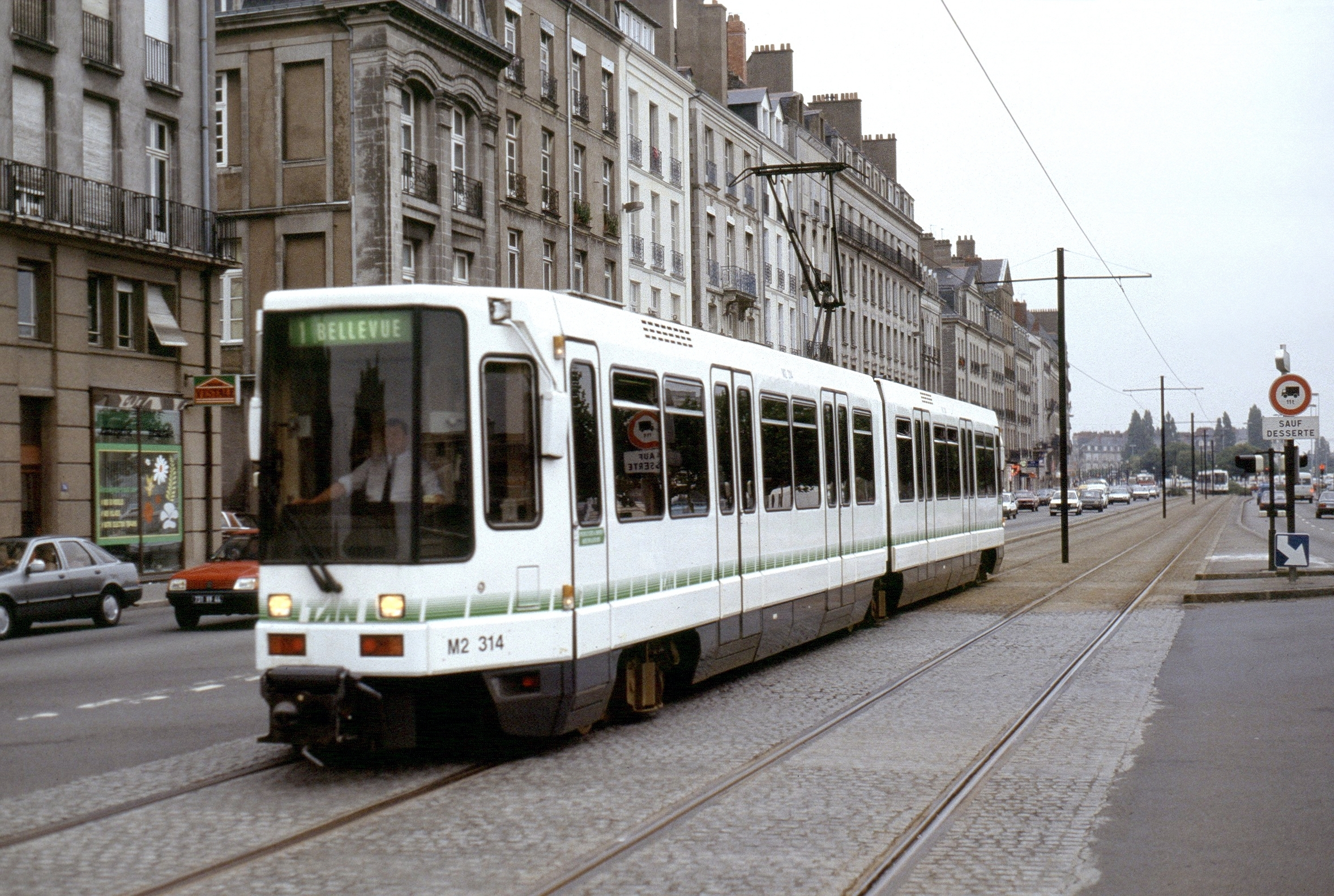
Une rame TFS en 1988. Un caisson central sera rajouté en 1992 pour rendre ces rames accessibles.

#### Créations et réorganisations internes
En 1975 est créé le Syndicat intercommunal des transports publics de l'agglomération nantaise (le SITPAN) qui reprend l'organisation et le financement du réseau de bus déjà très dense sur les 19 communes membres, exploité par la Société des Transports de l'Agglomération Nantaise (la STAN), qui deviendra deux ans plus tard, la Semitan.
Le SITPAN signe en 1978 un marché d'études avec la filiale d'ingénierie de la RATP, la SOFRETU, afin de proposer des mesures d'amélioration en matière de transport en commun. L'étude préconise la création d'un nouveau réseau, structuré par deux lignes de tramway maillées sur de nombreuses lignes de bus. Les lignes de tramway pourraient être implantées selon deux axes : un axe nord-sud, traversant les deux bras de la Loire ainsi que la Sèvre Nantaise, et un axe est-ouest reliant le Parc des expositions de la Beaujoire et le quartier de la ZUP de Bellevue, avec un tronc commun dans sa partie centrale avec l'axe nord-sud.
Alain Chénard rappelle que « le tramway s’inscrivait partout, à condition de réaménager complètement les rues pour régler le problème des autres modes de transport. C’était le plus intelligent, mais était-ce raisonnable ? Politiquement c’était un suicide !».

#### Le tracé retenu et les travaux

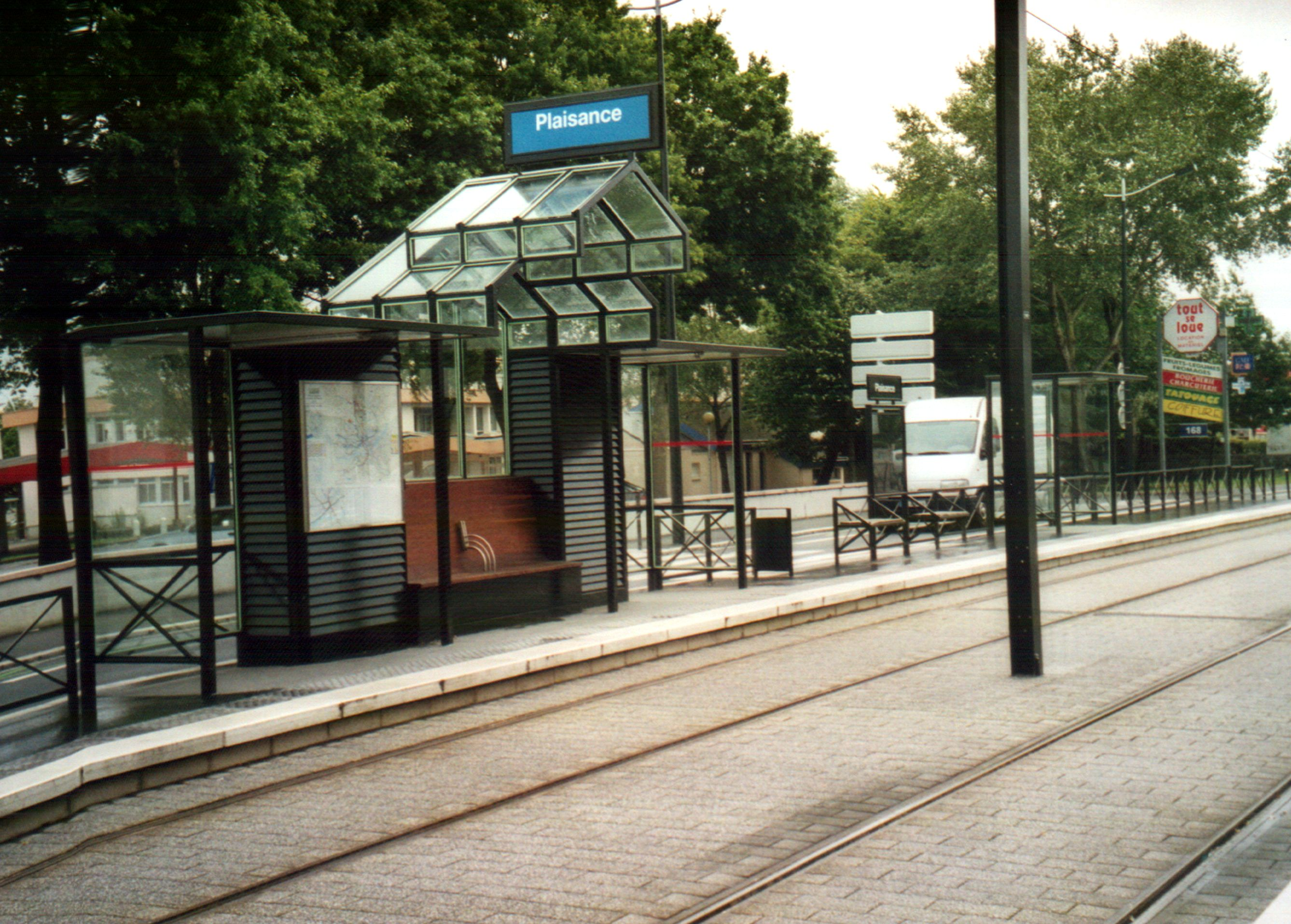
Aménagement standard de station en 2001, ici à la station Plaisance (Ligne 3).

La ville retient, en août 1978, la réalisation de la ligne est-ouest Bellevue - Haluchère, afin de desservir « le centre, mais par la tangente, sans le perforer. C’est aussi le tracé qui occasionnait le minimum de gêne, on pouvait récupérer une emprise sur des terrains de la SNCF ». Cela permet le lancement des études détaillées et des procédures administratives (DUP obtenue en 1981). Le projet est évalué à 400 millions de francs (environ 60 millions d'euros) en 1980.
En 1979, le SITPAN confie à la Semitan, alors dirigée par Michel Bigey, un spécialiste des transports,, la maîtrise d'ouvrage déléguée du projet pour construire et coordonner le projet de tramway. Bien que l'ensemble des acteurs aient la volonté de réaliser rapidement cette ligne en utilisant des techniques éprouvées en Allemagne, des retards se font jour, liés notamment au coût du matériel roulant, et l'alternance municipale voit en 1983, au terme d'une campagne opposant notamment les pro et anti-tramway, l'élection de l'équipe de Michel Chauty à la mairie de Nantes. Cette équipe, opposante résolue au tramway, estime notamment que le projet de la précédente coupe la ville, et fait interrompre les travaux mais constate que le projet est trop engagé pour pouvoir être stoppé. Le chantier redémarre donc, et dure au total, entre les premiers travaux préparatoires qui débutèrent en novembre 1981 et l’ouverture de la ligne pour les essais en août 1984, trente-trois mois,.

#### Estimations de desserte
En 1983, on estime que le tramway desservira 70 000 habitants et 37 000 emplois situés à moins de 800 m de la ligne, auxquels il faut ajouter les emplois du centre-ville, soit 90 000 emplois au total, ce qui amène aux prévisions de trafic suivantes pour la ligne 1 (en prenant en compte le rabattement des lignes de bus vers les terminus, de manière à améliorer la desserte notamment de la zone industrielle et le centre de gros de Carquefou, vers Haluchère, et les quartiers de Bellevue et de Saint-Herblain-Village, pour l'autre extrémité) : 
- Débit maximum à l'heure de pointe : 2 500 passagers par heure ;
- Débit quotidien moyen par jour ouvrable : 58 000 passagers par heure.

Soit un trafic annuel escompté de 17 millions de voyageurs environ, à une vitesse commerciale de 25 km/h, moyennant une fréquence d'un tramway toutes les quatre minutes à l'heure de pointe et de 15 minutes en heures creuses.

#### Coût du projet

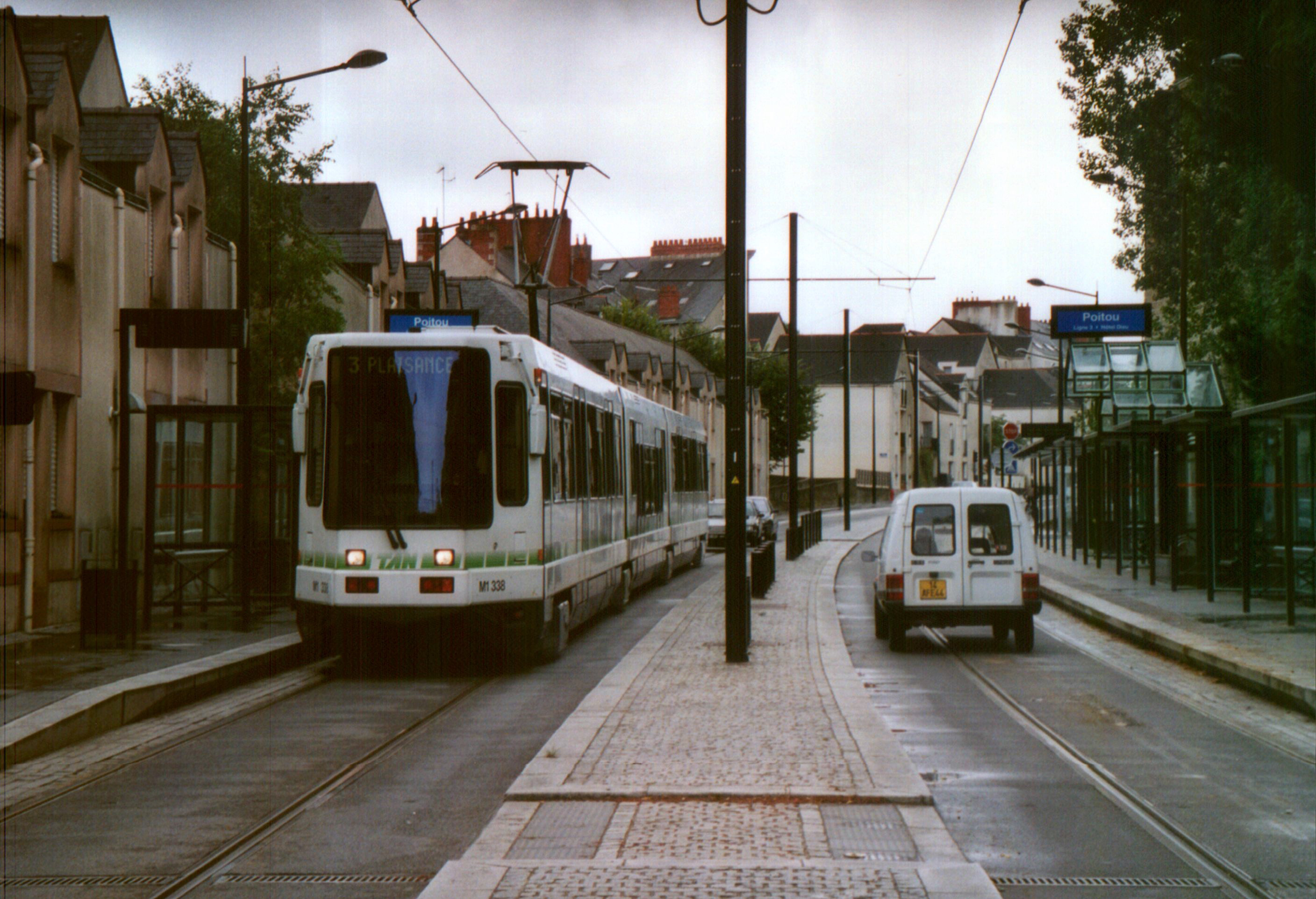
Dans quelques rues étroites, le tramway partage sa voie avec les voitures.
Ici, à la station Poitou (Ligne 3, rame TFS) en 2001.

Financièrement, la réalisation de la ligne 1 est élevée : 403 millions de francs de l'époque, dont 214 millions pour l'infrastructure et 93,8 pour le matériel roulant. Mais son coût a été maîtrisé puisque l'ensemble des travaux étaient initialement prévues à 400 millions de francs. Le financement est assuré par une subvention de l'État pour 50 % des investissements stricts de transport, hors matériel roulant, plus dix millions apportés par l'ANVAR en raison du caractère innovant du projet. Le solde, emprunté par le SITPAN, sera remboursé grâce à une augmentation du versement transport payé par les entreprises, qui passe de 1 % des salaires à 1,5 %.

#### Le début du succès
Le succès populaire de la ligne, notamment lors d'une mise en service exceptionnelle les 20, 21 et 22 décembre 1984, au cours de laquelle 50 000 personnes empruntent la ligne, donne tort aux opposants du tramway, qui fera désormais l'objet d'un meilleur consensus municipal.
La première rame de tramway moderne, commandée en avril 1982, est livrée le 2 avril 1984, et la ligne 1 mise en service le 7 janvier 1985, sous la neige, entre les stations Commerce et Haluchère, avec un succès renforcé par un blocage de la circulation routière engendrées par la météorologie. Compte tenu de l'opposition de la municipalité d'alors, cette première partie de la ligne ne fut jamais inaugurée. Le 18 février de la même année, le tronçon Commerce - Bellevue est mis en service après quelques retards dans les travaux. Il faudra attendre le 22 avril 1989, soit 4 ans après le retour du tramway à Nantes, pour pouvoir emprunter la ligne jusqu'à Beaujoire.
Fin 1985, la ligne 1 est utilisée par 42 000 voyageurs par jour, amenant à sa saturation aux heures de pointe.

### La deuxième ligne

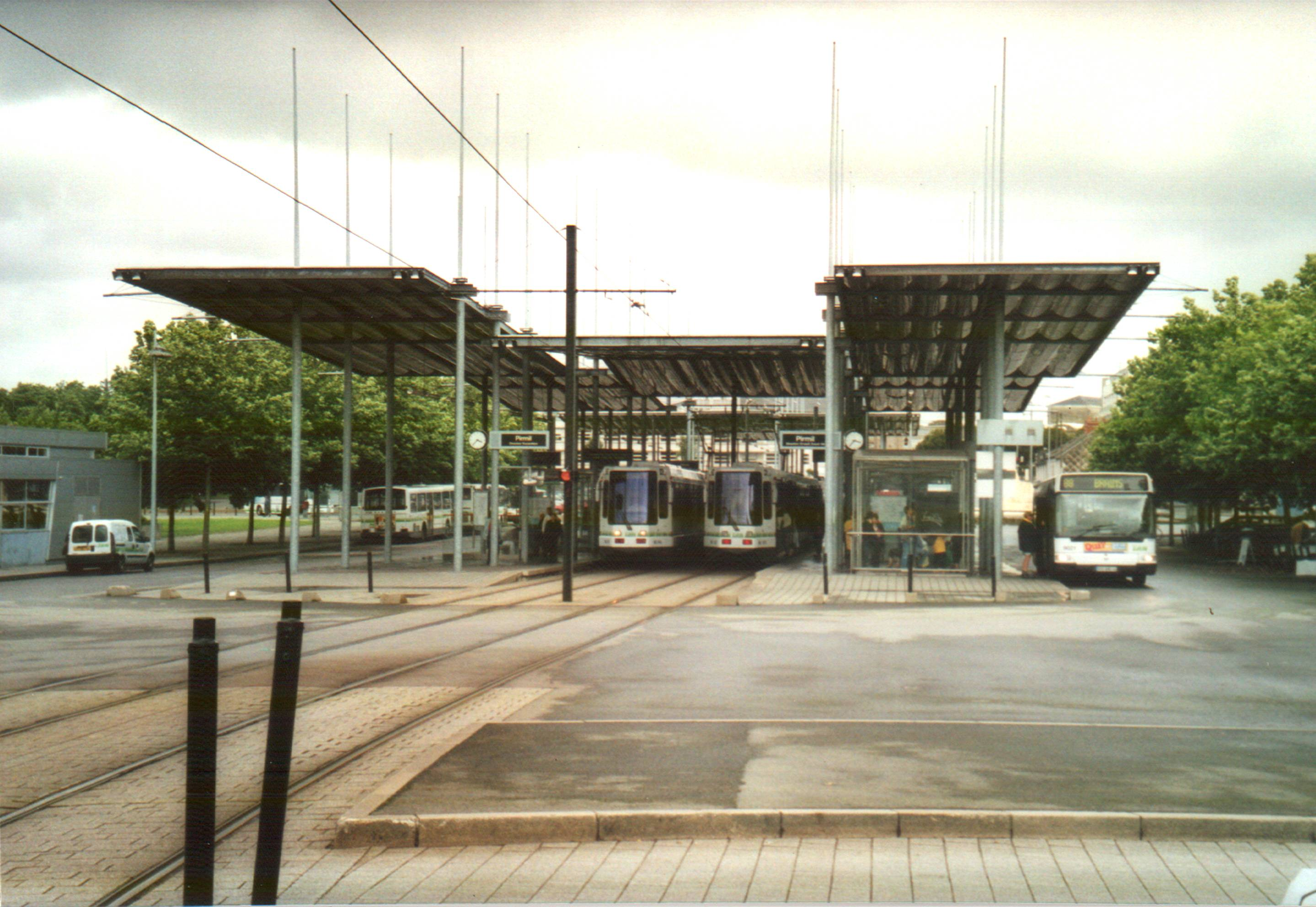
La station Pirmil (lignes 2 et 3) en 2001.
Elle a été conçue comme un pôle d'échanges avec sa correspondance aisée entre les bus et tram du réseau TAN, les cars Aléop et le parc relais.

En 1989, de nouvelles élections municipales ont lieu, amenant le retour aux affaires de la gauche, animée non plus par Alain Chénard mais par Jean-Marc Ayrault. Son équipe donnera l'impulsion pour le lancement de la ligne 2 du tramway de Nantes.
Le 7 septembre 1992, la deuxième ligne est lancée : elle relie Trocardière (à Rezé) à Commerce au départ, puis 50 Otages le 19 décembre 1992, après la fin des derniers travaux. Le tronçon entre 50 Otages et École Centrale ─ Sup de Co (actuelle École Centrale ─ Audencia) étant en travaux, il n'ouvrit que le 6 septembre 1993 (inauguré le 3 septembre) : les facultés ne sont alors plus qu'à 10 minutes du centre-ville.
En 1994, un nouveau prolongement de la ligne 2 au nord est en phase d'achèvement : un premier tronçon entre École Centrale ─ Sup de Co et Bourgeonnière est exploité dès le 14 mars, puis la ligne atteint la commune d'Orvault le 29 août avec le terminus Orvault ─ Grand Val. Ce nouveau tronçon est inauguré le 3 septembre.

### La troisième ligne
Le 28 août 2000, soit le même jour que le prolongement de la ligne 1 à François Mitterrand, la troisième ligne est lancée : elle relie Plaisance à Hôtel Dieu en reprenant l'itinéraire de la deuxième ligne en centre-ville. Le prolongement de la ligne 1 et la nouvelle ligne 3 sont tous deux inaugurés le 2 septembre.
En parallèle, les premières rames Adtranz Incentro sont livrées entre 2000 et 2001.

### Prolongements après 2000

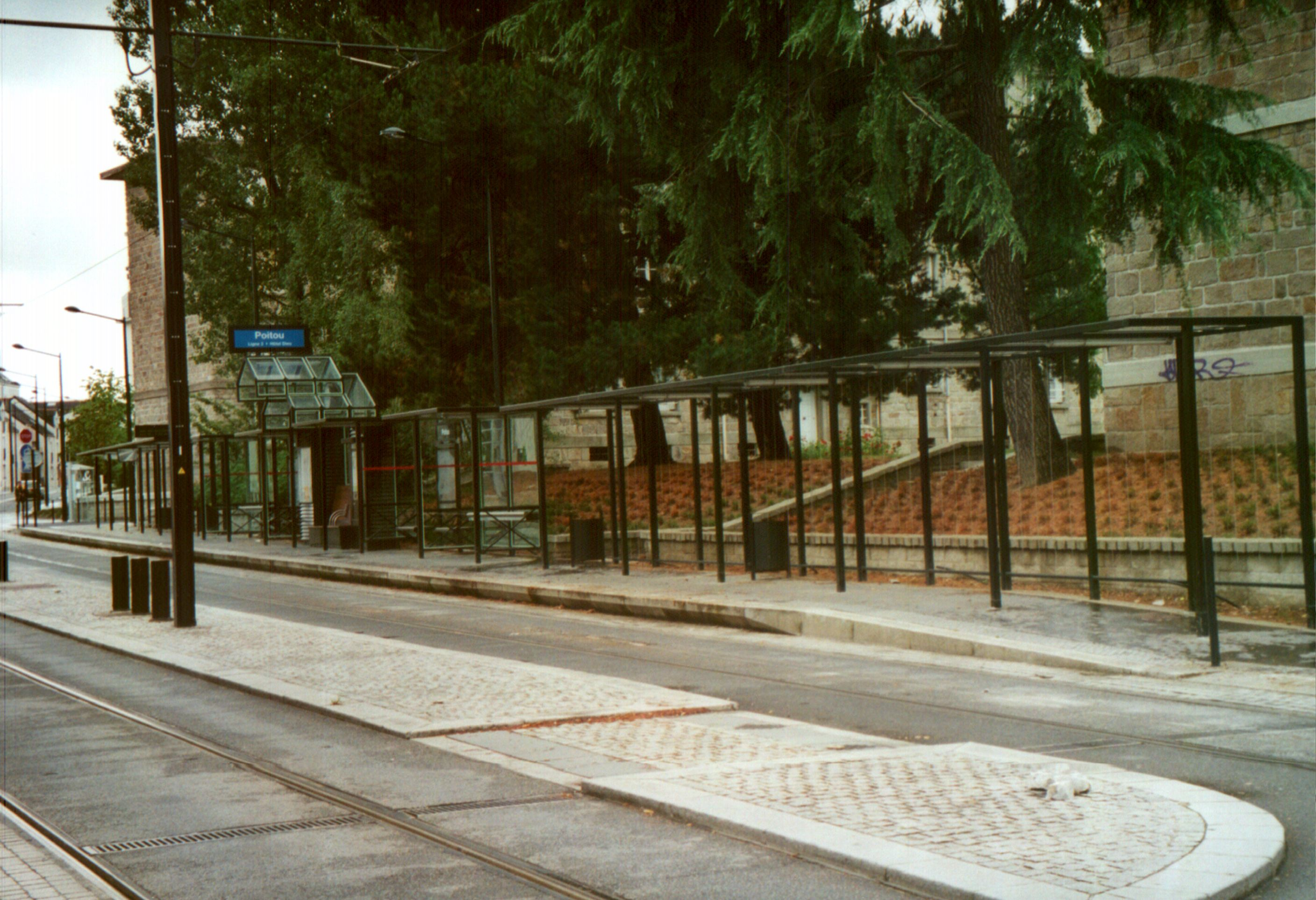
L'un des quais de la station Poitou a été aménagé comme une vaste pergola. Cette photo a été prise en 2001, peu après la mise en service de la ligne, et les plantes n'avaient pas encore colonisé la structure.

Après la mise en service de la ligne 3, le réseau de tramway est prolongé à plusieurs reprises.
Le 5 avril 2004, la ligne 3 gagne 5 stations au nord jusqu'à Sillon de Bretagne, et dessert désormais la commune de Saint-Herblain.
Le 29 août 2005, c'est la ligne 2 qui, une nouvelle fois, est prolongée, mais au sud cette fois-ci, puisque c'est la commune de Bouguenais qui voit arriver le tramway. Trois stations sont créées, dont le nouveau terminus Neustrie.
Le 27 août 2007, les lignes 2 et 3 sont interverties au sud-Loire, afin de raccourcir la ligne 2 qui était fréquemment saturée aux heures de pointe. En effet, la ligne 3 abandonne son terminus Hôtel Dieu en centre-ville pour reprendre l'itinéraire de la ligne 2 jusqu'à Neustrie. Quant à la ligne 2, elle renforce la ligne 3 jusqu'à Pirmil (quartier sud de Nantes) puis inaugure un nouveau terminus situé en bordure de ligne : Gare de Pont-Rousseau.
En septembre 2007, la station Jamet est rouverte afin de créer un nouveau terminus à l'ouest pour les renforts de la ligne 1 qui circulaient entre Hôpital Bellier et Gare Maritime.
Le 5 janvier 2009, la ligne 3 est prolongée de 600 m au nord afin de rejoindre le dépôt de Saint-Herblain qui, pour l'occasion, devient mixte et remise toutes les rames de la ligne. Le nouveau terminus Marcel Paul est créé à côté de ce dernier.
En 2009, après divers prolongements, Nantes possède 43,5 km de voies de tramway réparties sur trois lignes.

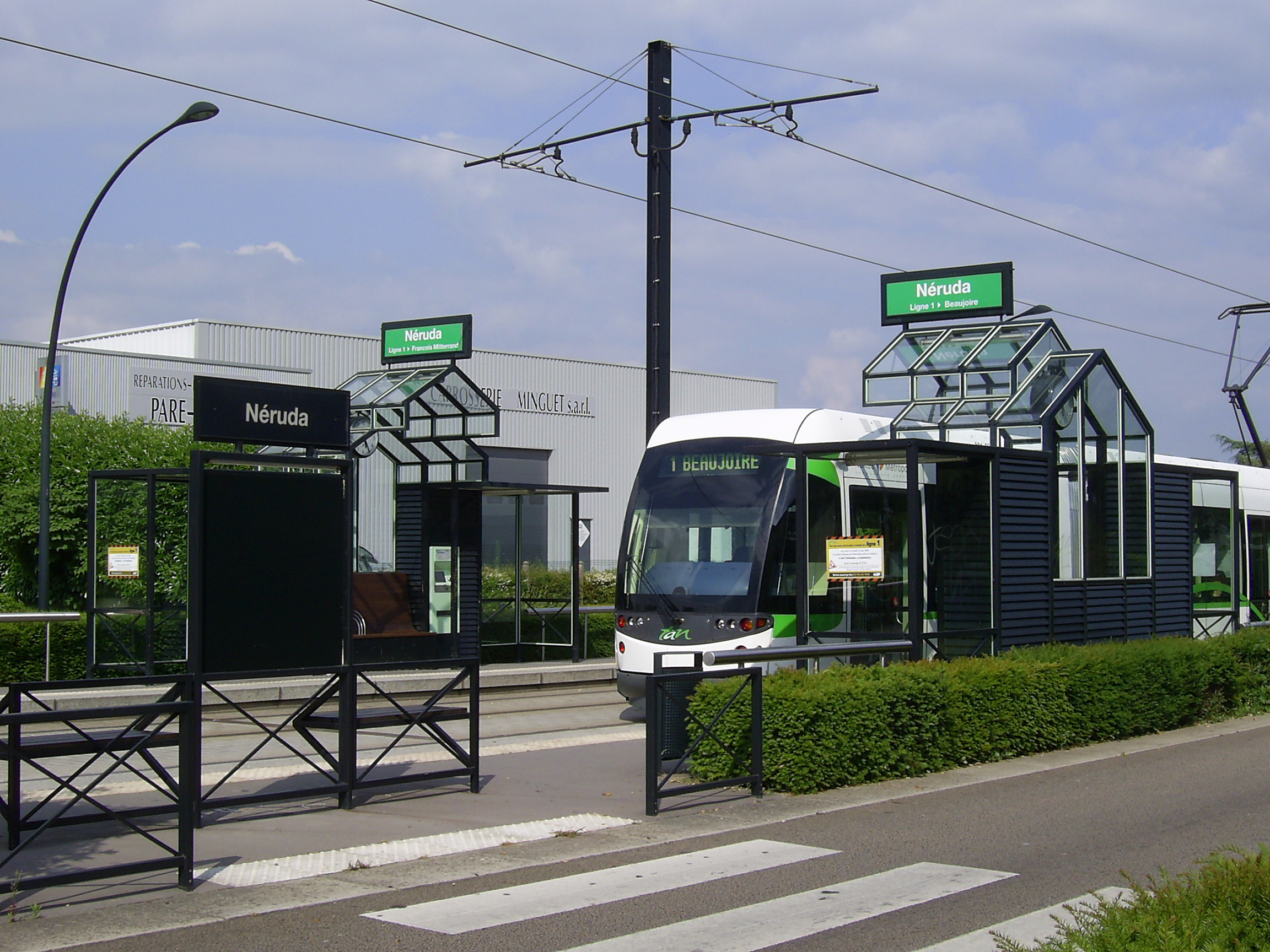
La station Néruda (ligne 1, rame Incentro) en 2008.

Le 1er octobre 2012, après une période de travaux commencée en janvier 2011, la ligne 1 est prolongée d'un embranchement de 800 mètres entre le nouveau pôle d'échange multimodal Haluchère ─ Batignolles inauguré le même jour, et le nouveau terminus Ranzay, ce qui constitue la première phase du projet de connexion entre les lignes 1 et 2.
Le même jour, la première des douze nouvelles rames CAF Urbos commandées en 2011 est mise en service sur la ligne 1.
À cette date, le réseau s'étend sur 45,7 km et possède 84 stations. La fréquentation moyenne par jour est de 275 000 voyageurs en 2012, ce qui représente 60% du trafic du réseau TAN.

#### Les grandes étapes en schémas

1985
1989
1994
2000
2004
2005
2006
2007

### Enjeux d'exploitation du réseau en 2015
En 2015, lors des 30 ans de la ligne 1, une étude sur les enjeux de l’exploitation du tramway est mise en place, et un rapport est publié le 10 novembre 2015. Des problèmes sont constatés, notamment un parc de tramway vieillissant et des pathologies sont notées sur les voies avec le décollement du pavage notamment, mais aussi des appareils de dilatation au niveau de ponts sont fortement sollicités. Une rénovation en station et dans les dépôts et une modernisation du matériel d'exploitation est également jugée nécessaire. Afin d'anticiper de possibles accidents et dégradations de service, Nantes Métropole a engagé 150 millions d'euros TTC pour la sécurisation, la remise au norme et le maintien de service des infrastructures tramway sur la période 2010-2017, mais également pour renouveler le parc de bus existant. La première série d'Alsthom TFS (301 à 320), qui avaient lors de cette étude entre 29 et 30 ans, est également rénovée à partir de 2010 afin de prolonger la durée de vie des rames de 10 ans.

## Le réseau actuel

### Aperçu général

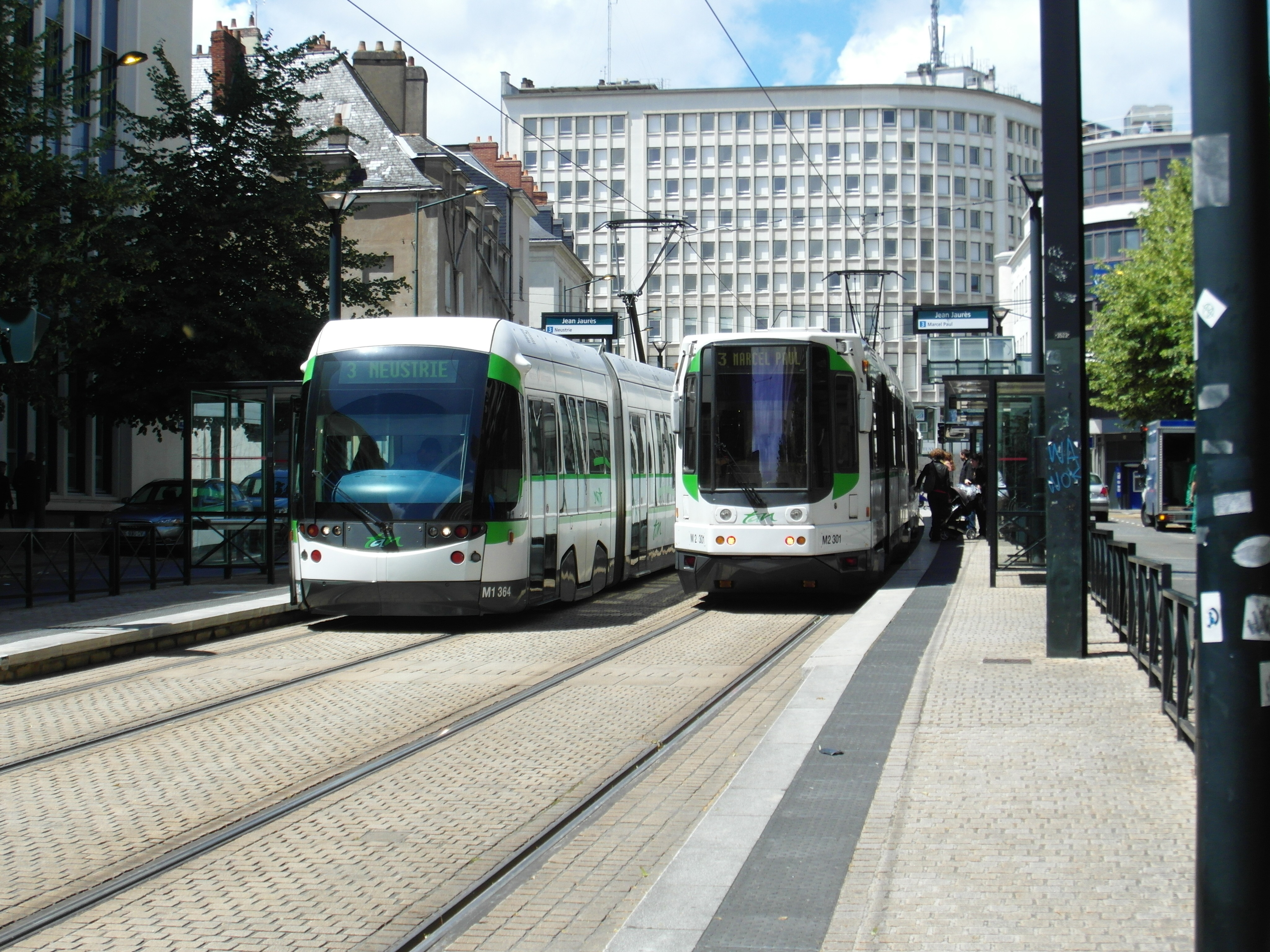
Une rame TFS à côté d'une rame Incentro à la station Jean Jaurès sur la ligne 3.

Le réseau de tramway nantais est actuellement constitué de 3 lignes (numérotées 1, 2 et 3). 84 stations sont réparties sur les 45,6 km de lignes commerciales du réseau (19,8 km pour la ligne 1, 11,7 km pour la ligne 2 et 14,1 km pour la ligne 3, en sachant que les lignes 2 et 3 ont un tronc commun de 7 stations entre Commerce et Pirmil (plus la station Gare de Pont Rousseau / Pont Rousseau ─ Martyrs)). Les lignes sont exploitées par la SEMITAN et chacune dispose de son propre dépôt ou sont réparties les 91 rames en service (46 GEC-Alsthom TFS, 33 Adtranz / Bombardier Incentro, 12 CAF Urbos 3 ainsi que 4 Alstom Citadis X05.)
Les rames circulent en grande majorité en site propre ou aucun autre véhicule ne peut circuler, ce qui permet au tramway d'avoir une vitesse commerciale légèrement plus élevée que les bus. Seuls quelques tronçons sont accessibles à la circulation générale en raison de certaines rues trop étroites pour avoir les voies de circulation à côté des rails de tramway (on appelle alors ces tronçons « sites banals »).
Le point névralgique du réseau est le pôle d'échanges Commerce situé à côté de la place du même nom, ou se croisent les 3 lignes de tramway (ce lieu de croisement est par ailleurs appelé localement la « Croisée des trams »). Ce pôle d'échanges dispose également d'un Espace Mobilité et de plusieurs correspondances avec des lignes de bus du réseau TAN.
Tous les jours avant 7 h 0 et après 19 h 0, les cyclistes peuvent emprunter le tramway avec leur vélo en utilisant les accès signalés sur les portes (dans la limite d'un vélo par accès). Les vélos pliants peuvent prendre le tramway toute la journée s'ils sont pliés et protégés ou s'ils sont rangés dans une housse (alors considérés comme un bagage à main).
Le réseau est desservi de 4 h 0 à 1 h 30 tous les jours (sauf le 1er mai), et est prolongé jusqu'à 3 h 0 les vendredis et samedis en service de nuit. Du lundi au samedi, la fréquence de passage est de 10 à 20 minutes le matin, de 3 à 8 minutes en journée, de 4 à 15 minutes en soirée et de 30 minutes après 22 h 30. Le dimanche et les jours fériés, une rame passe toutes les 25 à 60 minutes le matin, toutes les 8 à 20 minutes en journée, toutes les 8 à 20 minutes en soirée et toutes les 30 minutes après 22 h 30.
| Ligne | Caractéristiques | Caractéristiques                                    | Caractéristiques                                    | Caractéristiques                                    | Caractéristiques                                    | Caractéristiques                                    | Caractéristiques                                    | Caractéristiques                                    | Caractéristiques                                    |
| 1     | Ligne 1 du tramway de Nantes | Ligne 1 du tramway de Nantes                        | Ligne 1 du tramway de Nantes                        | Ligne 1 du tramway de Nantes                        | Ligne 1 du tramway de Nantes                        | Ligne 1 du tramway de Nantes                        | Ligne 1 du tramway de Nantes                        | Ligne 1 du tramway de Nantes                        | Ligne 1 du tramway de Nantes                        |
| 1     | François Mitterrand / Jamet ⥋ Beaujoire / Babinière | François Mitterrand / Jamet ⥋ Beaujoire / Babinière | François Mitterrand / Jamet ⥋ Beaujoire / Babinière | François Mitterrand / Jamet ⥋ Beaujoire / Babinière | François Mitterrand / Jamet ⥋ Beaujoire / Babinière | François Mitterrand / Jamet ⥋ Beaujoire / Babinière | François Mitterrand / Jamet ⥋ Beaujoire / Babinière | François Mitterrand / Jamet ⥋ Beaujoire / Babinière | François Mitterrand / Jamet ⥋ Beaujoire / Babinière |
| ----- | --- | --------------------------------------------------- | --------------------------------------------------- | --------------------------------------------------- | --------------------------------------------------- | --------------------------------------------------- | --------------------------------------------------- | --------------------------------------------------- | --------------------------------------------------- |
| 1     | Ouverture / Fermeture 7 janvier 1985 / — | Longueur 19,8 km                                    | Durée 45 min                                        | Nb. d’arrêts 35                                     | Matériel TFS Incentro Urbos 3 Citadis               | Jours de fonctionnement L, Ma, Me, J, V, S, D       | Jour / Soir / Nuit / Fêtes O / O / O / O            | Voy. / an 28 millions en 2 008                      | Dépôt Dalby                                         |
| 1     | Desserte : - Ville(s) desservie(s) : Saint-Herblain et Nantes |                                                     |                                                     |                                                     |                                                     |                                                     |                                                     |                                                     |                                                     |
| 1     | Autre : - Amplitude horaire et fréquence : - Du lundi au samedi de 4 h 40 à 0 h 40 (2 h 40 le vendredi et samedi) avec un tramway toutes les 10 à 20 minutes le matin, toutes les 3 à 6 minutes en journée (5 à 10 minutes sur les branches), toutes les 4 à 8 minutes en soirée (8 à 15 minutes sur les branches), en service de nuit toutes les 15 minutes de 22 h 30 à minuit (jusqu’à 1 h 0 le vendredi et samedi) et toutes les 30 minutes après minuit (à partir d’1 h 0 le vendredi et samedi). - Le dimanche et jours fériés de 5 h 40 à 0 h 40 avec un tramway toutes les 25 à 50 minutes le matin, toutes les 8 à 12 minutes en journée (15 à 20 minutes sur les branches), toutes les 8 à 10 minutes en soirée (20 minutes sur les branches) et toutes les 30 minutes en service de nuit après 22 h 30. - Particularités : - Les terminus Jamet et Babinière ne sont plus desservis après 22 h 0. - Date de dernière mise à jour : 16 mai 2025 |                                                     |                                                     |                                                     |                                                     |                                                     |                                                     |                                                     |                                                     |
| 1     | Dernière actualisation : — |                                                     |                                                     |                                                     |                                                     |                                                     |                                                     |                                                     |                                                     |
| 2     | Ligne 2 du tramway de Nantes | Ligne 2 du tramway de Nantes                        | Ligne 2 du tramway de Nantes                        | Ligne 2 du tramway de Nantes                        | Ligne 2 du tramway de Nantes                        | Ligne 2 du tramway de Nantes                        | Ligne 2 du tramway de Nantes                        | Ligne 2 du tramway de Nantes                        | Ligne 2 du tramway de Nantes                        |
| 2     | Gare de Pont-Rousseau ⥋ Orvault — Grand Val |                                                     |                                                     |                                                     |                                                     |                                                     |                                                     |                                                     |                                                     |
| 2     | Ouverture / Fermeture 7 septembre 1992 / — | Longueur 11,7 km                                    | Durée 35 min                                        | Nb. d’arrêts 25                                     | Matériel TFS Incentro                               | Jours de fonctionnement L, Ma, Me, J, V, S, D       | Jour / Soir / Nuit / Fêtes O / O / O / O            | Voy. / an 19 millions en 2 008                      | Dépôt Trocardière                                   |
| 2     | Desserte : - Ville(s) desservie(s) : Orvault, Nantes et Rezé |                                                     |                                                     |                                                     |                                                     |                                                     |                                                     |                                                     |                                                     |
| 2     | Autre : - Amplitude horaire et fréquence : - Du lundi au samedi de 4 h 5 à 0 h 30 (2 h 30 le vendredi et samedi) avec un tramway toutes les 10 à 15 minutes le matin, toutes les 3 à 8 minutes en journée, toutes les 10 minutes en soirée et toutes les 30 minutes en service de nuit après 22 h 30. - Le dimanche et jours fériés de 5 h 5 à 0 h 30 avec un tramway toutes les 40 à 60 minutes le matin, toutes les 15 à 20 minutes en journée, toutes les 20 minutes en soirée et toutes les 30 minutes en service de nuit après 22 h 30. - Particularités : - Le matin, 3 départs partent de Neustrie vers Orvault ─ Grand Val avant l'ouverture de la ligne 3, et un service effectue le chemin inverse le soir après l'arrêt de la ligne 3. - En heure de pointe, certains services sont ajoutés entre Orvault ─ Grand Val et Hôtel Dieu afin de renforcer la fréquence en centre-ville. - Date de dernière mise à jour : 23 août 2020              |                                                     |                                                     |                                                     |                                                     |                                                     |                                                     |                                                     |                                                     |
| 2     | Dernière actualisation : — |                                                     |                                                     |                                                     |                                                     |                                                     |                                                     |                                                     |                                                     |
| 3     | Ligne 3 du tramway de Nantes | Ligne 3 du tramway de Nantes                        | Ligne 3 du tramway de Nantes                        | Ligne 3 du tramway de Nantes                        | Ligne 3 du tramway de Nantes                        | Ligne 3 du tramway de Nantes                        | Ligne 3 du tramway de Nantes                        | Ligne 3 du tramway de Nantes                        | Ligne 3 du tramway de Nantes                        |
| 3     | Marcel Paul ⥋ Neustrie |                                                     |                                                     |                                                     |                                                     |                                                     |                                                     |                                                     |                                                     |
| 3     | Ouverture / Fermeture 28 août 2000 / — | Longueur 14,1 km                                    | Durée 45 min                                        | Nb. d’arrêts 32                                     | Matériel TFS Incentro                               | Jours de fonctionnement L, Ma, Me, J, V, S, D       | Jour / Soir / Nuit / Fêtes O / O / O / O            | Voy. / an 18 millions en 2 008                      | Dépôt Saint-Herblain                                |
| 3     | Desserte : - Ville(s) desservie(s) : Saint-Herblain, Orvault, Nantes, Rezé et Bouguenais |                                                     |                                                     |                                                     |                                                     |                                                     |                                                     |                                                     |                                                     |
| 3     | Autre : - Amplitude horaire et fréquence : - Du lundi au samedi de 4 h 20 à 1 h 0 (3 h 0 le vendredi et samedi) avec un tramway toutes les 10 à 20 minutes le matin, toutes les 4 à 8 minutes en journée, toutes les 6 à 15 minutes en soirée et toutes les 30 minutes en service de nuit après 22 h 30. - Le dimanche et jours fériés de 5 h 50 à 1 h 0 avec un tramway toutes les 30 à 50 minutes le matin, toutes les 15 à 20 minutes en journée, toutes les 20 minutes en soirée et toutes les 30 minutes en service de nuit après 22 h 30. - Particularités : - Les 3 premiers départs et la dernière arrivée à Neustrie sont assurés par la ligne 2 qui effectue des liaisons Neustrie ↔ Orvault ─ Grand Val. - Date de dernière mise à jour : 23 août 2020 |                                                     |                                                     |                                                     |                                                     |                                                     |                                                     |                                                     |                                                     |
| 3     | Dernière actualisation : — |                                                     |                                                     |                                                     |                                                     |                                                     |                                                     |                                                     |                                                     |

### Matériel roulant
La Semitan exploite des rames de 4 générations différentes, qui sont réparties sur les 3 dépôts des 3 lignes.
| Constructeur | Modèle      | Série | Nombre de rames            | Numérotation  | Années delivraison | Longueur    |
| ------------ | ----------- | ----- | -------------------------- | ------------- | ------------------ | ----------- |
| GEC-Alsthom  | TFS         | 1     | 20                         | nos 301 à 320 | 1984 - 1985        | 39 mètres   |
| GEC-Alsthom  | TFS         | 2     | 8                          | nos 321 à 328 | 1988               | 39 mètres   |
| GEC-Alsthom  | TFS         | 3     | 6                          | nos 329 à 334 | 1991 - 1992        | 39 mètres   |
| GEC-Alsthom  | TFS         | 4     | 12                         | nos 335 à 346 | 1993 - 1994        | 39 mètres   |
| Adtranz      | Incentro    | 1     | 23                         | nos 351 à 373 | 2000 - 2001        | 36 mètres   |
| Bombardier   | Incentro    | 2     | 10                         | nos 374 à 383 | 2005 - 2006        | 36 mètres   |
| CAF          | Urbos 3     | 1     | 12                         | nos 384 à 395 | 2012 - 2013        | 37 mètres   |
| Alstom       | Citadis X05 | 1     | 14 (En cours de livraison) | nos 401 à 414 | 2023-              | 45,6 mètres |

#### GEC-Alsthom TFS

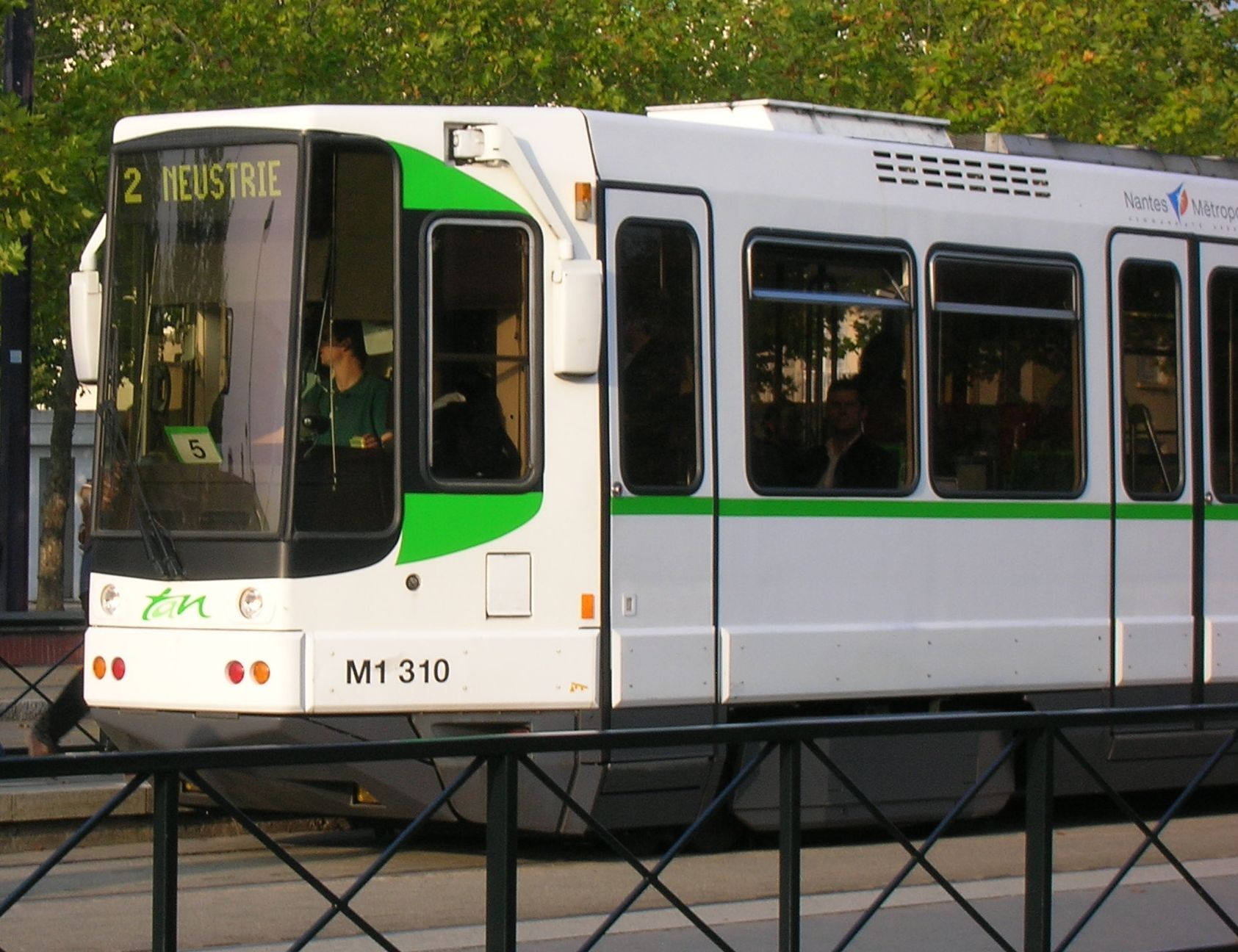
Rame 310 à Espace Diderot (ligne 2, avant l'inversion avec la ligne 3).

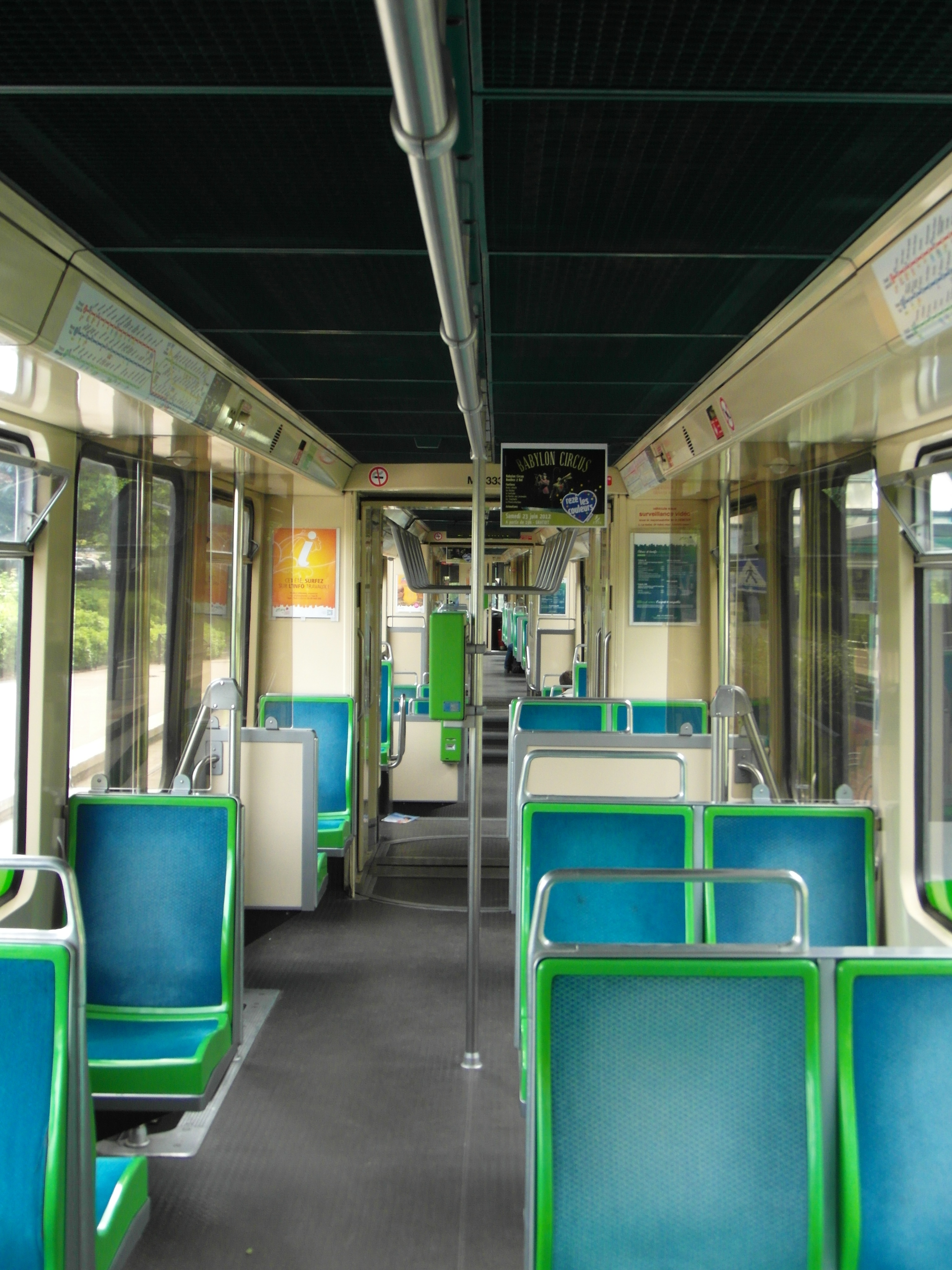
Intérieur de la rame N°333 (non rénovée en 2010).

Les rames GEC-Alsthom TFS (pour « Tramway Français Standard ») sont la première génération de rames circulant sur le réseau TAN depuis 1985, et le premier matériel roulant développé dans le but de devenir le tramway français standard (TFS) sur la base d'un métro léger.
Conçu en 1979-1980 par un groupement piloté par Alsthom et comprenant Francorail-MTE, TCO et CIMT, ces rames ont été fabriquées dans l'usine Alsthom d'Aytré près de La Rochelle.
La première version ne possède que 2 caisses à plancher haut (donc non accessibles aux PMR, puisque la montée à bord nécessite de gravir 3 marches, dont une rétractable qui sort lors de l'ouverture de la porte). Ces caisses reposent sur 3 bogies (2 moteurs et 1 porteur) qui se rapprochent de ceux des MF77 de la RATP, et qui disposent de roues élastiques apportant un confort de roulement en silence. La caisse est réalisée en aluminium, et la traction est assurée par deux moteurs TAO 679 de 276 kW à courant continu intégrant des hacheurs de courant. Les rames ont une vitesse de pointe de 70 km/h.
La première rame, numérotée 001, arrive à Nantes en mai 1984. Abordant une robe blanche et une bande verte latérale, elle effectue ses premiers essais dynamiques sous le regard de nombreux curieux. Les 19 rames suivantes de cette série de 20 rames (numérotée 001 à 020, puis 301 à 320) sont livrées jusqu'en 1985 afin d'équiper la ligne 1.
En 1988 arrive une deuxième série de 8 rames (numérotée de 321 à 328) afin de renforcer l'exploitation de la ligne 1 en prévision de son prolongement jusqu'à la Beaujoire. Cette nouvelle série permet aussi de mettre en exploitation des unités multiples composées de 2 rames, afin d'augmenter la capacité de la ligne, grâce à des attelages automatiques type Scharfenberg installés à l'avant des rames.
À partir de 1991 sont livrées les rames de la série 3 (329 à 334), puis de la série 4 (335 à 346) à partir de 1993, ce qui amène le parc de TFS à 46 rames. Entre-temps, à partir de 1992, les rames 301 à 334 sont équipées d'un caisson central à plancher bas afin de rendre les rames accessibles et plus capacitaires (passant de 168 à 353 places et d'une longueur de 28,500 à 39,150 mètres), et pour équiper la ligne 2 nouvellement créée. La première rame équipée, la 333, est présentée aux Nantais le week-end de la pentecôte de juin 1992 sur le cours Olivier-de-Clisson. Ce nouvel équipement permet de mettre fin aux unités multiples qui mobilisaient de nombreuses rames.
Dans les années 1990, les rames 329 à 334 permettront de tester plusieurs types de girouettes, avant le remplacement définitif de leurs girouettes à film par des Duhamel à pastilles en 1999.
Pendant la Coupe du monde de football 1998, plusieurs rames reçoivent de la pub d'entreprises, de magasins ou de médias, comme Lancel, L'Équipe ou Ouest-France. Cette pratique perdure de manière occasionnelle sur la rame 329 jusqu'en 2005, puis sur les rames 326 et 327 jusqu'à leur réforme en 2024.
En 2005, après de nombreux essais techniques, les rames reçoivent la nouvelle livrée TAN (avec la virgule et la bande verte) et de nouveaux phares afin de les rajeunir, ainsi que de nouveaux boutons d'ouverture des portes dès la fin 2006. En 2008, la rame 303 a reçu un dispositif d'alarme à la fermeture des portes à titre d'expérimentation. Cette dernière s’annonçant concluante, ce dispositif a été généralisé sur tout le parc.
Aujourd'hui, les rames circulent indifféremment sur les 3 lignes du réseau.
Depuis le second semestre 2024, les premières rames sont mises en retrait du service commercial puis réformées.

##### Rénovation de la première série en 2010
Une rénovation lourde de la première série (301 à 320) est engagée à partir de 2010 afin de prolonger la durée de vie des rames de 10 ans (de 30 à 40 ans) pour un budget de 150 millions d'euros (qui comprend également l'entretien des lignes et l'acquisition des 12 rames Urbos). La rame 310 part en première en 2013 par porte-char vers le site de l'entreprise SAFRA à Albi, puis les autres rames suivront à partir de 2014 et jusqu'en 2016 — la 316 est la dernière à être traitée pendant l'hiver 2016,.
Cette rénovation concerne :
- le rajout d’amortisseurs, la fiabilisation des blocs freins, la pose de diagnostics d’usure des intercirculations et des châssis de bogies
- le remplacement de coffres électroniques, des systèmes de sonorisations et des cartes électroniques de commande des portes
- le remplacement des disjoncteurs principaux et l'amélioration des câblages électriques des bogies
- la rénovation intérieure des rames (peinture, remplacement des tapis de sol et des vitres latérales, rénovation des intercirculations)

En parallèle, les séries 1 (301 à 320) et 4 (335 à 346) reçoivent des girouettes à LED blanches afin de remplacer leurs girouettes pastilles. Ce marché a été remporté par l'entreprise Lumiplan à la suite d'un appel d'offres publié le 19 janvier 2016 par la Semitan.

##### Galerie photos

Rame 001 en essais en 1984
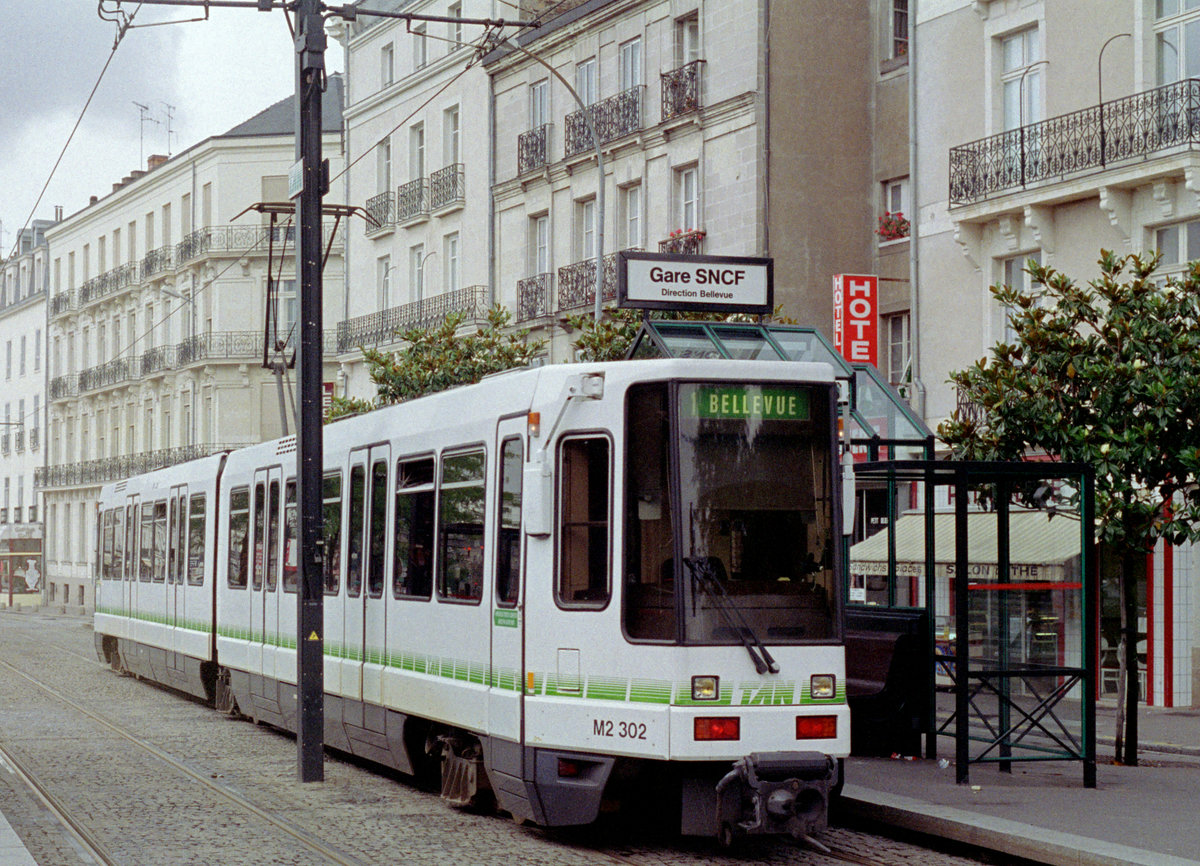
Rame 302 à Gare SNCF sans caisson central en 1992
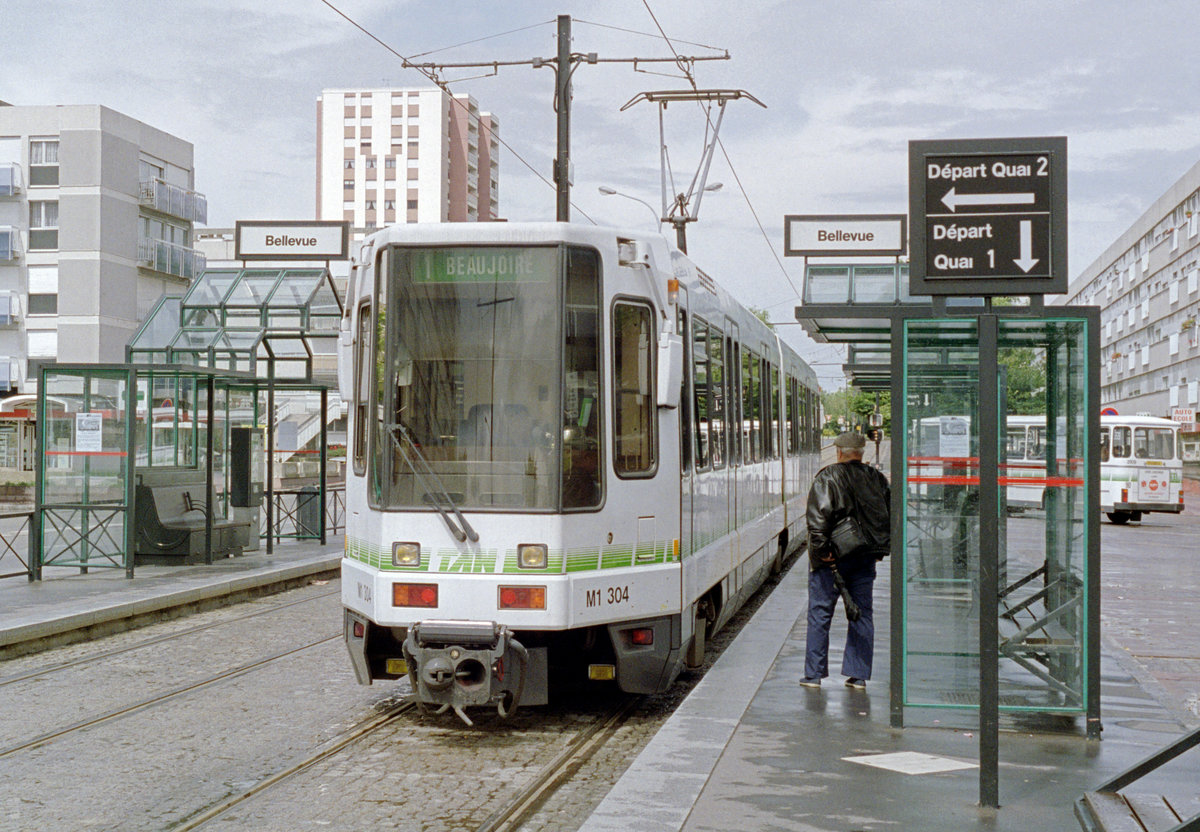
Rame 304 à Bellevue sans caisson central en 1992
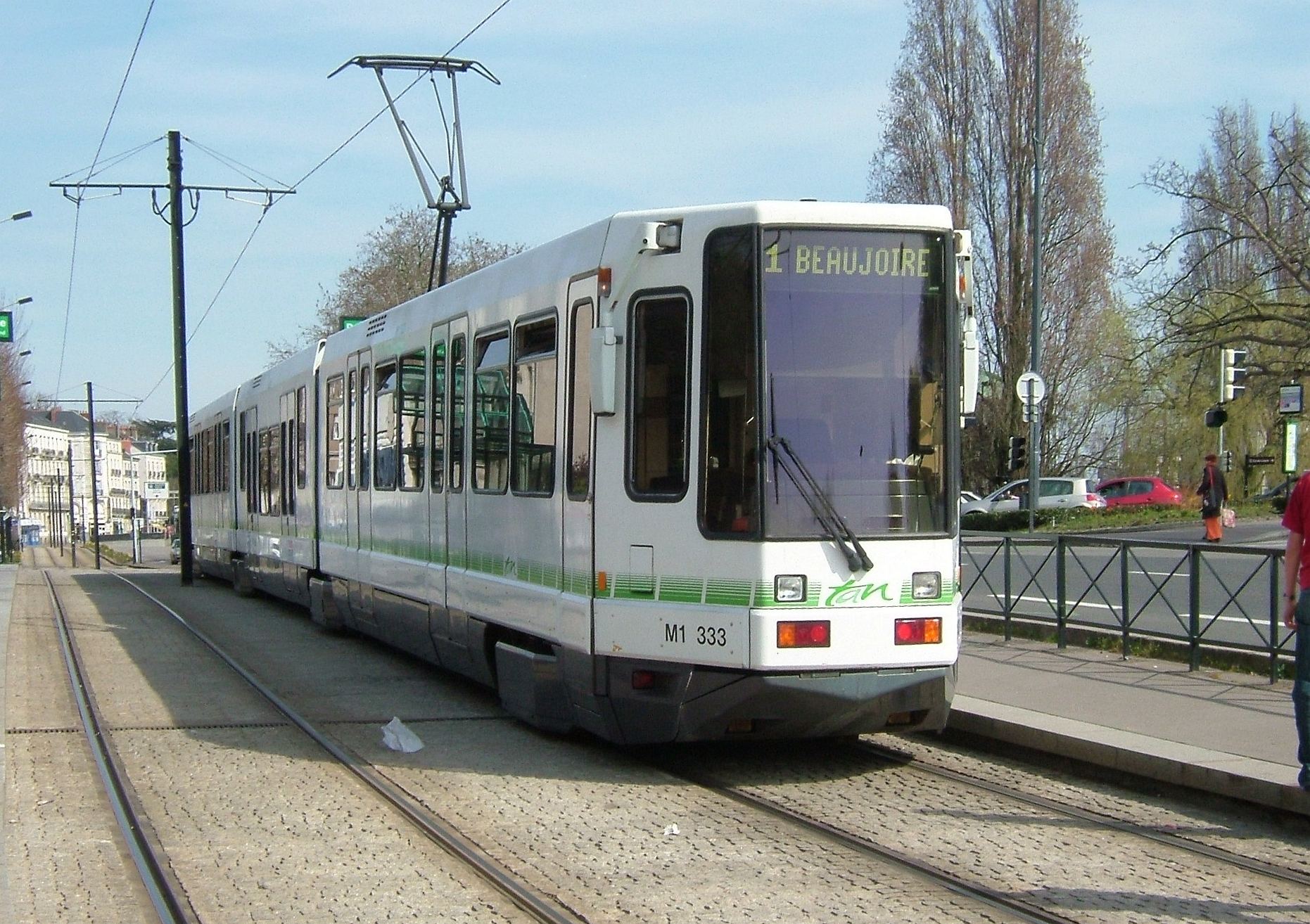
Rame 333 à Duchesse Anne avec caisson central en 2005
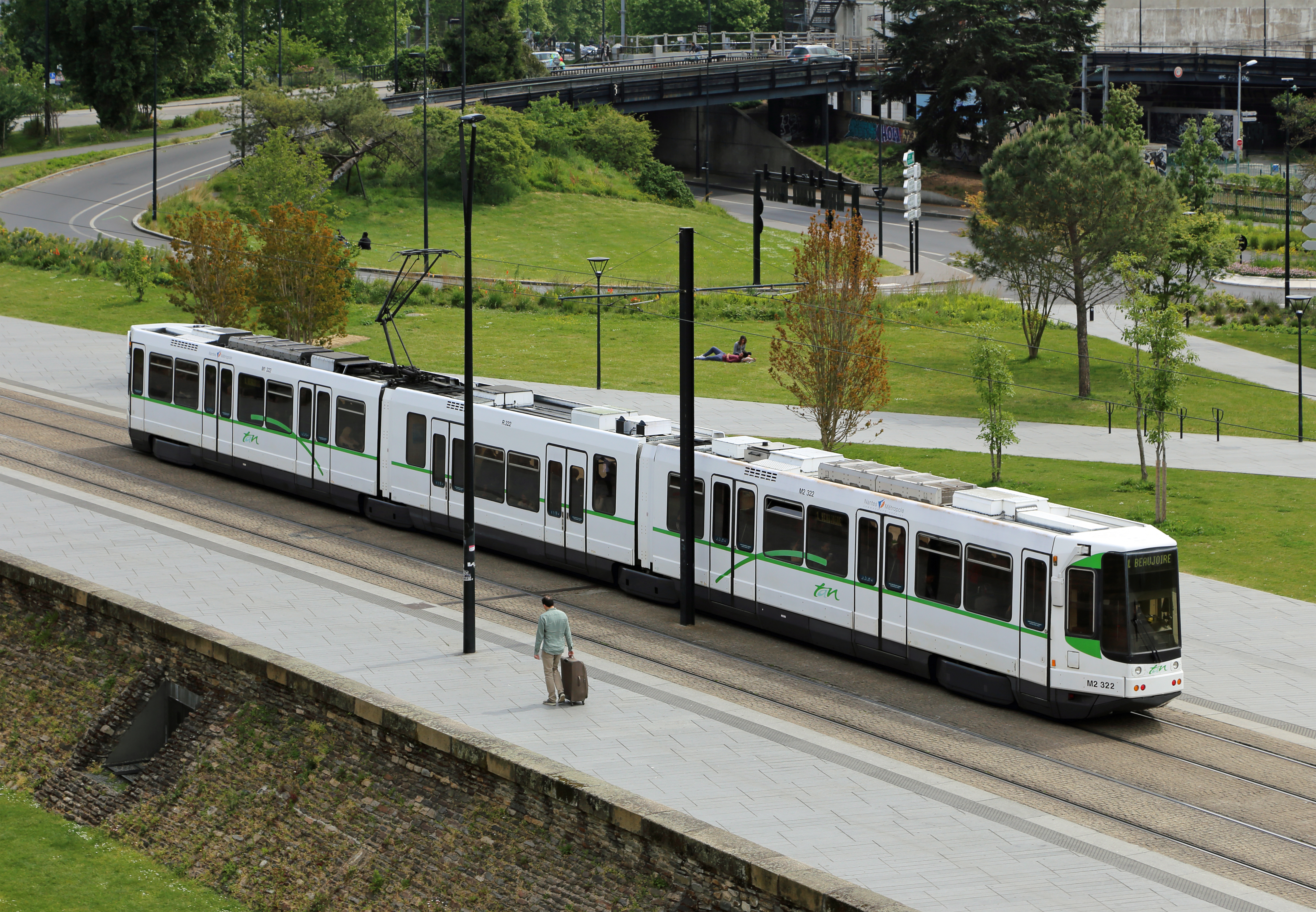
Rame 322 devant le château
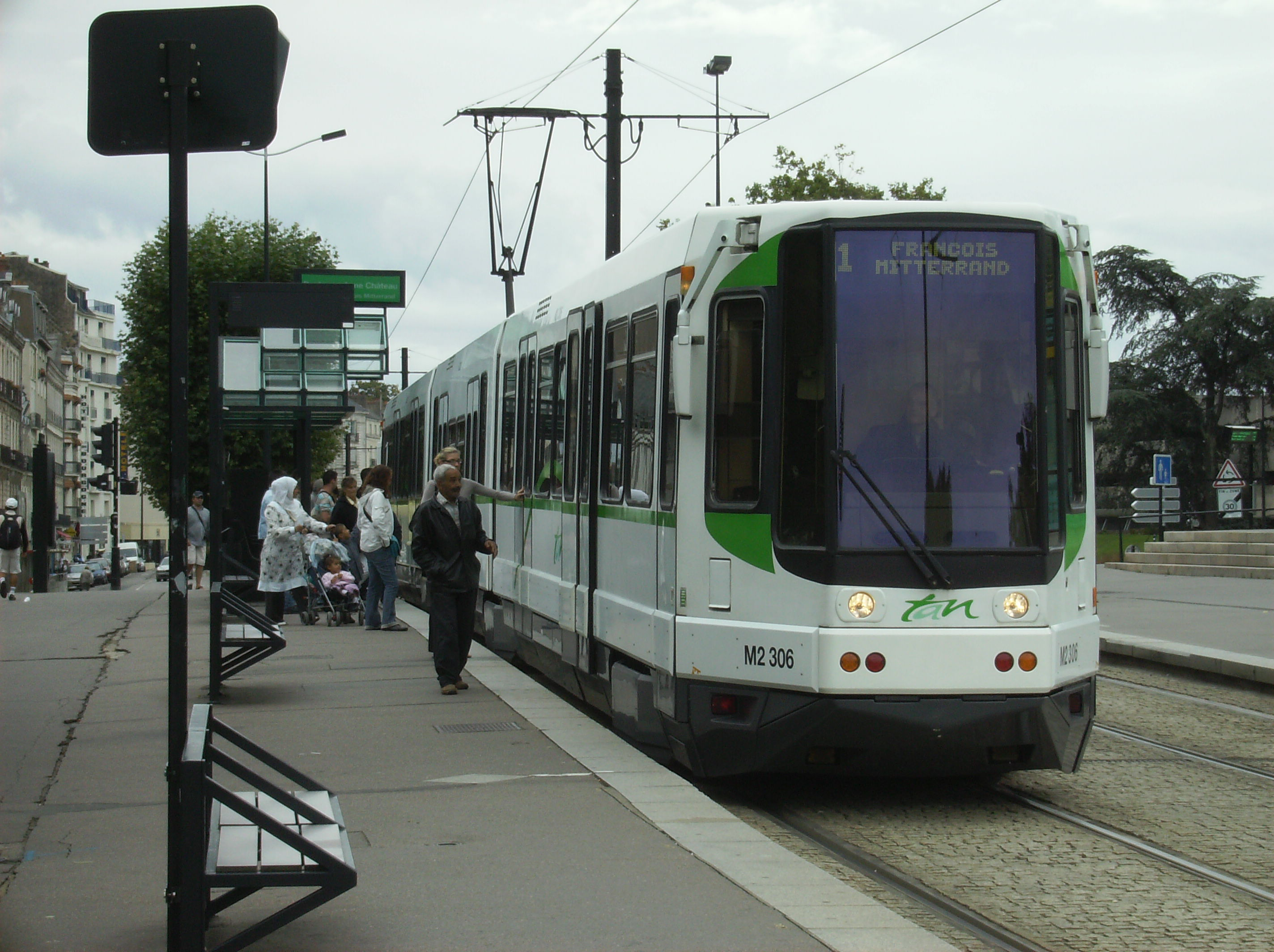
Rame 306 à Duchesse Anne
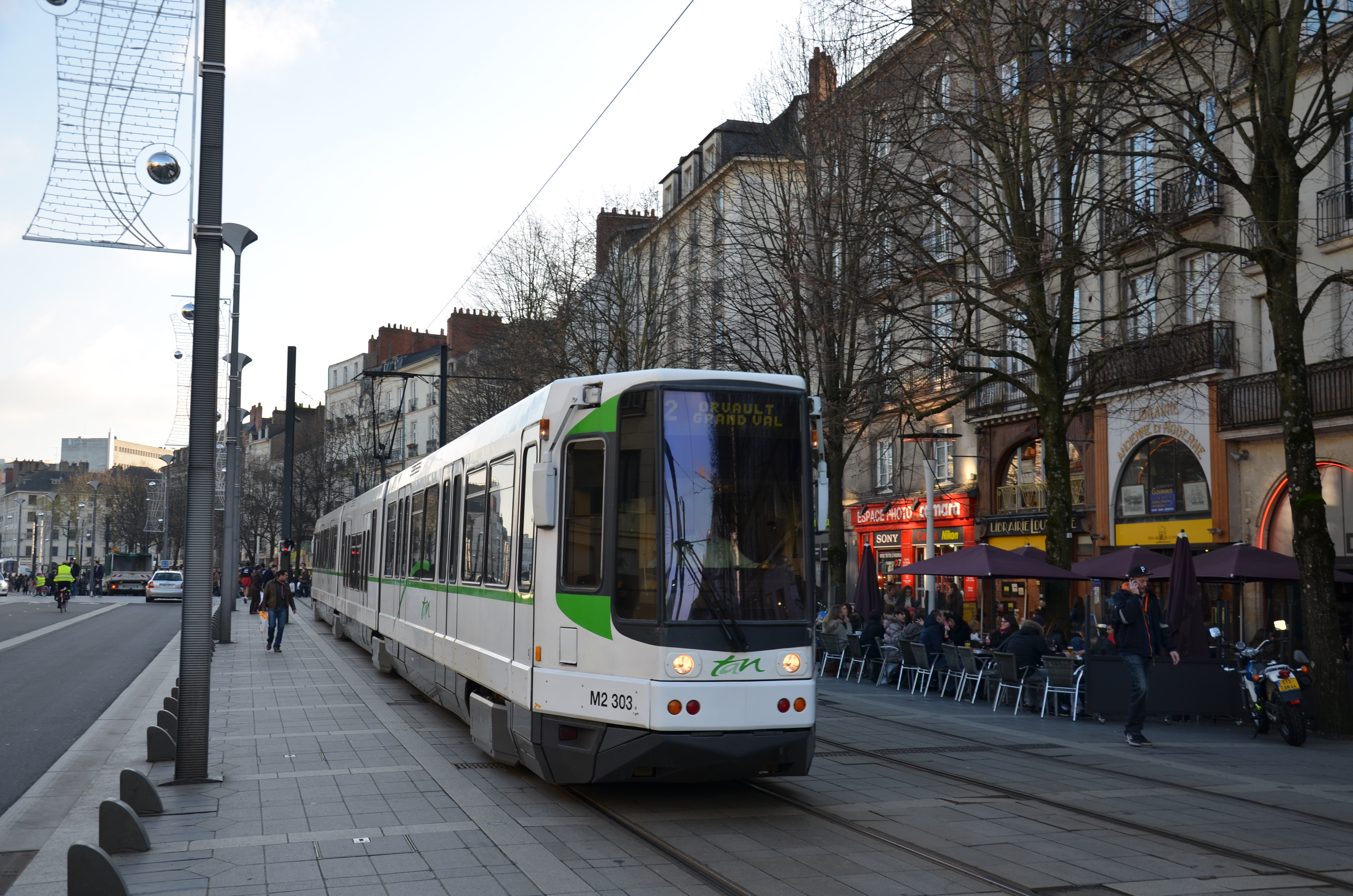
Rame 303 après Commerce
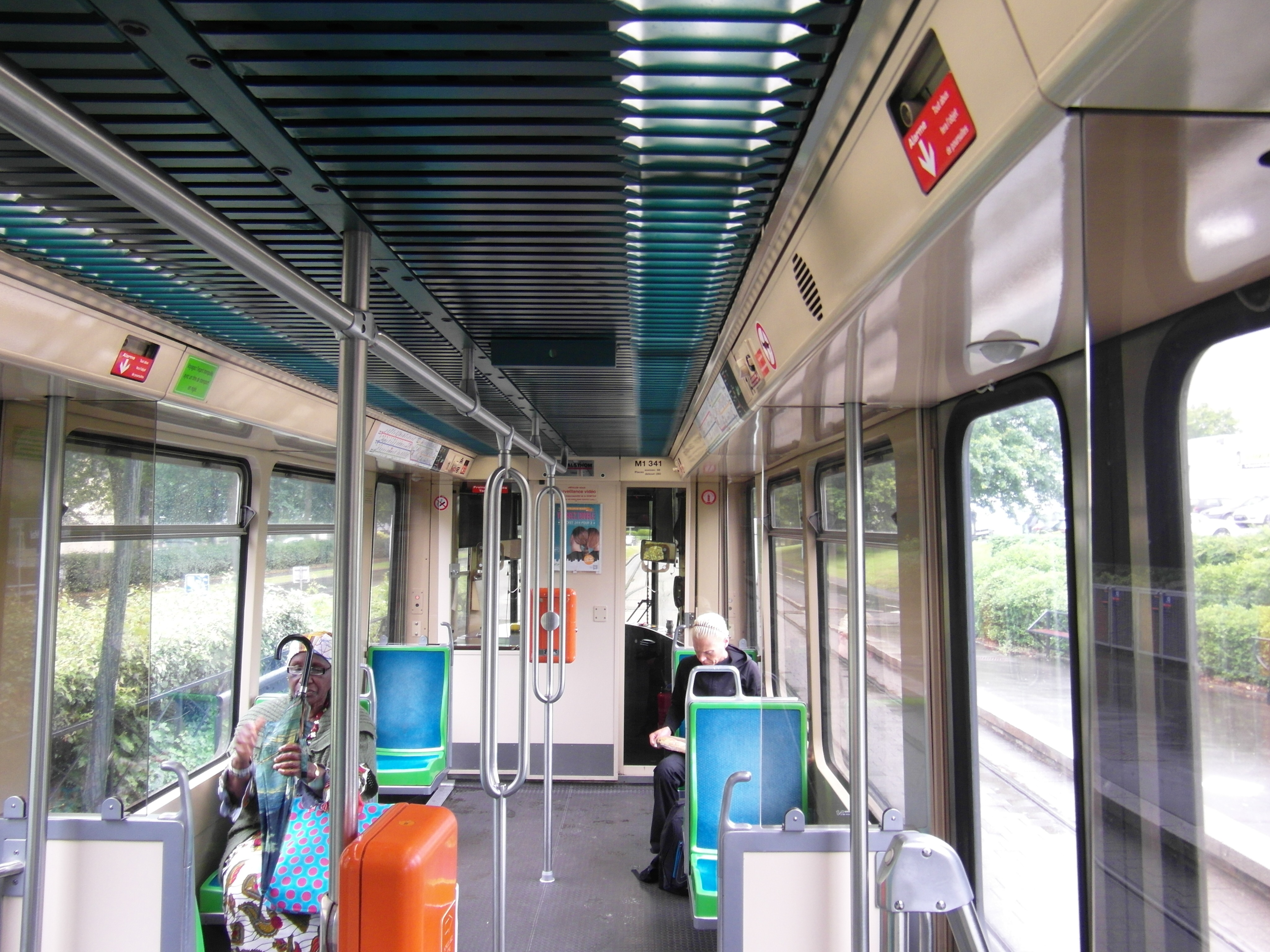
Intérieur de la rame 341
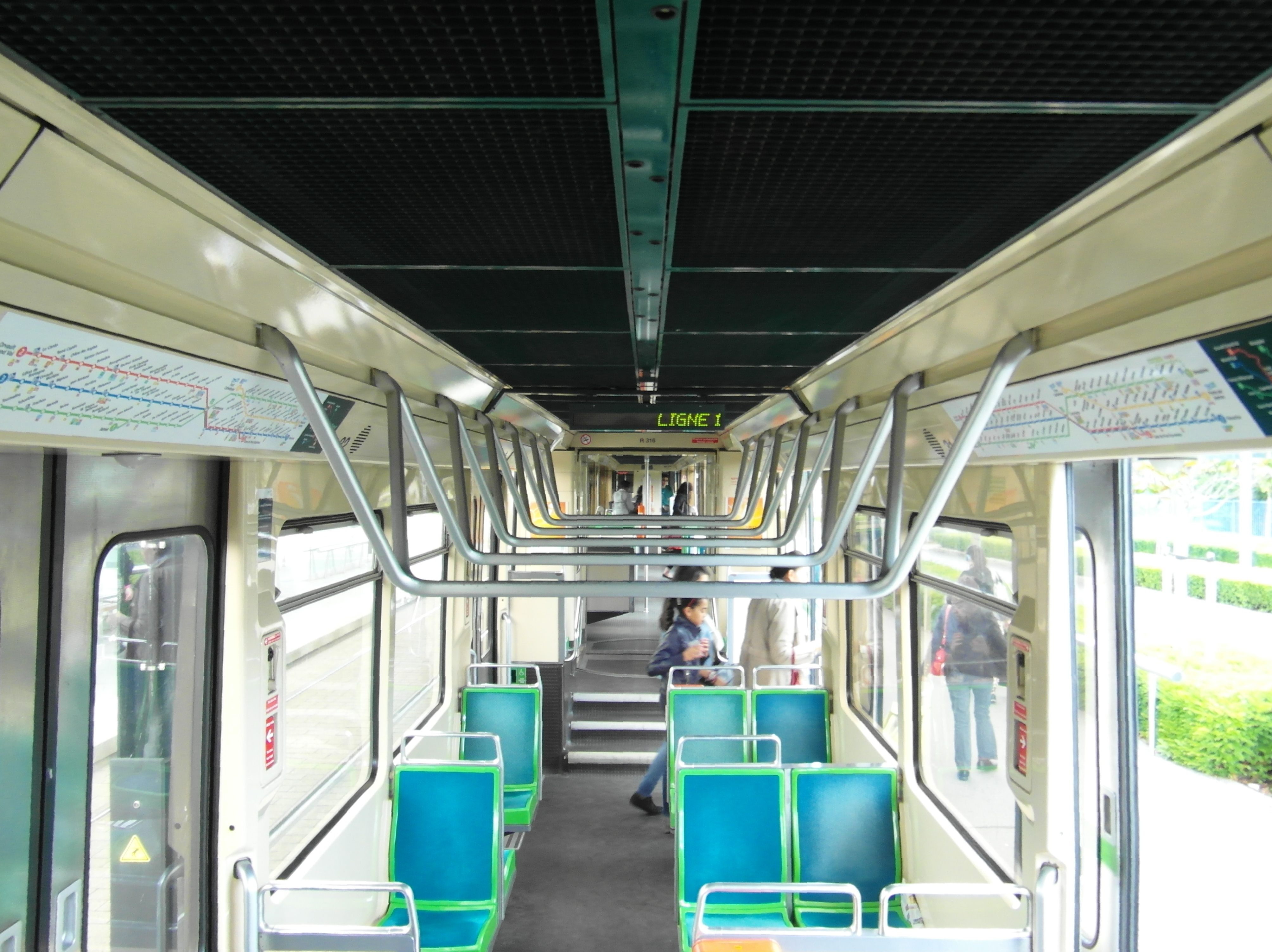
Intérieur du caisson central de la rame 316
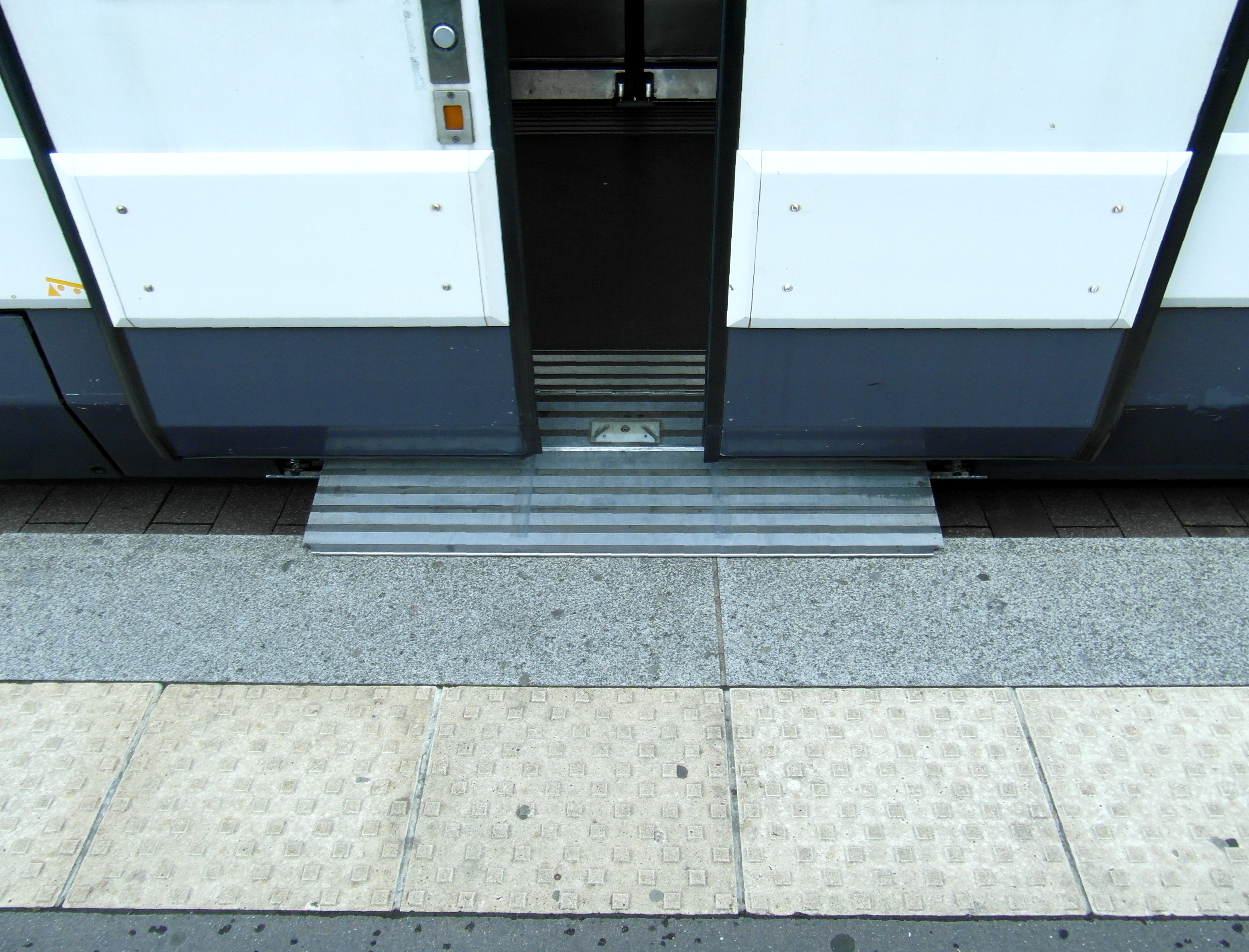
Palette UFR des portes du caisson central
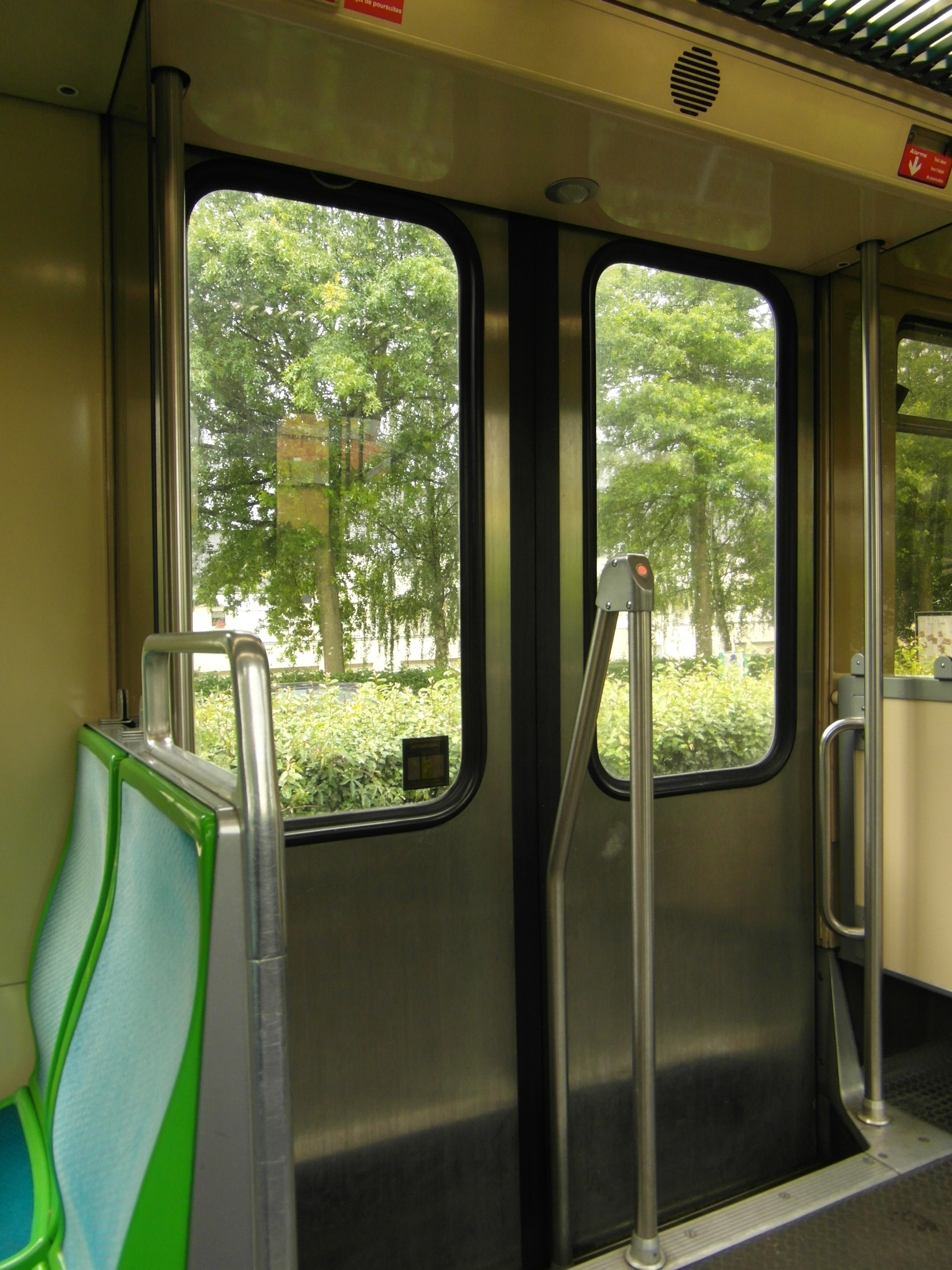
Une porte de la rame 341
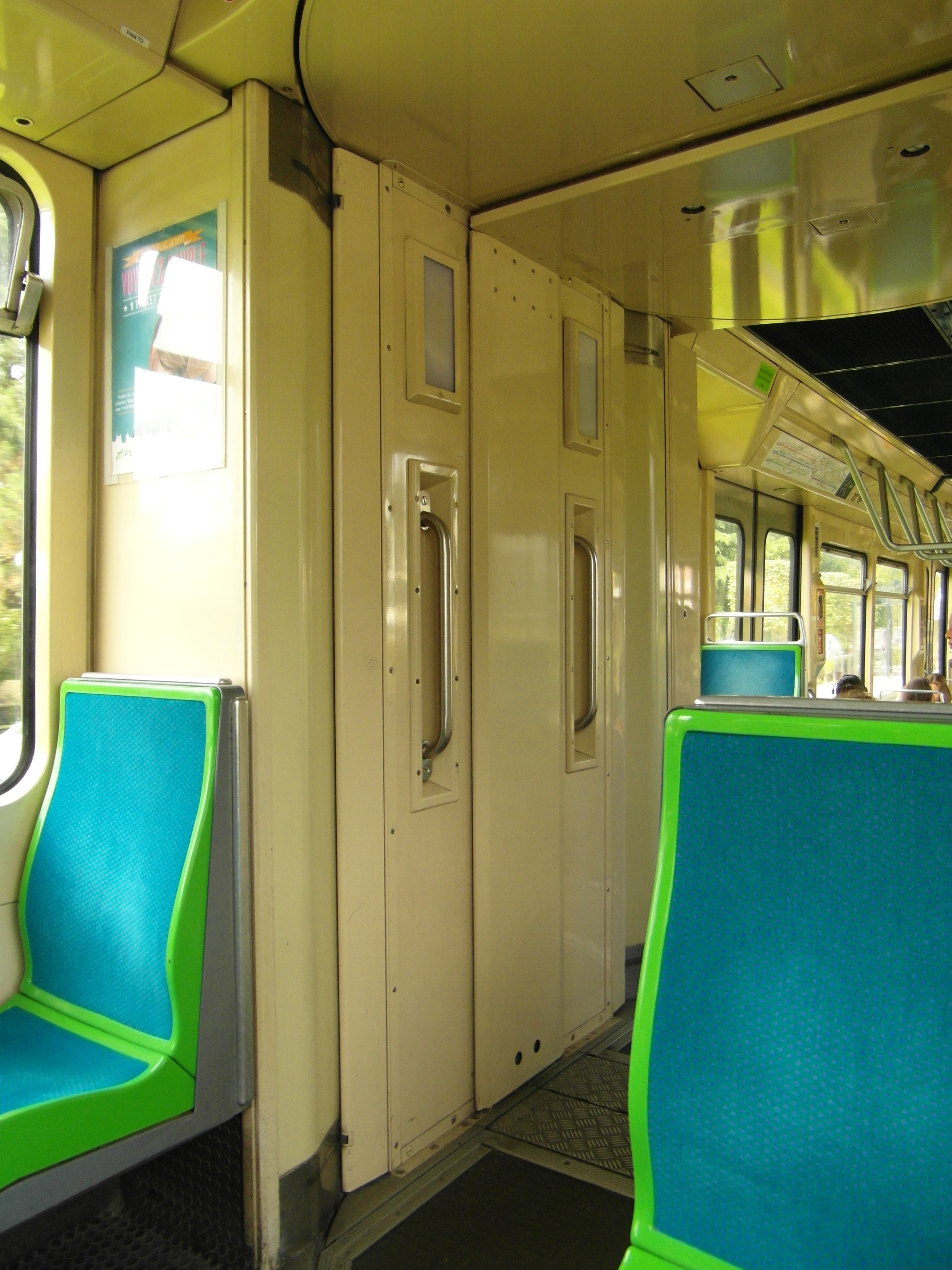
Articulation d'une rame
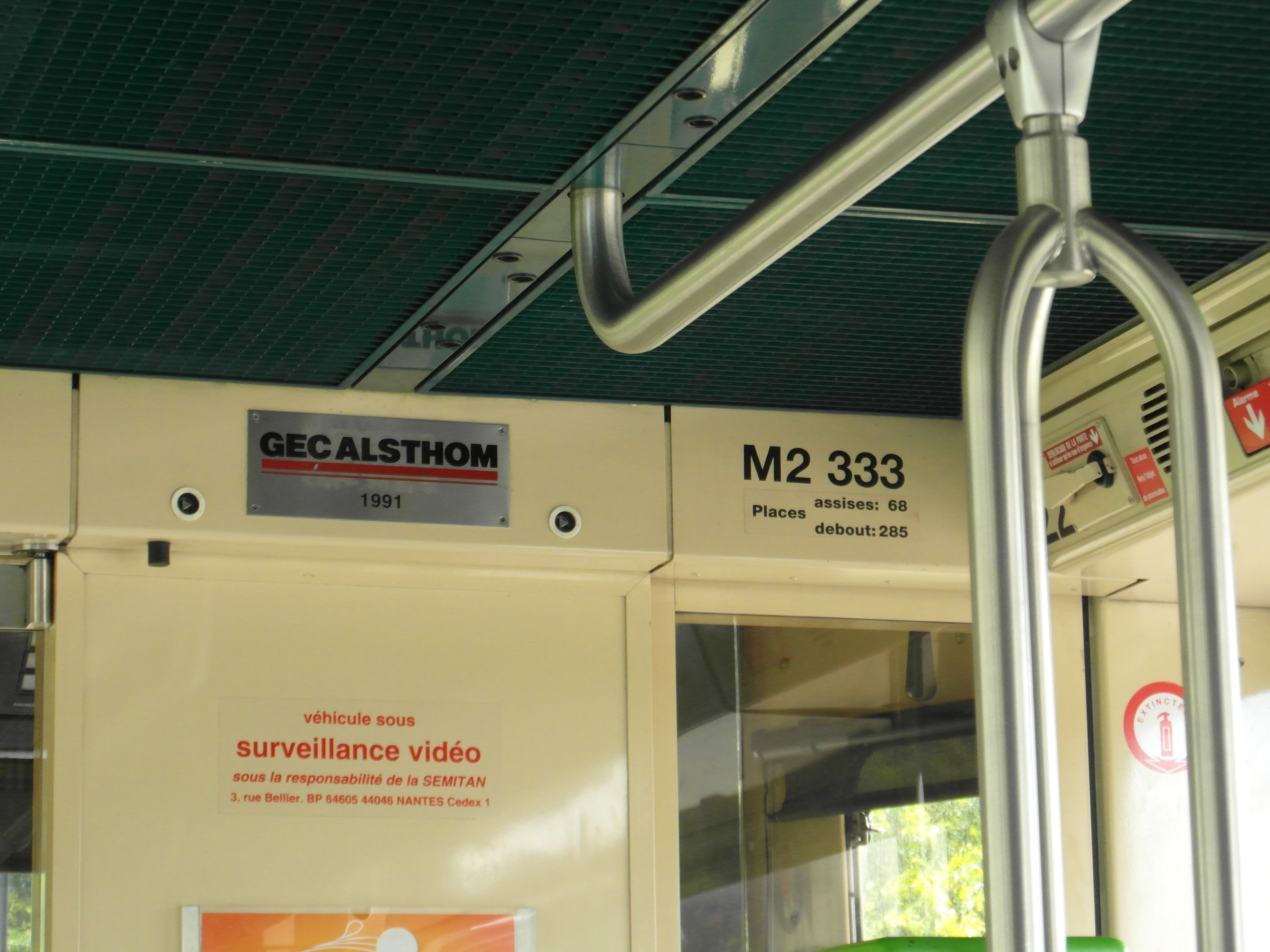
Plaque GEC-Alsthom de la rame 333
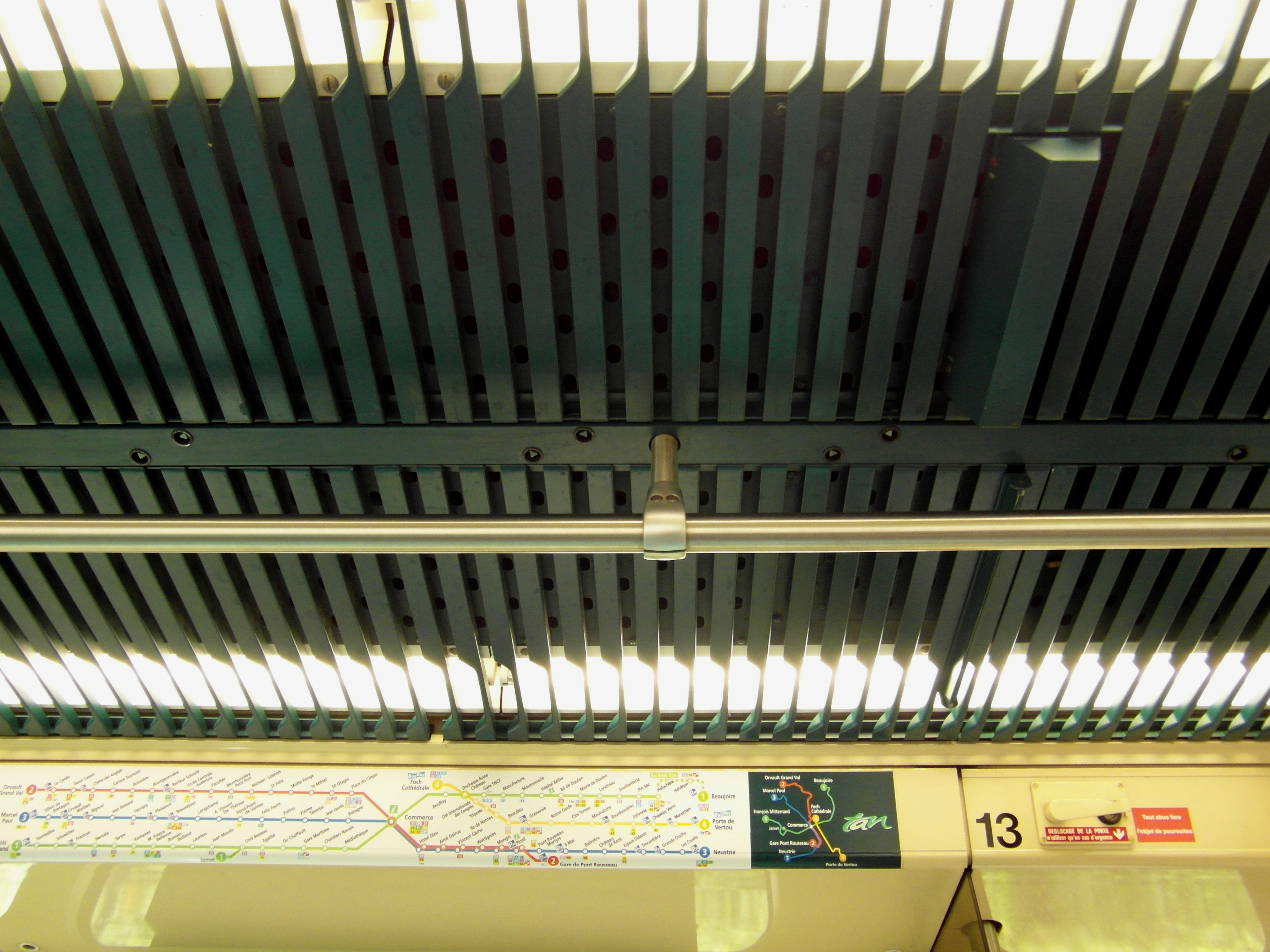
Plafond d'une rame avec un plan schématique
- Arrivée de la rame 324 à Hôtel Dieu

#### Adtranz / Bombardier Incentro T6/5L

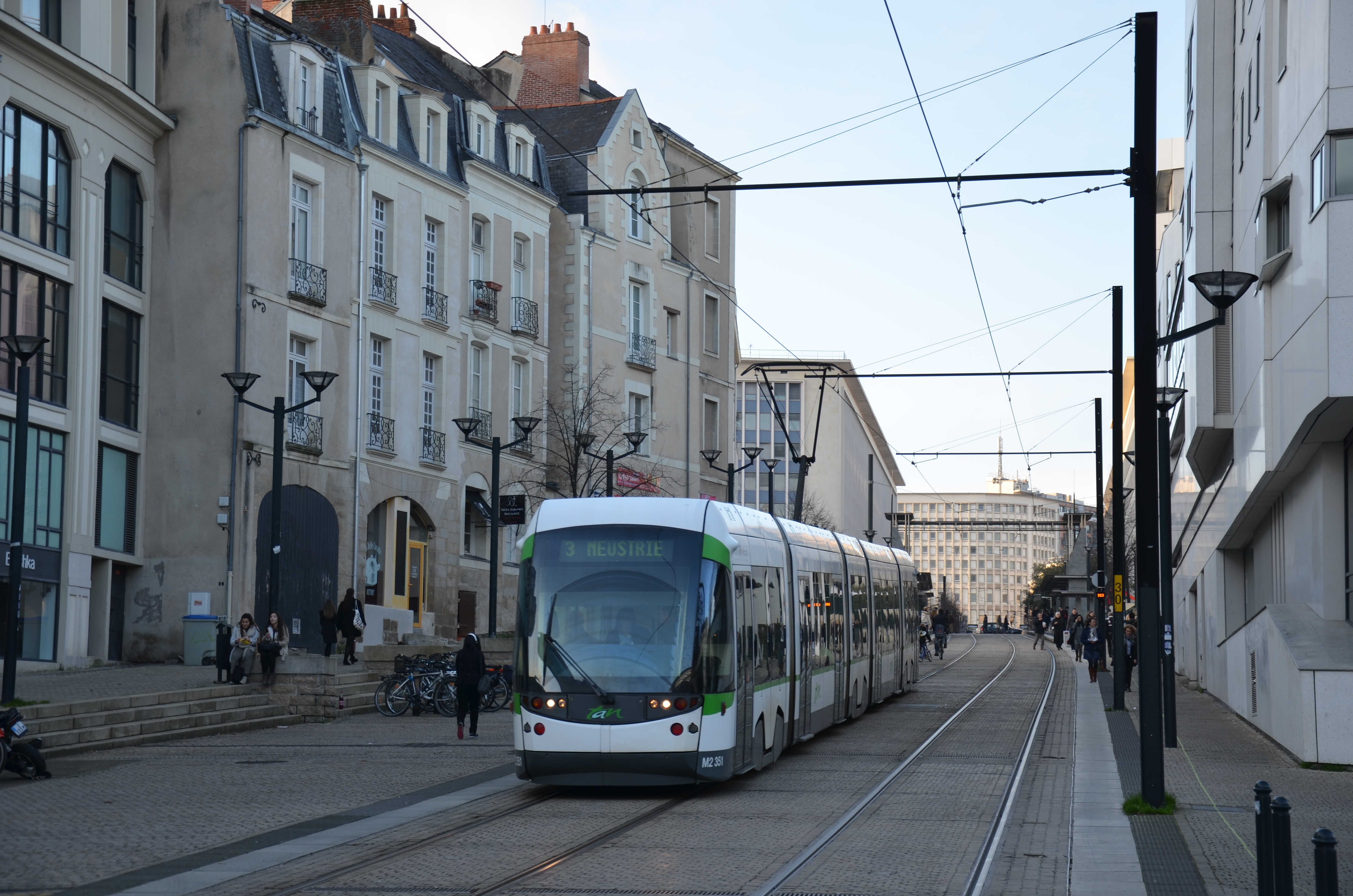
Rame Adtranz Incentro quittant la station Bretagne (ligne 3).

Les rames Adtranz / Bombardier Incentro T6/5L sont la deuxième génération de rames circulant sur le réseau TAN depuis 2000. Elles sont similaires aux 15 rames du tramway de Nottingham.
La première rame prototype N°351 est livrée en 2000 avec plus d'un an de retard, mais elle doit repartir à l'usine Adtranz de Nuremberg car considérée comme trop lourde de 5 tonnes. Jugeant qu'il y avait trop d'éléments à modifier pour l'alléger, Adtranz décide de construire une deuxième rame 351 qui sera livrée en 2001. La première sera alors stockée dans un ancien hall MAN avant d'être revendue à un ferrailleur. Une partie de cette rame se trouve actuellement dans les studios de Babelsberg ou elle sert de décor.
C'est donc finalement la rame N°352 qui est la première mise en service. Malgré une longue période de rodage, la première série de 23 rames (numérotée 351 à 373) est livrée jusqu'en 2001, et permet de renforcer la ligne 1 et, à partir de 2002, d'équiper la nouvelle ligne 3. Toutes les rames sont d'abord stockées à Dalby (les ateliers étant équipés pour ce type de rames), puis une partie du parc est transféré au dépôt de Saint-Herblain en 2009, avec le prolongement de la ligne 3 au nord.

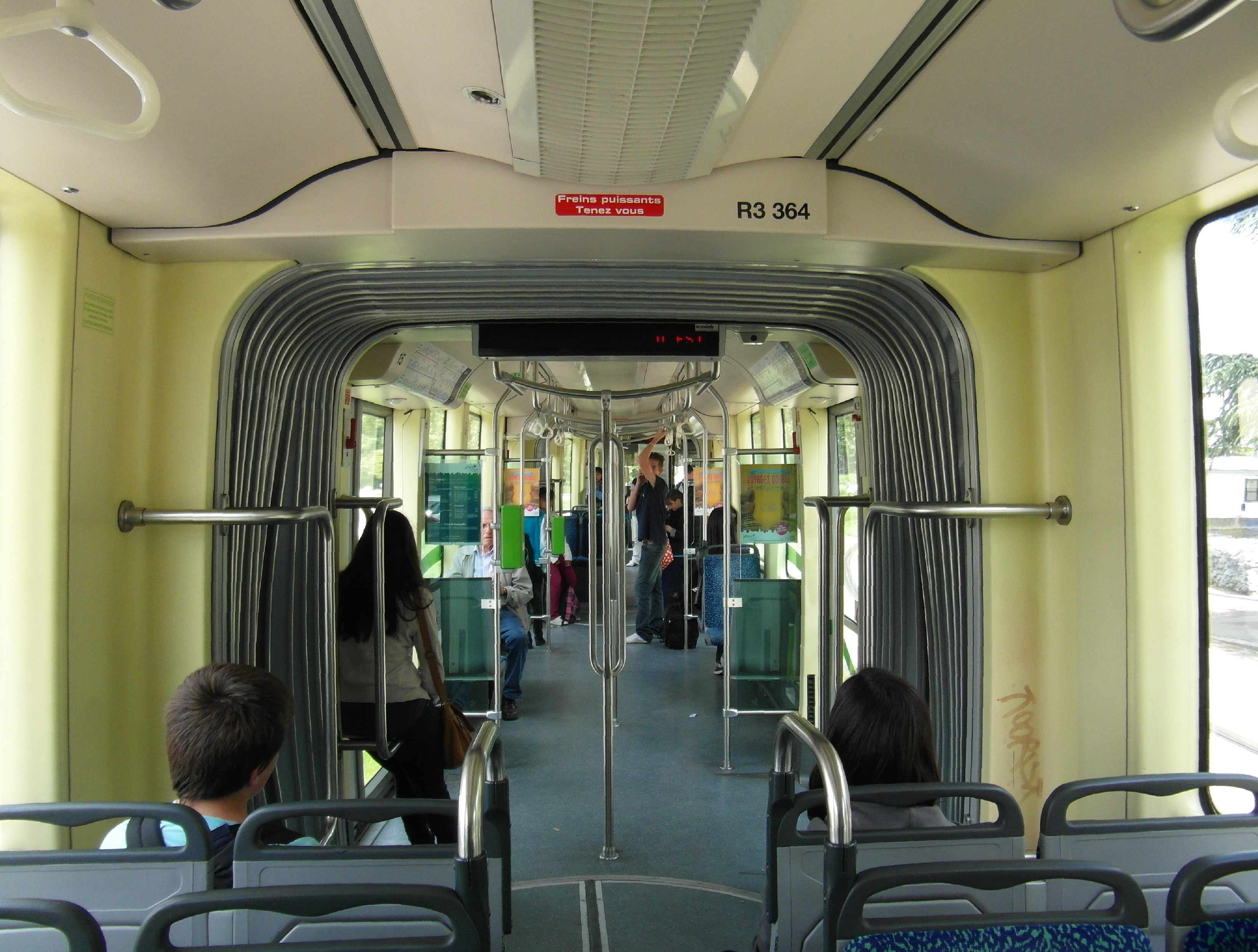
Intérieur de la rame 364 avant sa rénovation.

Le 5 avril 2004, la rame 371 reçoit la nouvelle livrée du réseau avec la virgule et la bande verte, à l'occasion notamment du prolongement de la ligne 3 de Plaisance vers Sillon de Bretagne. Les autres rames recevront également cette nouvelle livrée. Entre-temps, certains services de la ligne 2 assurées par le dépôt de Dalby sont exploités avec des rames Incentro. Ces rames sont visibles ponctuellement sur cette ligne jusqu'en 2007.
En 2005 arrive sur le réseau une deuxième série de 10 rames (de 374 à 383), fabriquée cette fois-ci par le canadien Bombardier. La première rame, numérotée 375, arrive à Nantes en juin 2005, et les trois dernières rames (381 à 383) sont livrées en 2006 (la livraison de la rame 383 était initialement prévue en décembre 2005). La rame 374 a par ailleurs été testée sur le tramway de Berlin avant son arrivée à Nantes.
À partir de 2015, la première série de rames (351 à 373) quitte Nantes par porte-char pour être rénovée au Technicentre SNCF de Nevers. Une remise à niveau des organes et éléments mécanique et un remplacement de la sellerie a été effectuée.
Aujourd'hui, ces rames circulent sur les lignes 1,2 et 3.

##### Livrées spéciales
À l'occasion d'évènements particuliers, certaines rames Incentro peuvent recevoir des livrées spéciales provisoires.
À l'occasion de la participation d'Armel Tripon à l'édition 2020-2021 du Vendée Globe, la rame 378 a reçu une livrée spéciale aux couleurs et codes du bateau de ce navigateur le 2 novembre 2020. Un affichage intérieur a également été installé, et des messages sonores enregistrés par le navigateur sont diffusés à bord. Elle aura circulé avec cette livrée pendant trois mois.
Depuis 2019, lors du déroulement du Voyage à Nantes, des rames reçoivent une œuvre d'artiste le temps du déroulement de cet évènement.
Ainsi, en 2019, les rames 352 (sur la ligne 1) et 371 (sur la ligne 3) ont arboré deux livrées différentes dessinées par l'artiste Benoît-Marie Moriceau, et dont l'une d'elles représente une motrice électrique Jeumont de l'ancien tramway de Nantes. Appelées « Autoscopia 352 » et « Palinospia 371 », elles ont circulé du 6 juillet 2019 (début de l'édition 2019 du VAN) jusqu'au 6 octobre 2019.
L'opération est renouvelée en 2020, avec cette fois-ci les rames 374 et 380 qui arborent deux livrées dessinées par l'artiste Chourouk Hriech. Appelées « Voci della Strada » (« Rumeurs de la route » en italien), ces rames ont débuté leur circulation le 30 juillet 2020 avec la rame 374 (qui a d'abord circulé sur la ligne 1, puis sur la ligne 3) puis avec la rame 380 le 3 août 2020 (sur la ligne 1). Ces livrées resteront jusqu'en mai 2023,,.
En 2021, deux nouvelles rames décorées font leur apparition sur le réseau début juillet : l'Incentro N°383 sur la ligne 1 d'abord, puis la TFS N°330 sur la ligne 2. Ces deux livrées ont été créées par l'artiste Amélie Bertrand sur le thème « Le va-et-vient des pierres électriques » et circuleront jusqu'en 2022,,.

##### Galerie photos

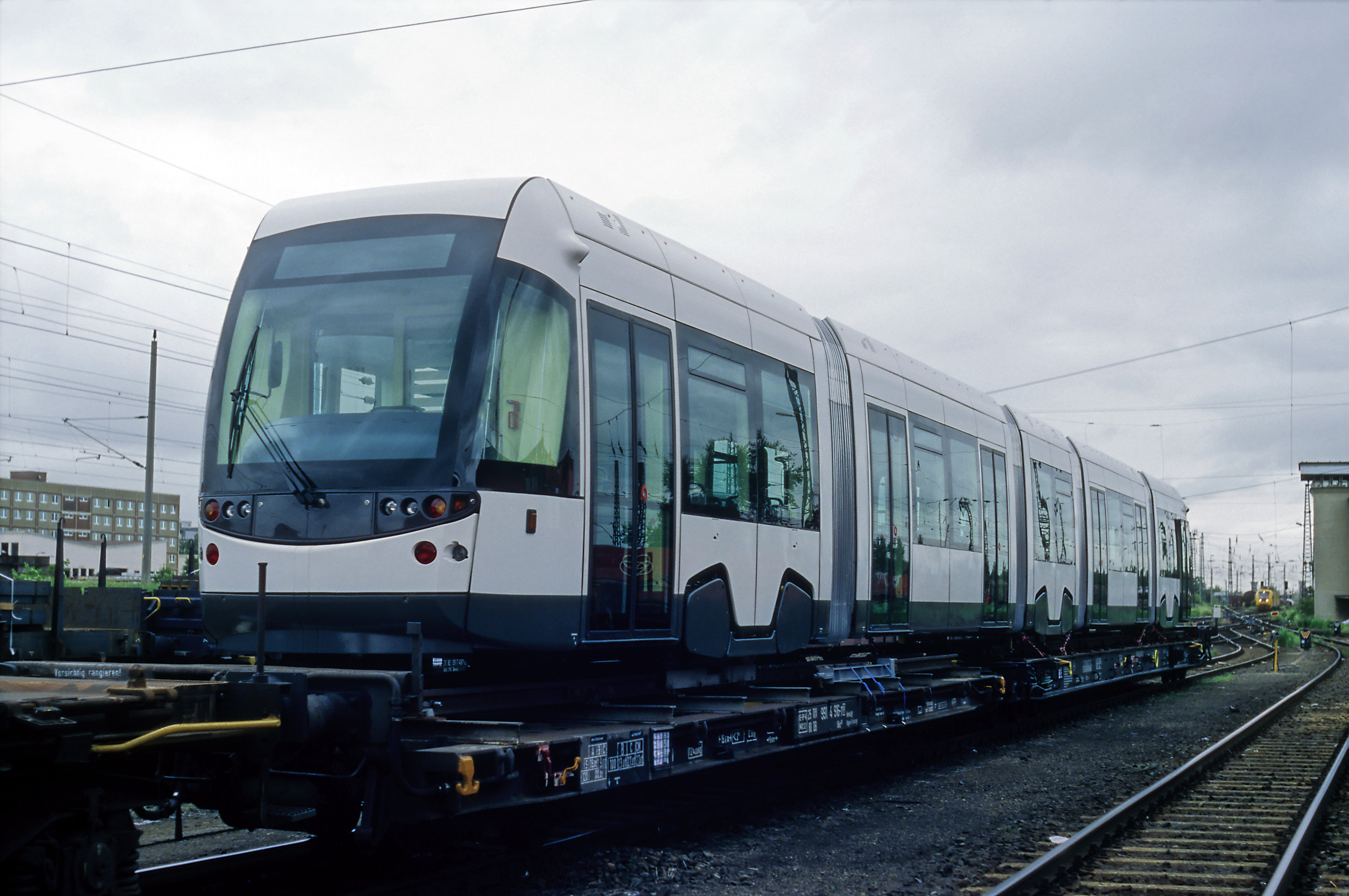
Rame à Leipzig en cours d'acheminement vers Nantes
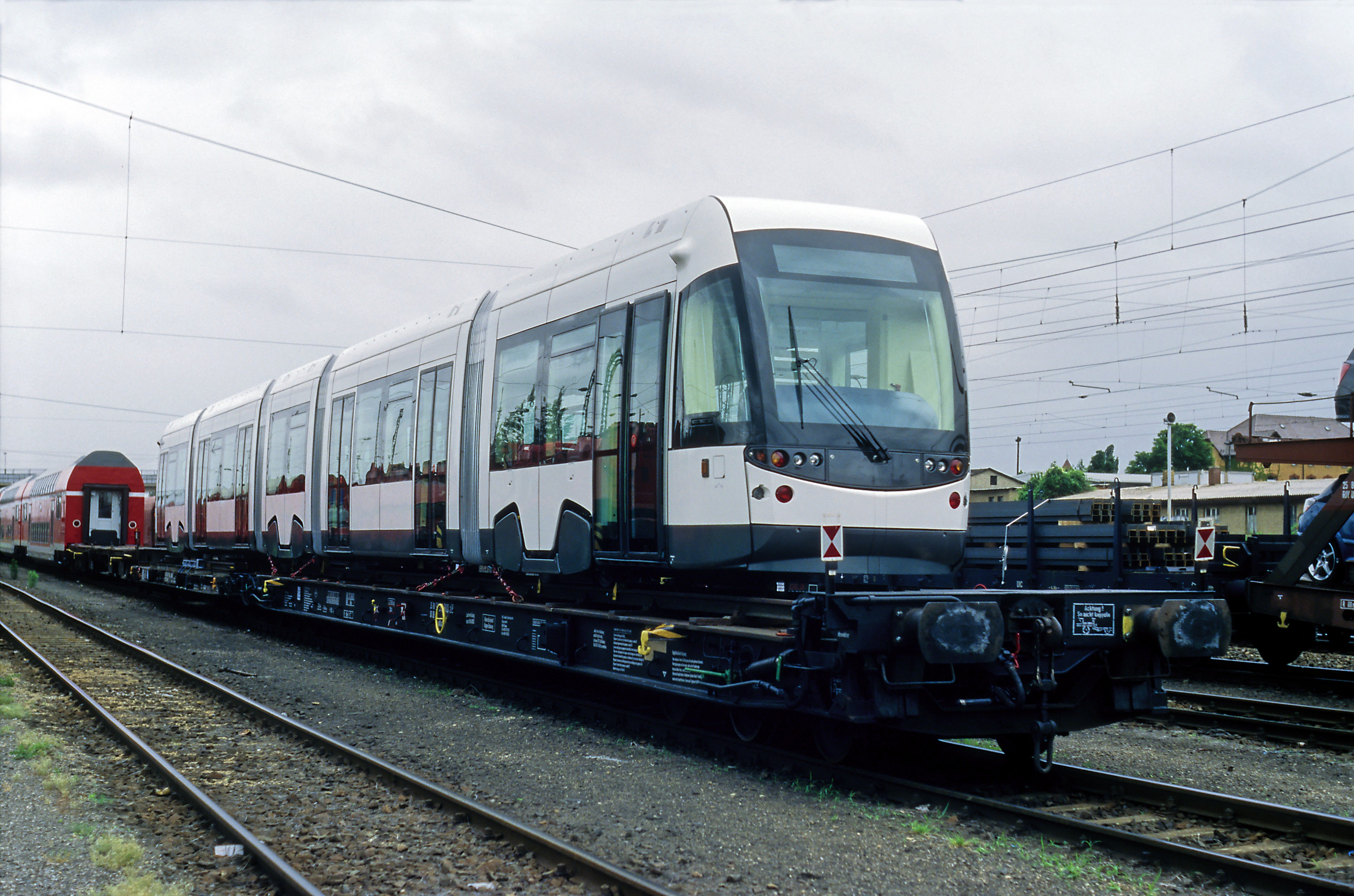
Autre vue
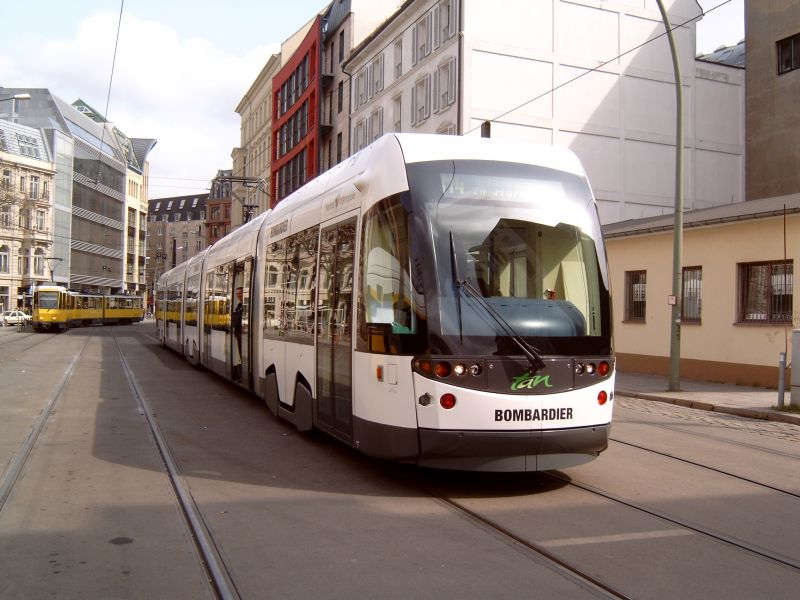
Rame 374 à Berlin
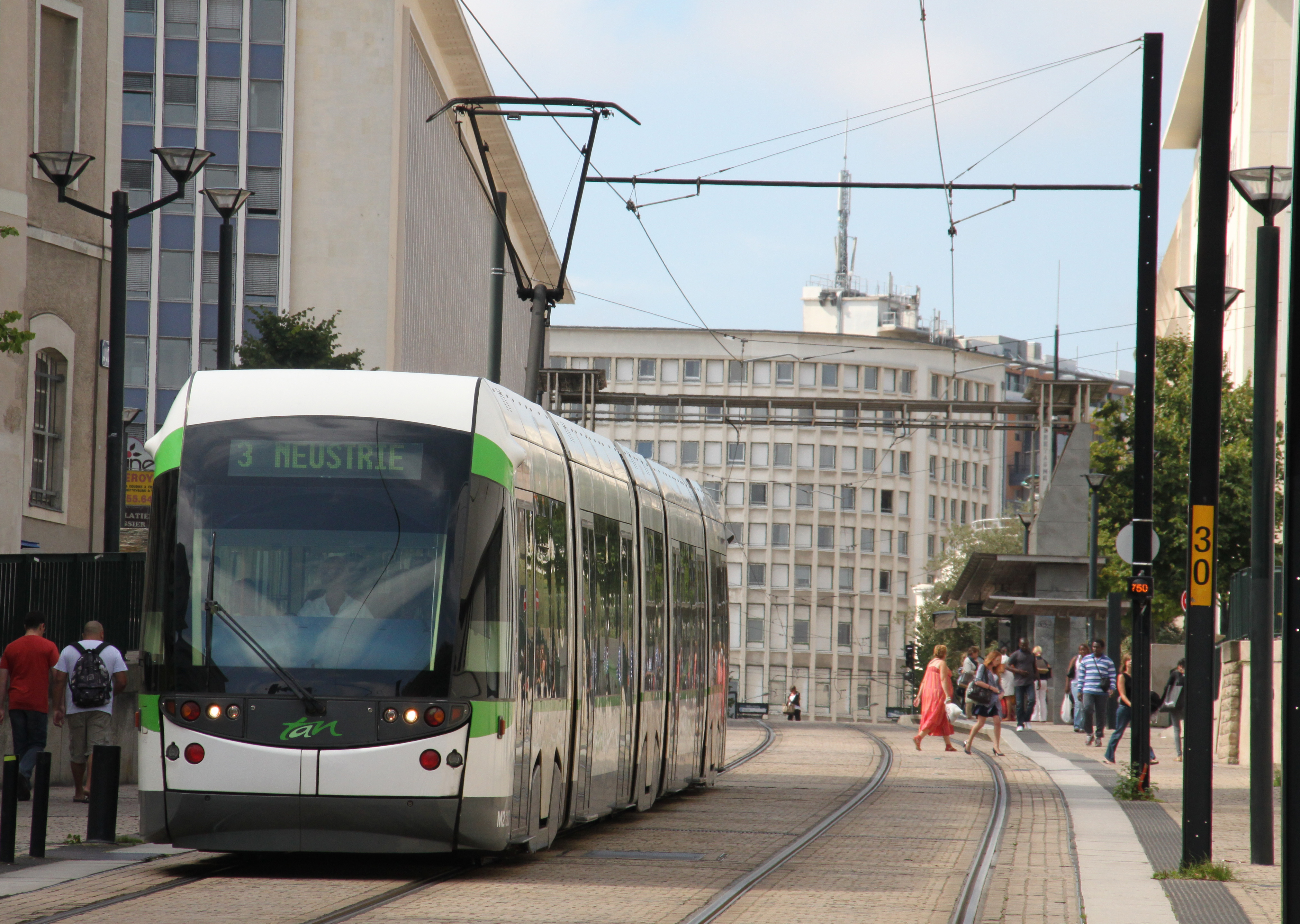
Rame après Bretagne
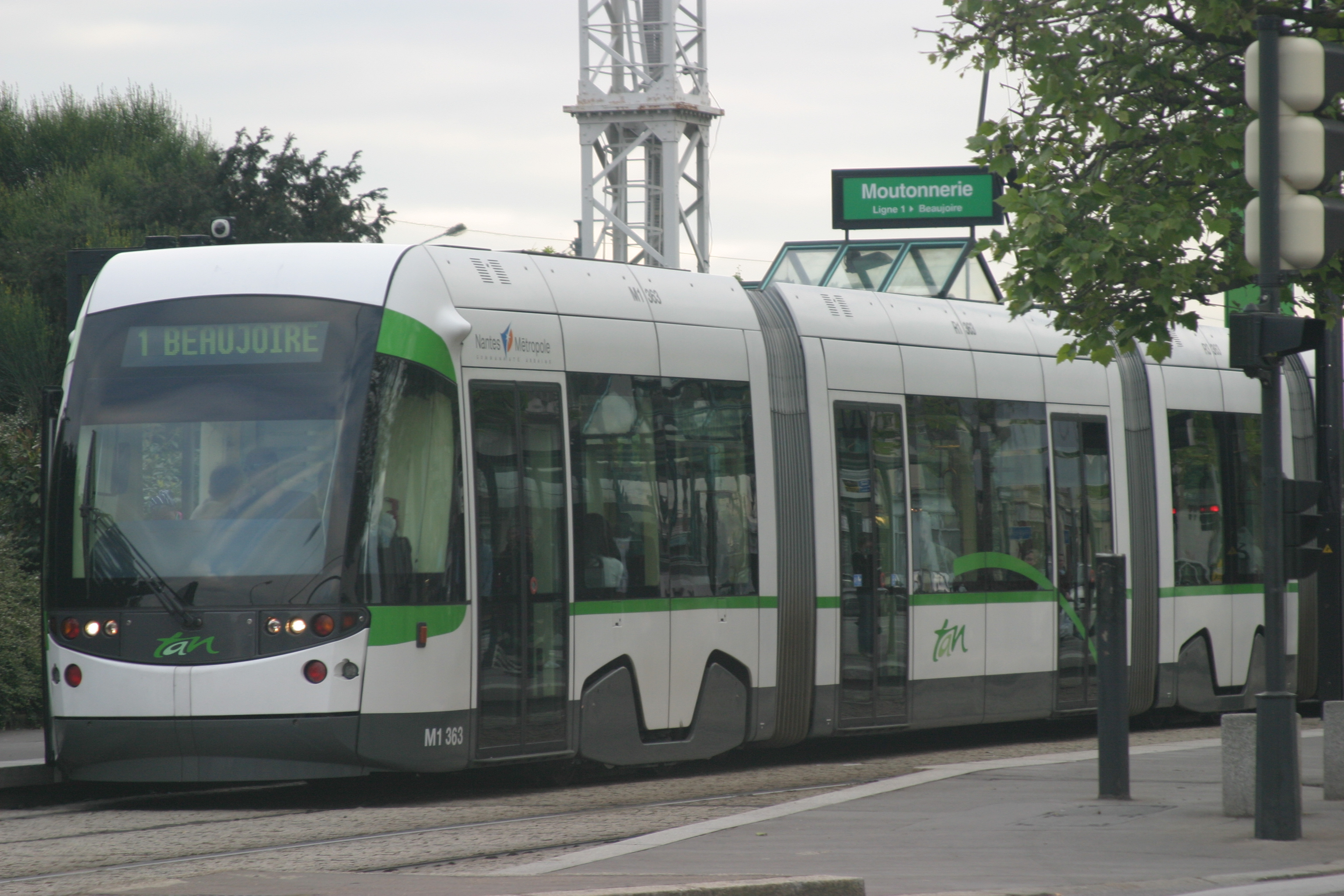
Rame 363 à Moutonnerie
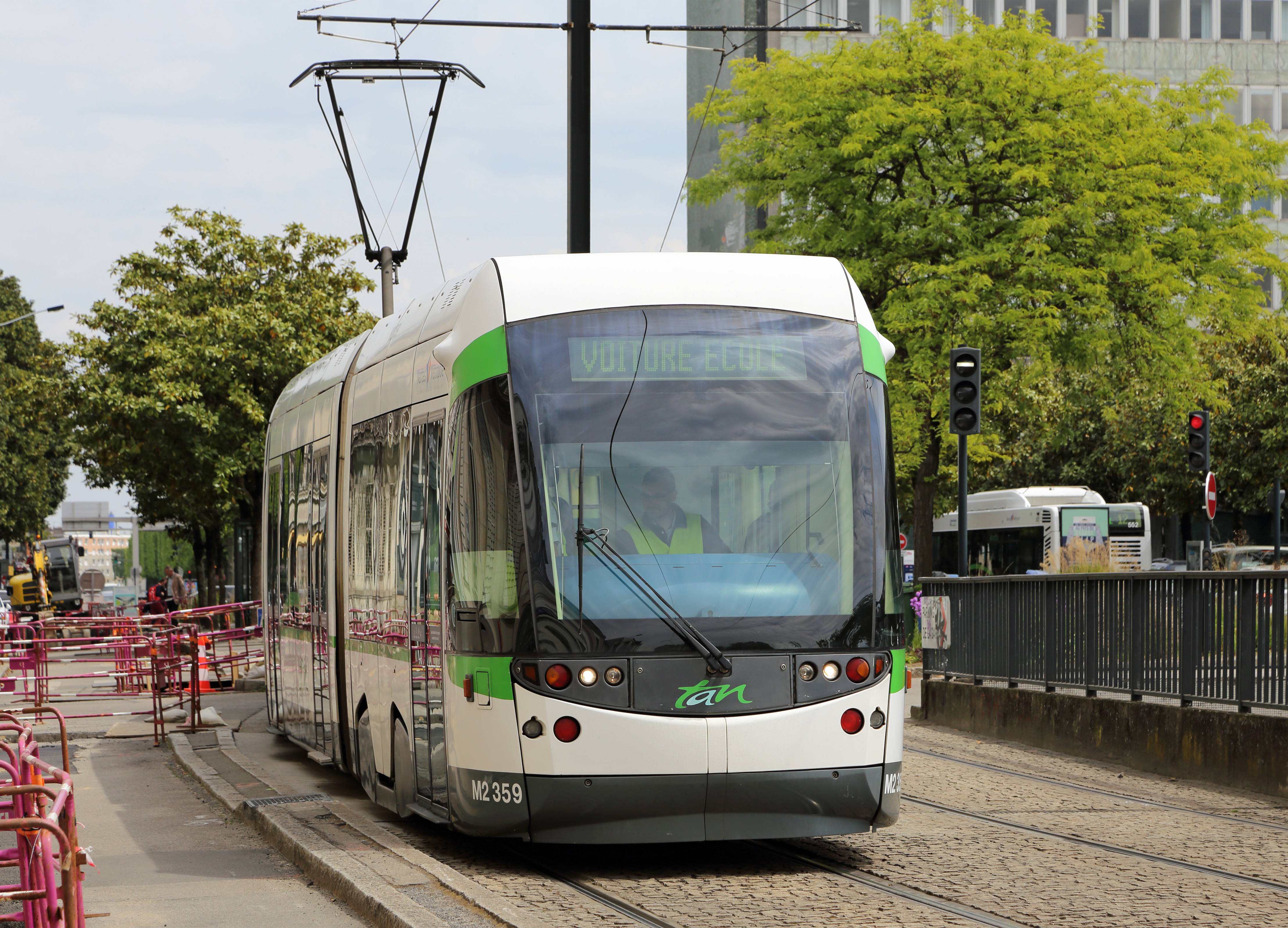
Rame 359 en Voiture école
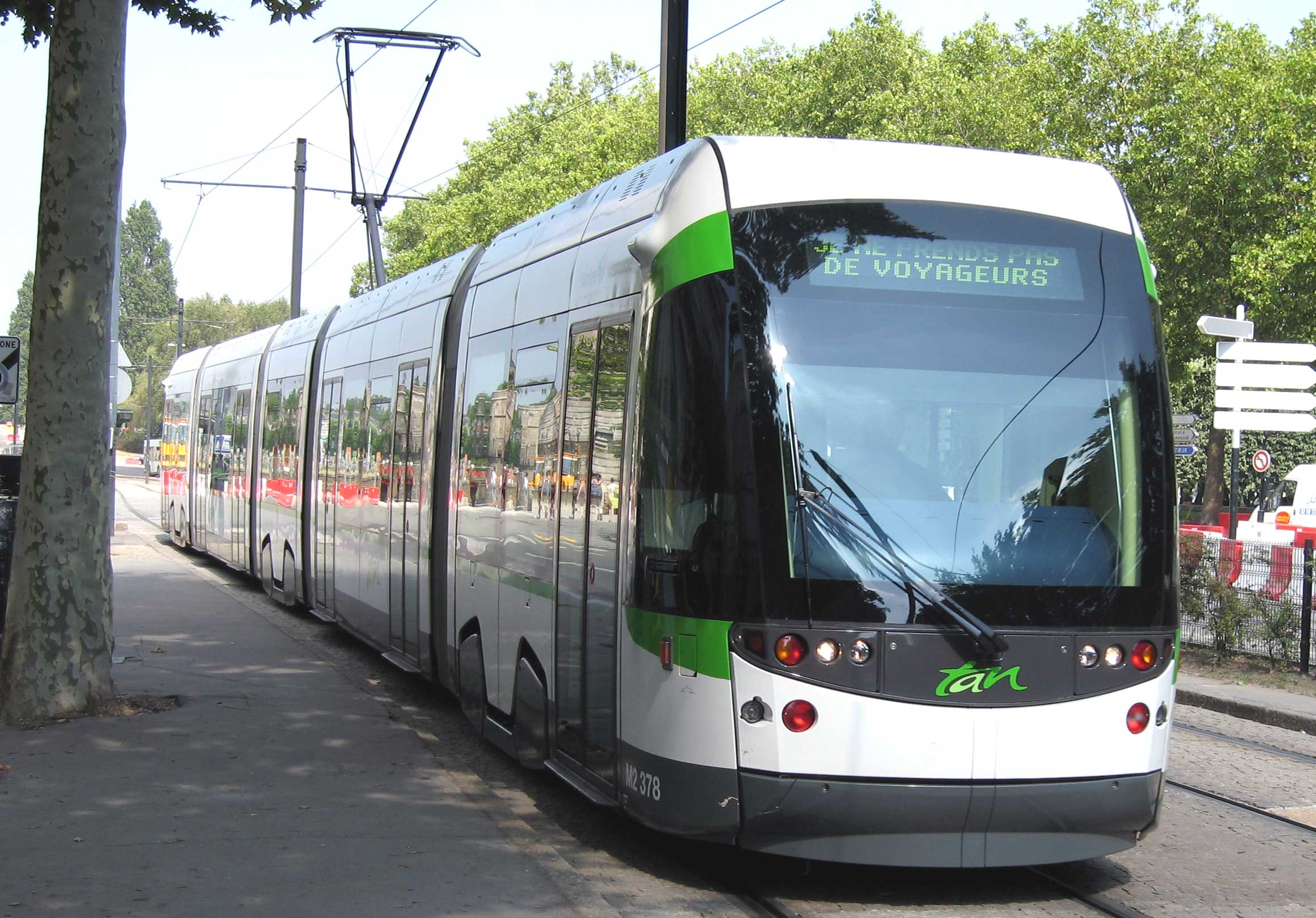
Rame 378 en Haut-le-pied
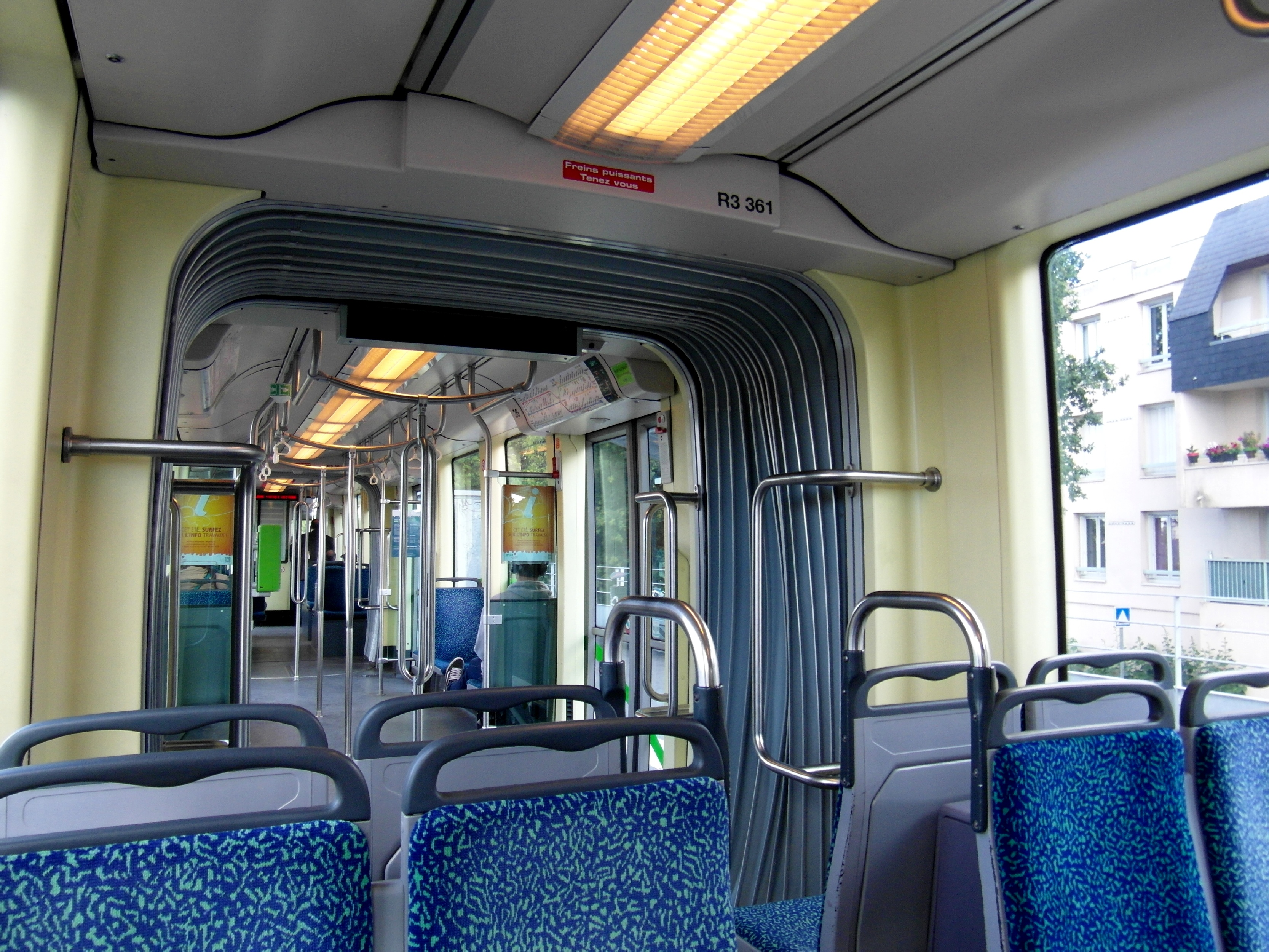
Intérieur d'une rame non rénovée (ici la 361 aujourd'hui rénovée)
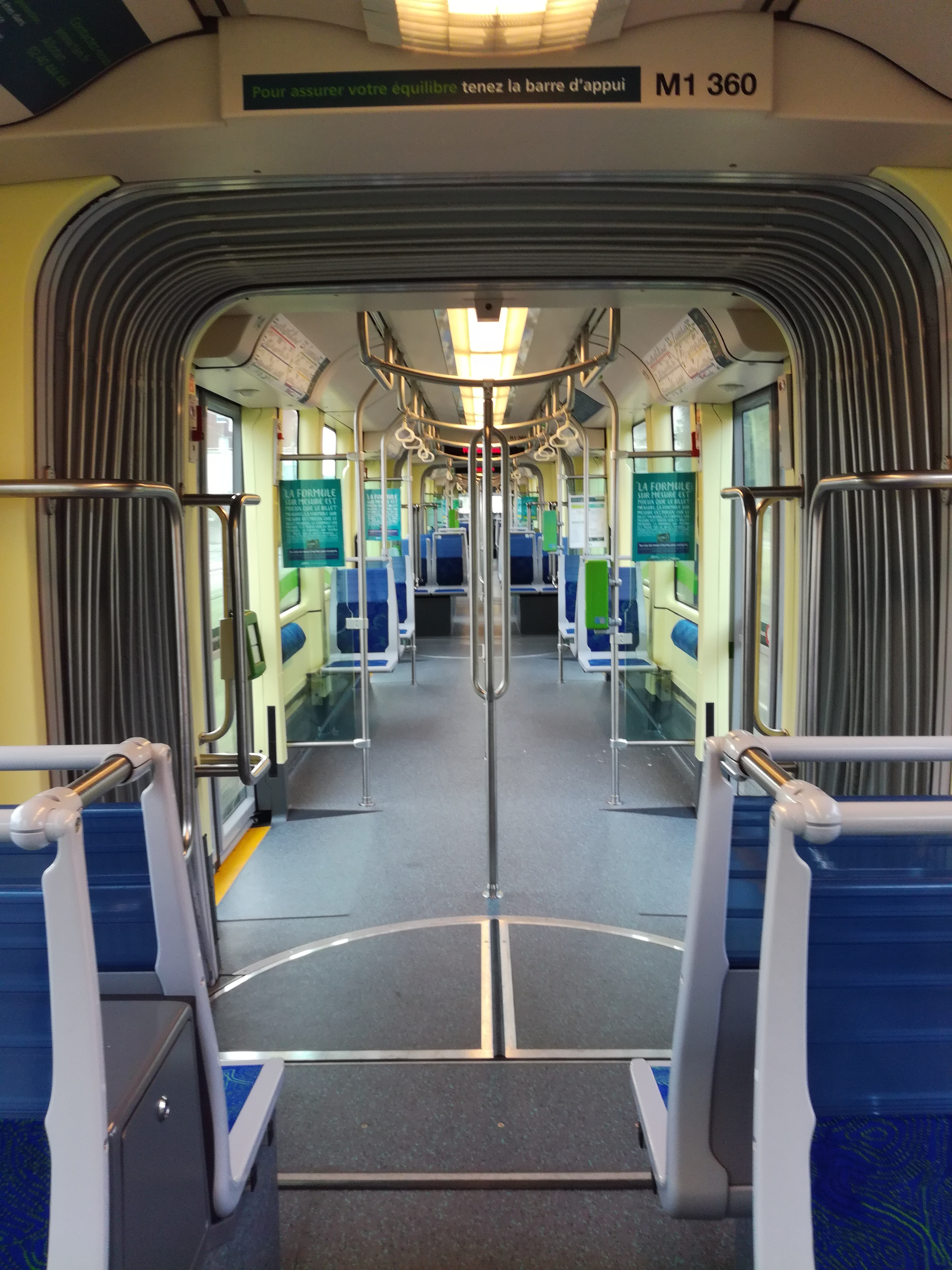
Intérieur de la rame 360 rénovée (avec sièges Compin SB09[44])
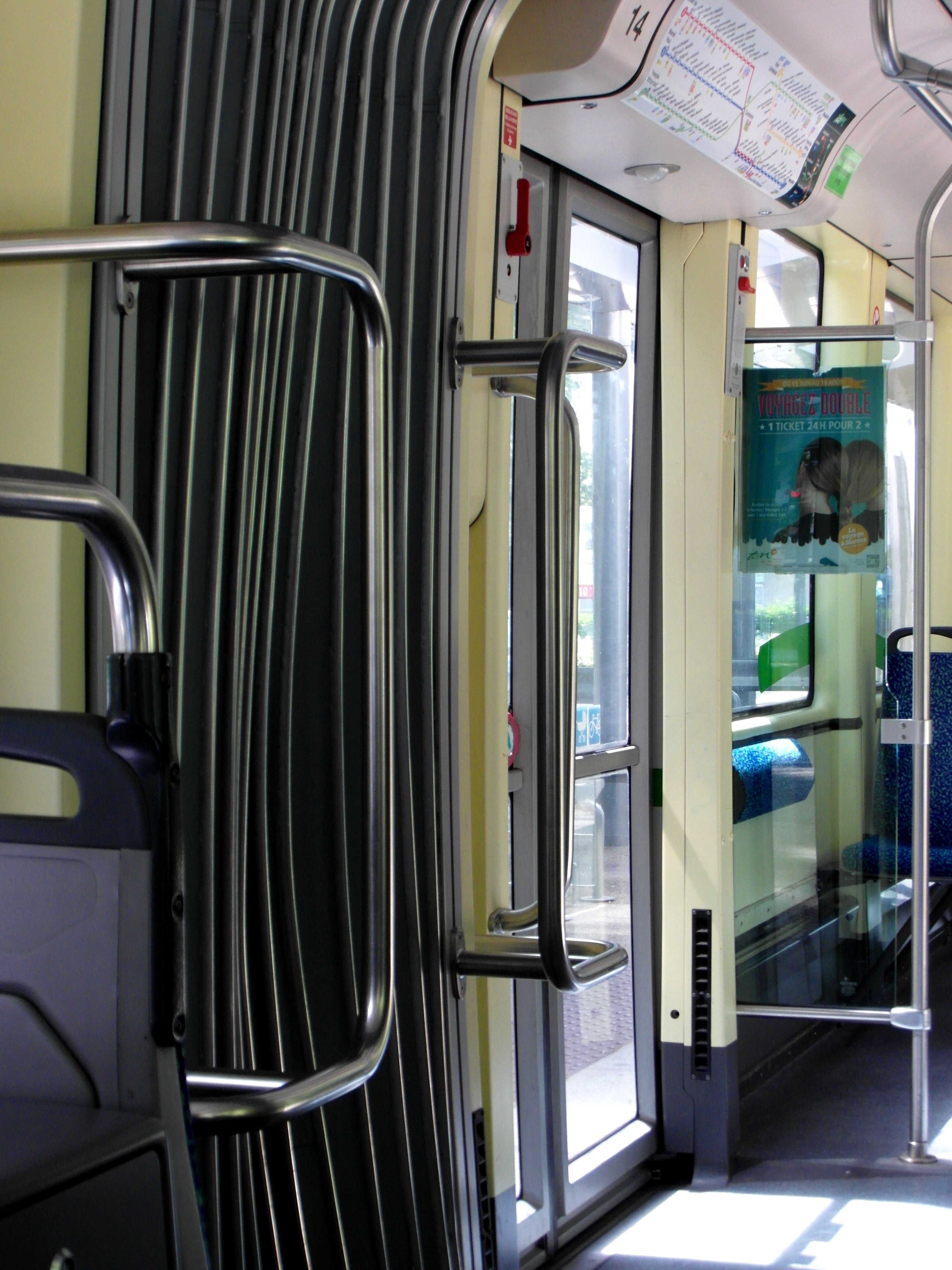
Articulation d'une rame
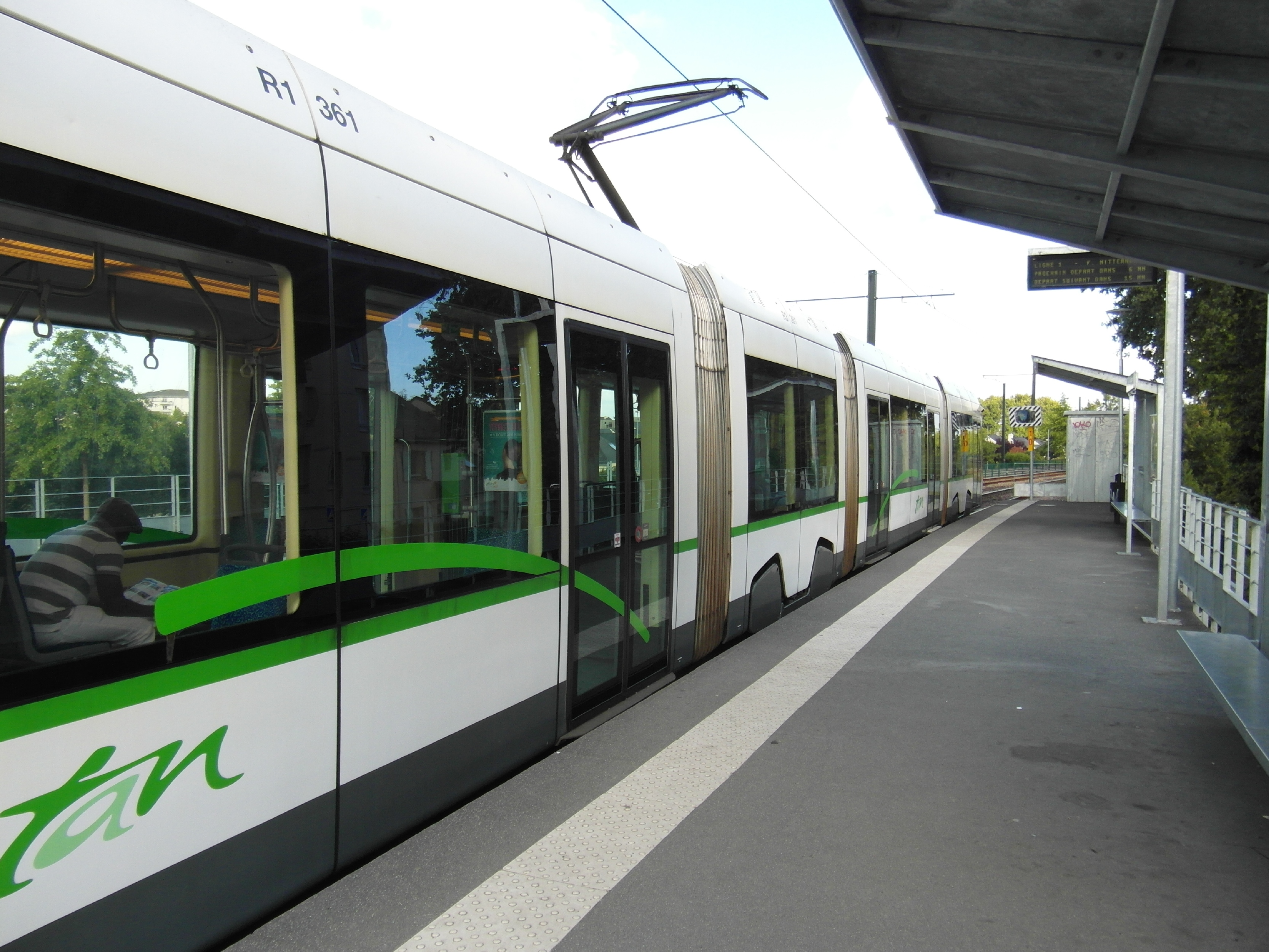
Face latérale de la rame 361
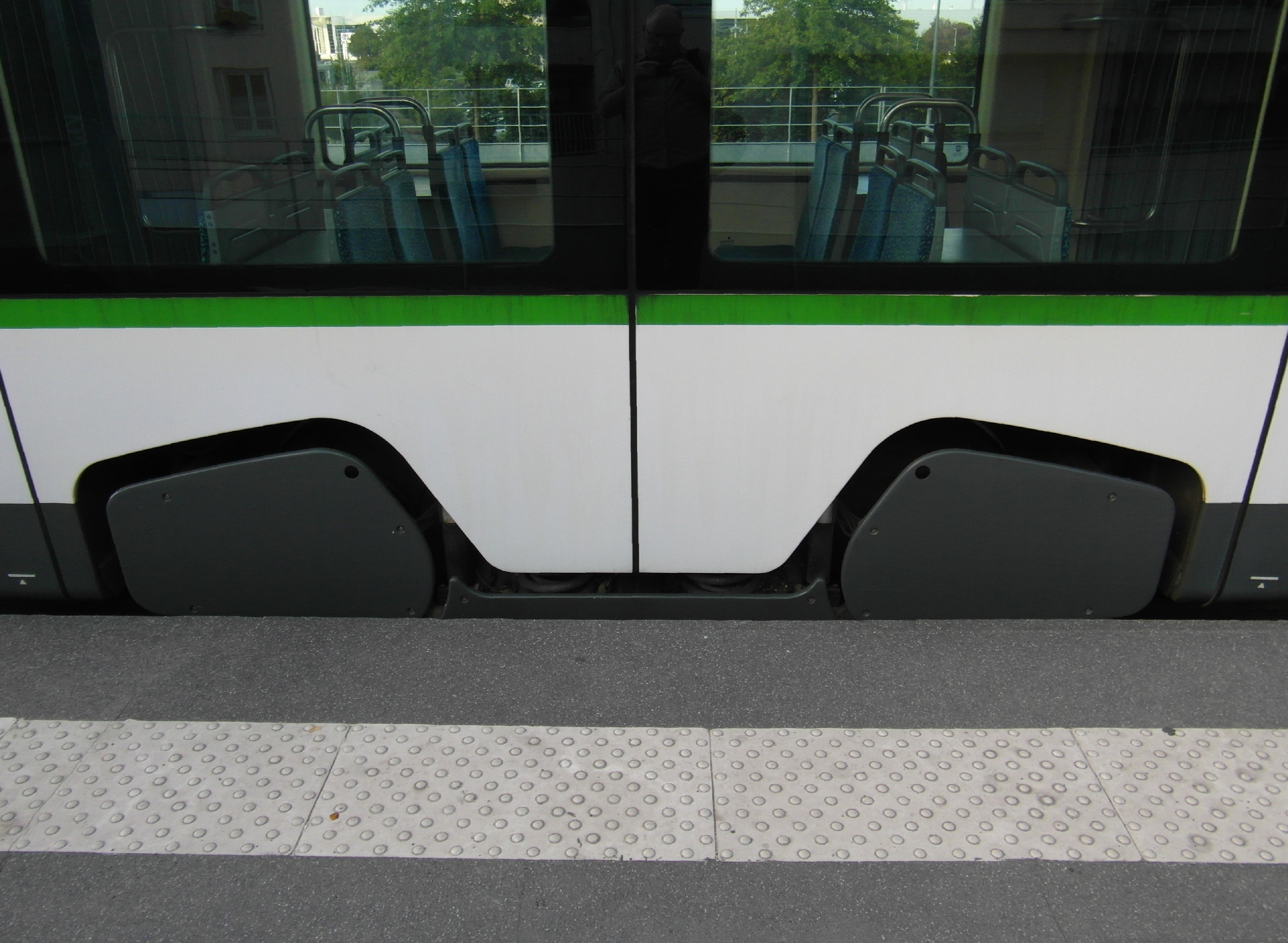
Bogie porteur au centre d'une rame
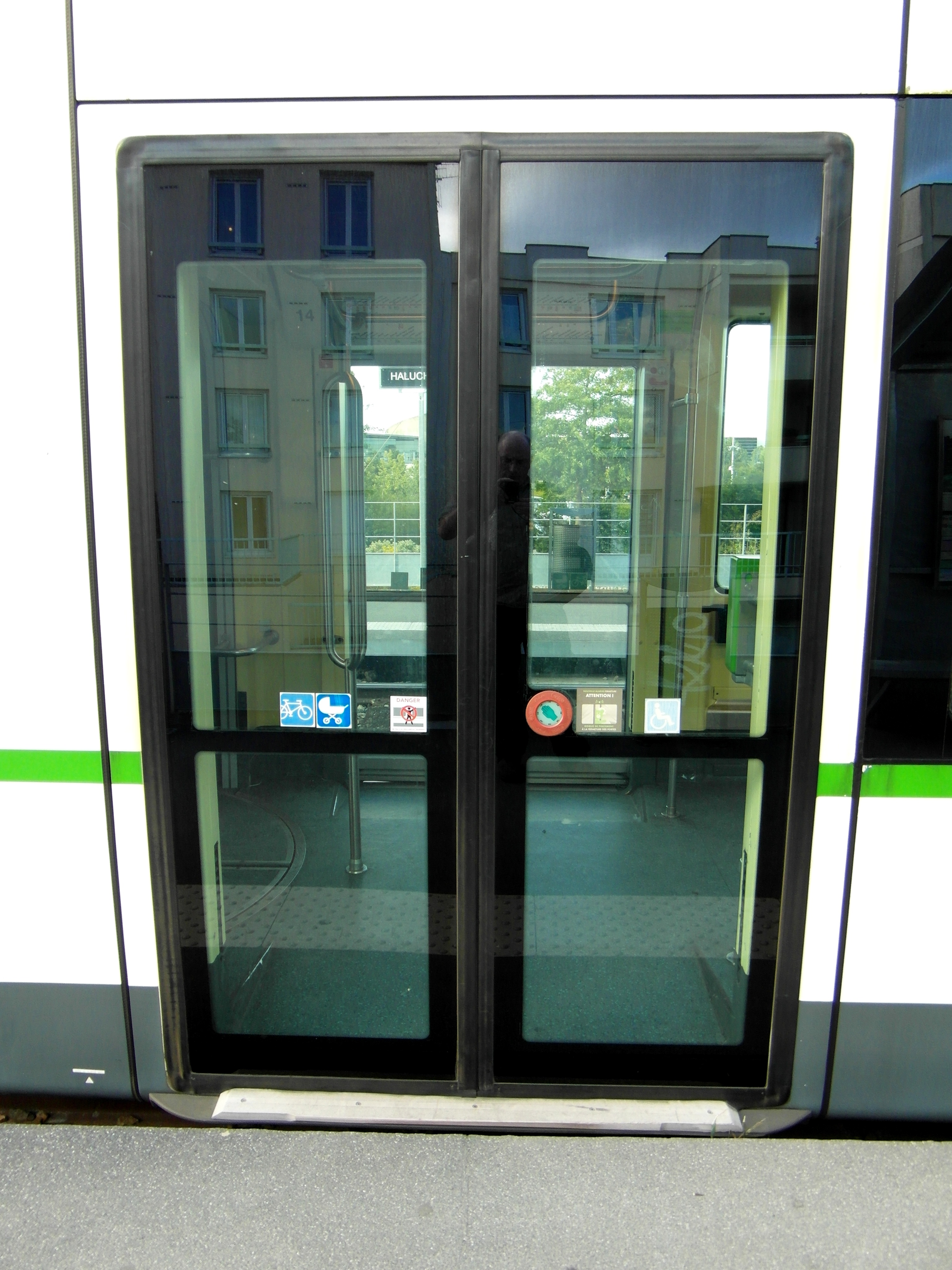
Porte d'une rame avec les anciens stickers
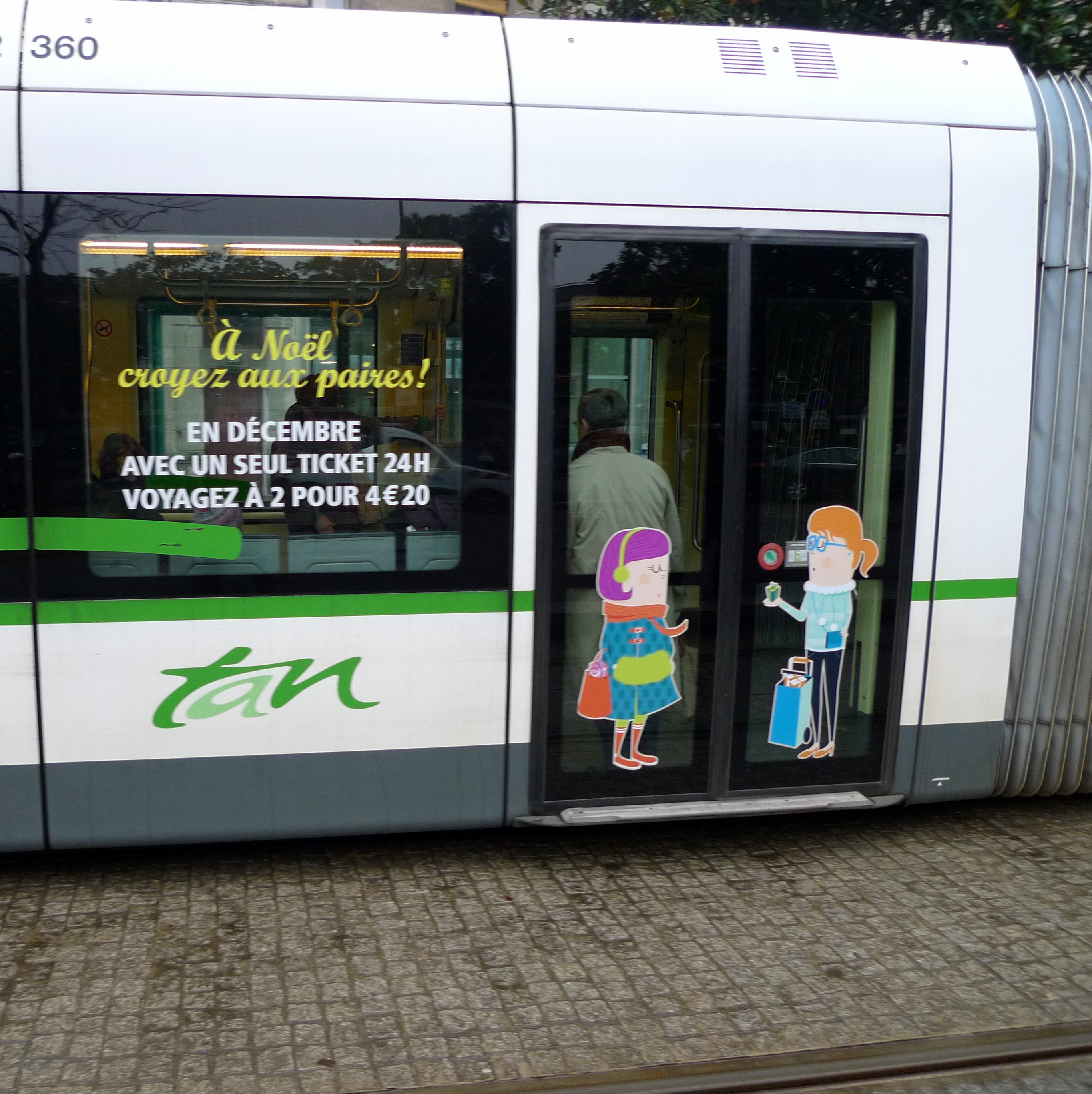
Porte de la rame 360 avec des affiches promotionnelles
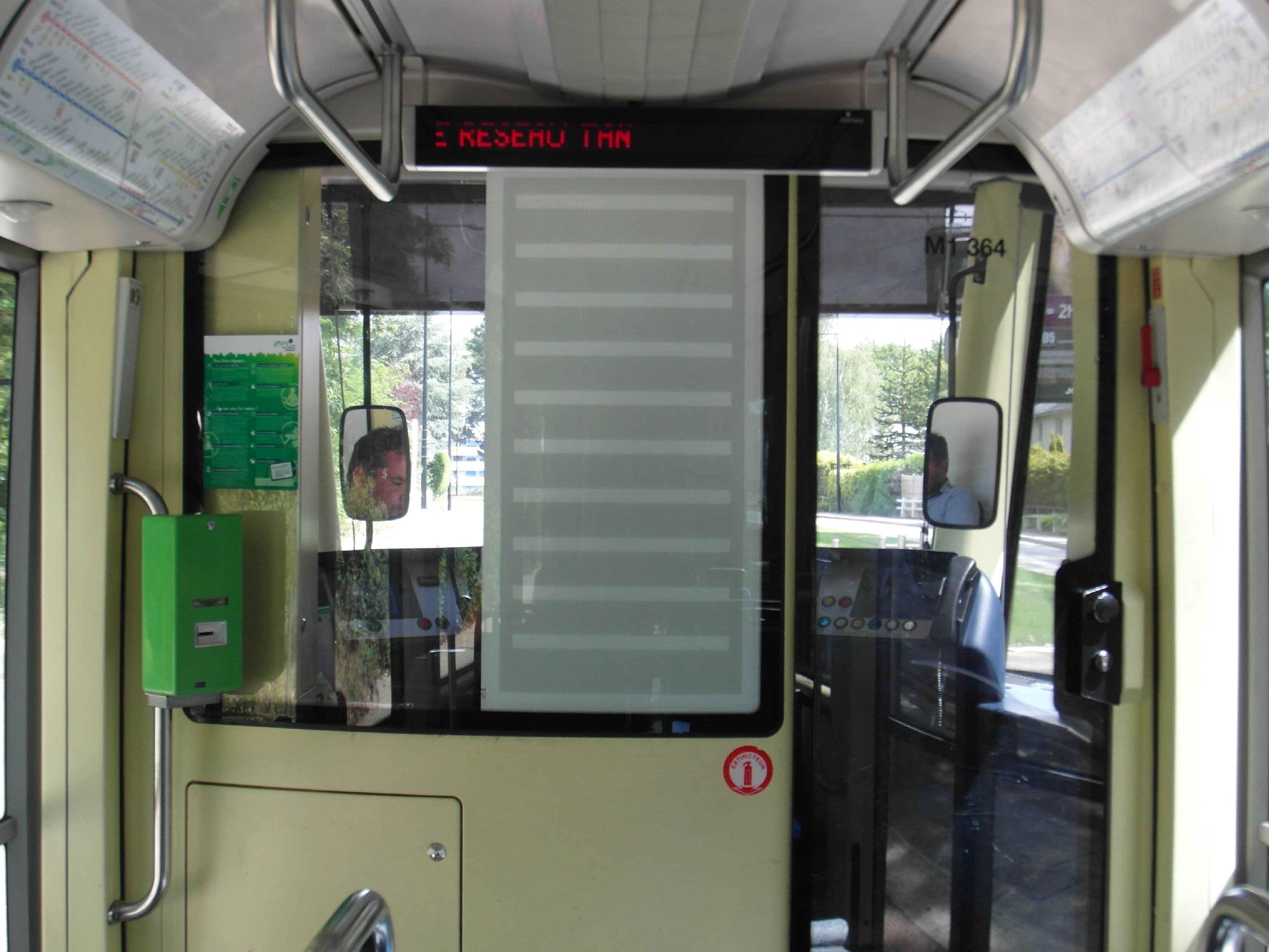
Loge de conduite de la rame 364

#### CAF Urbos 3

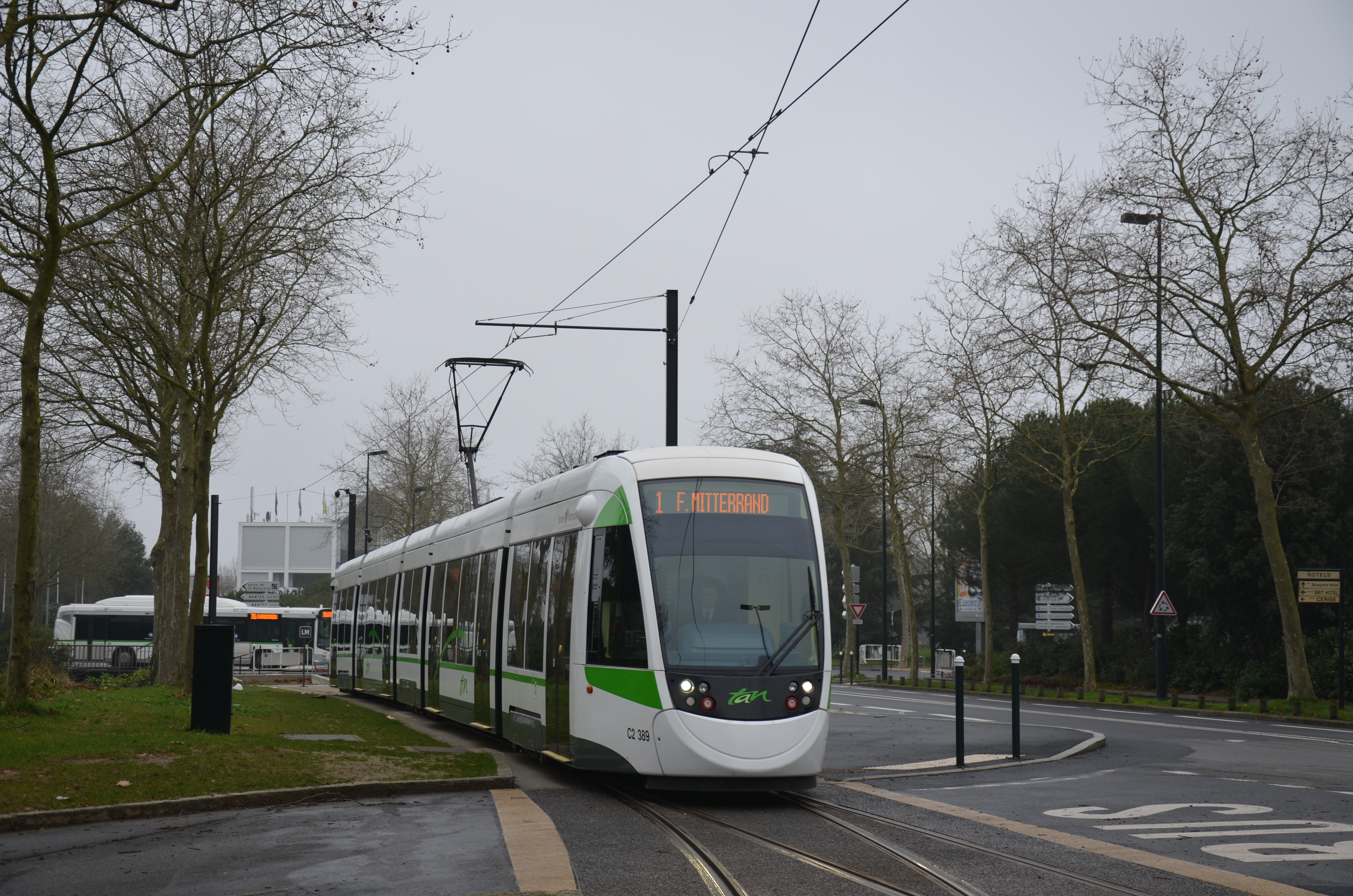
Rame CAF Urbos se retournant après le terminus Beaujoire (ligne 1).

Les rames CAF Urbos 3 sont la troisième génération de rames circulant sur le réseau nantais depuis 2012.
Elles ont été commandées après un appel d'offres lancé en 2010 par Nantes Métropole concernant l'acquisition de 8 nouvelles rames, afin d'accompagner le développement du réseau et de renforcer les fréquences des différentes lignes. C'est le constructeur CAF qui a été finalement choisi en octobre 2010. Ces nouvelles rames, pour un coût total de 22 millions d'euros, permettent aussi de conserver une fréquence de 3 minutes à l'heure de pointe, avec la création du nouveau terminus Ranzay en 2012, mais également de remplacer les Alsthom TFS le temps de leur rénovation qui intervient en 2015.
Au départ commandées à 8 exemplaires, puis 10 et finalement 12 (les 4 derniers faisant l'objet d'une option dans la commande faite à CAF, pour un coût complémentaire de 10 millions d'euros environ), ces rames ont des caractéristiques techniques et esthétiques proches des Incentro acquises antérieurement.
La première rame, la 384, est livrée à Nantes en avril 2012. Elle a été présentée au personnel de la SEMITAN, ainsi qu'aux élus et à la presse, puis a effectué de nombreux tests afin d'être homologuée en France, avant sa mise en service commercial le 1er octobre 2012,. La mise en service des 11 autres rames, numérotées 385 à 395, s'étale jusqu'en août 2013.
Par ailleurs, avant son arrivée à Nantes, un morceau de la rame 385 a été exposée au salon « Transport Public » qui s'est déroulé du 5 au 7 juin 2012 au parc des expositions de la porte de Versailles.
Aujourd'hui, les rames circulent uniquement sur la ligne 1, puisque Dalby est le seul dépôt possédant les équipements pour l'entretien de ces rames.

##### Problèmes techniques en 2018
Le mardi 4 décembre 2018, les 12 rames CAF Urbos 3 sont immobilisées par la SEMITAN pour une durée indéterminée, à la suite de deux problèmes techniques majeurs survenus ce même jour. La raison n'a pas été encore déterminée, mais il semblerait qu'ils compromettraient la sécurité des passagers. Des problèmes de freinage récurrents ont été toutefois constatés ces dernières années sur ce matériel.
Après une longue période de rodage, les rames sont mises en service en mars 2019, puis ré-arrêtées le 24 avril 2019 pour des soucis de freinage. Les rames sont finalement remises sur la ligne 1 dans la semaine du 4 septembre 2019.

##### Galerie photos

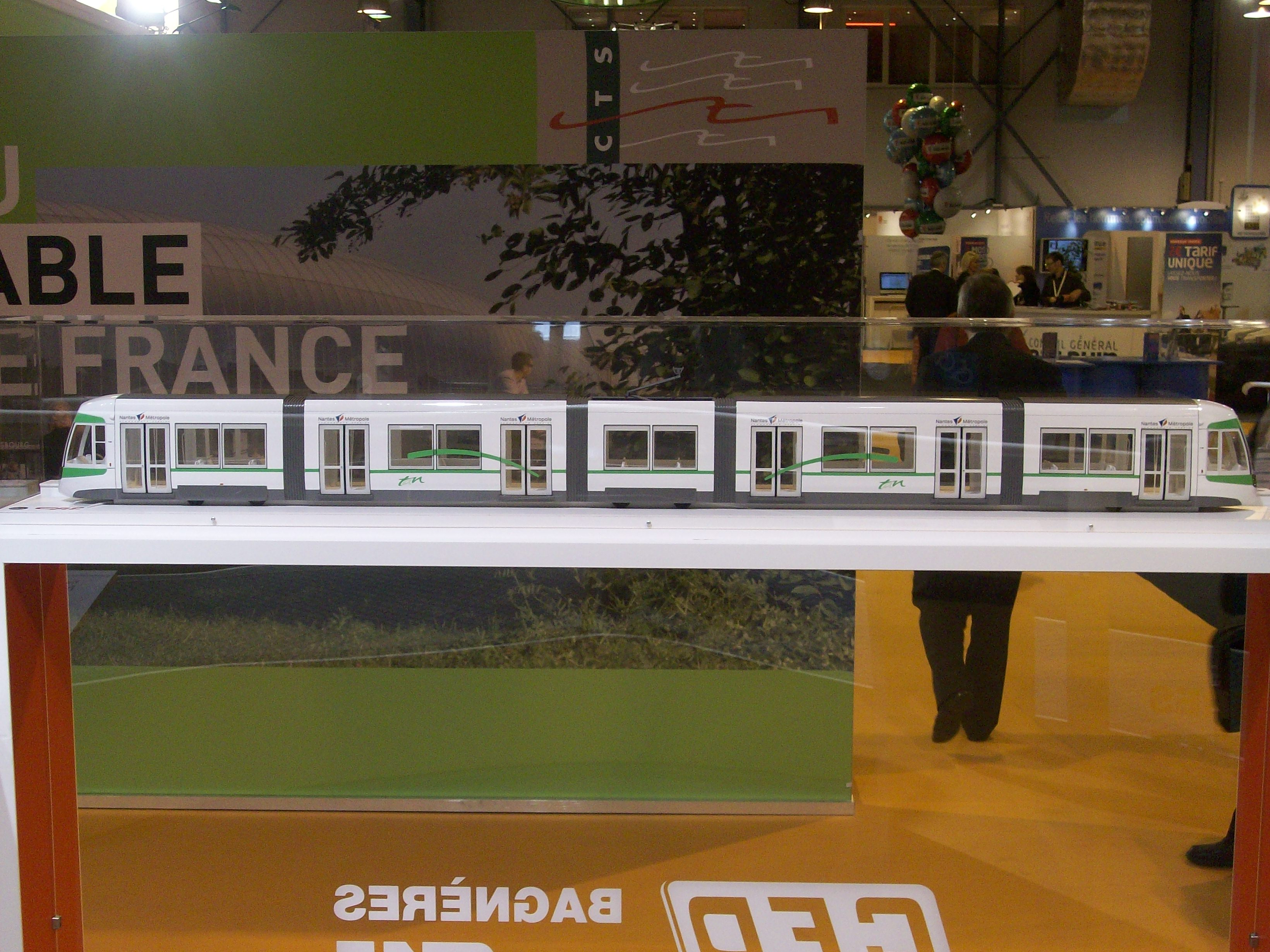
Maquette d'une rame aux 23e RNTP à Strasbourg en 2011
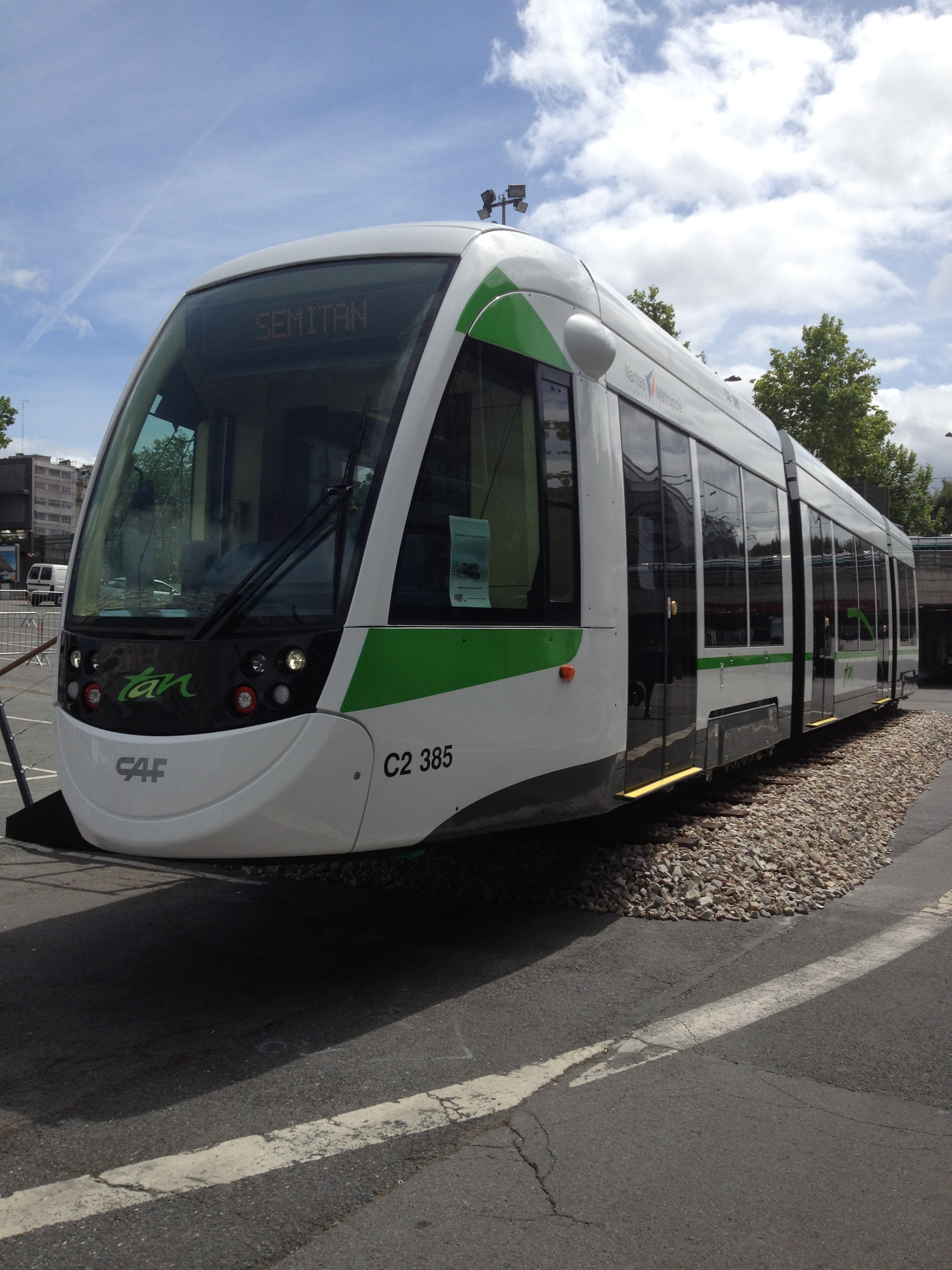
Rame 385 exposée à Paris en juin 2012
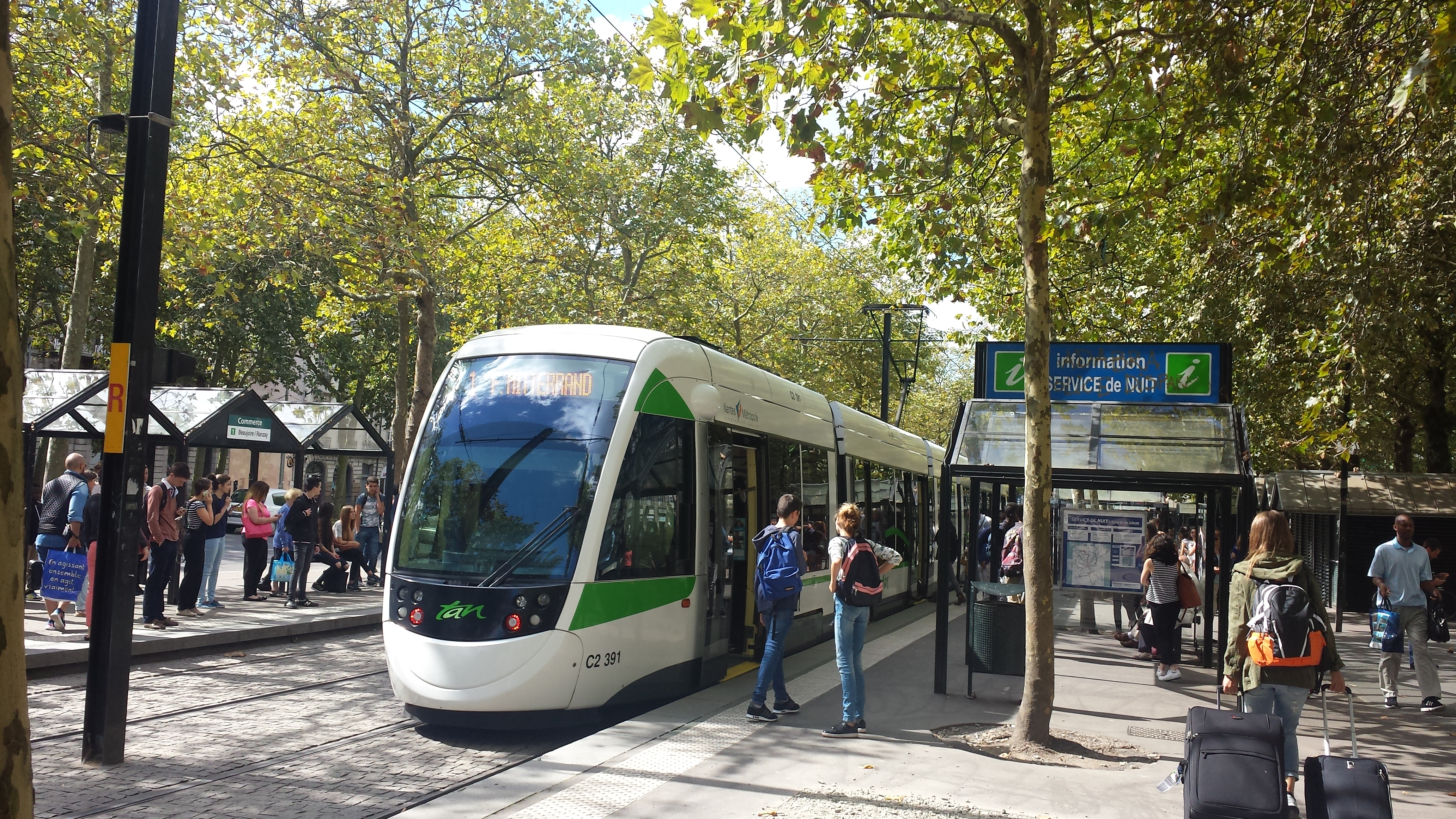
Rame 391 à Commerce
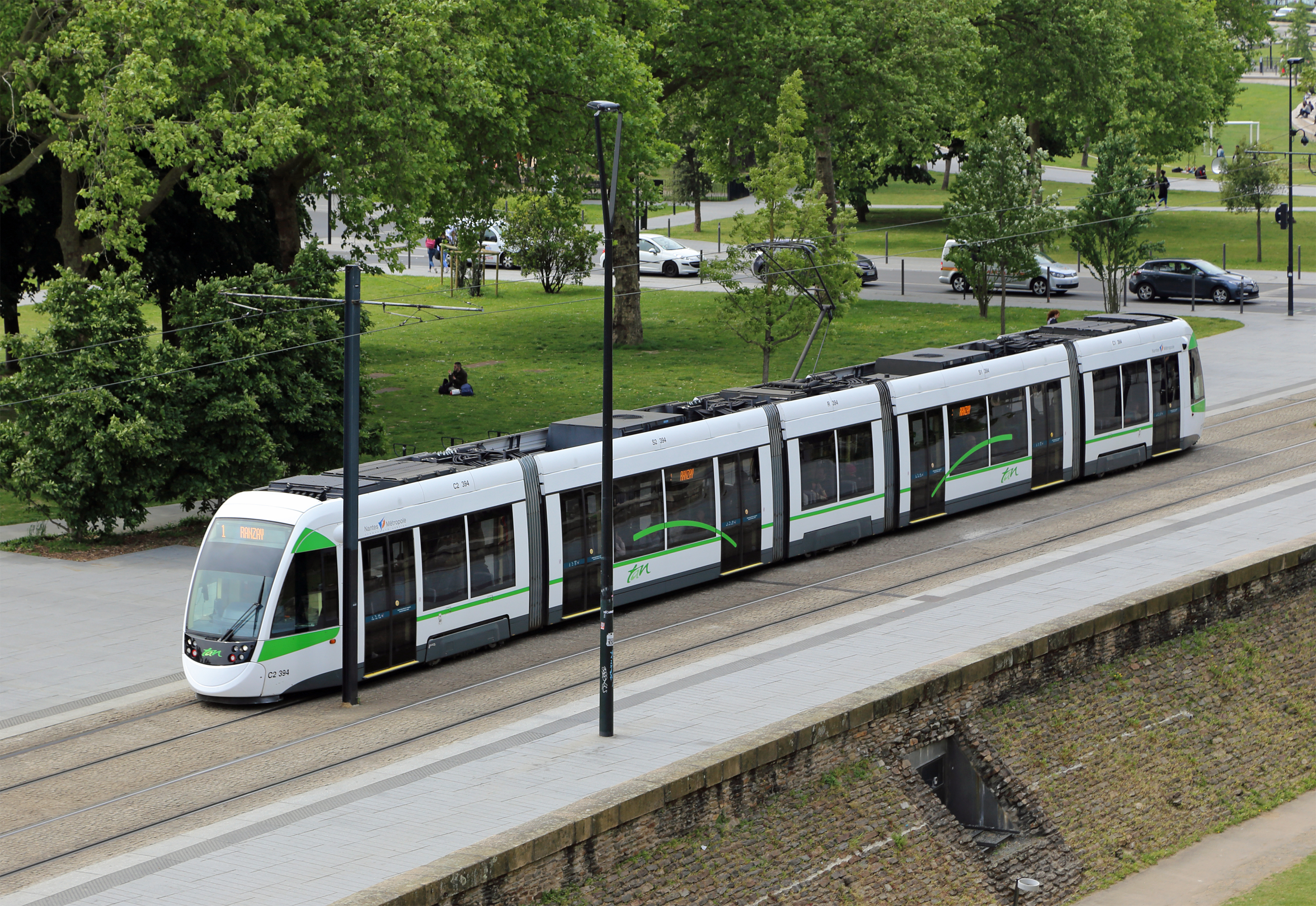
Rame 394 devant le château
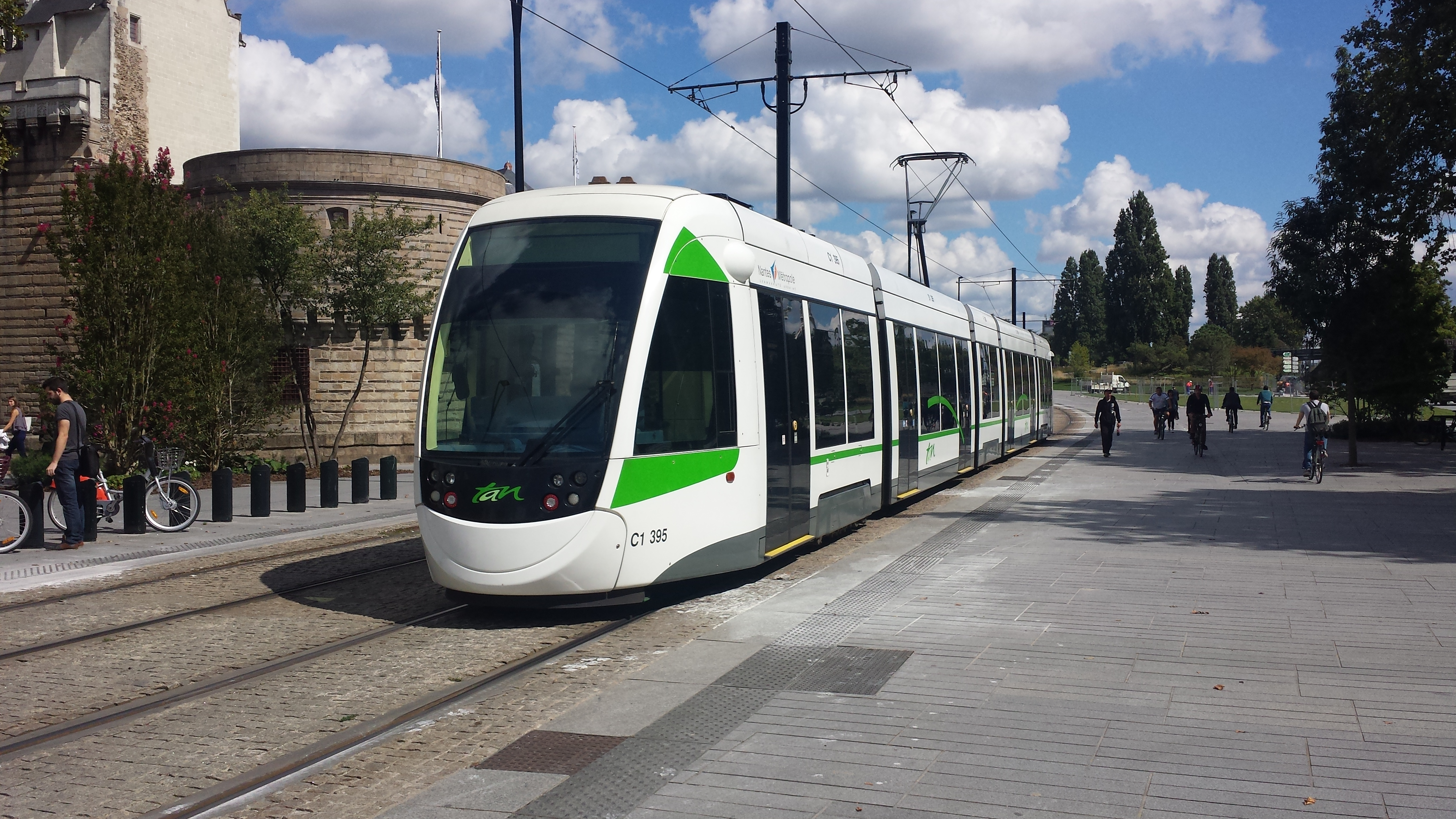
Rame 395 devant le château

#### Alstom Citadis X05
Entre juin et septembre 2018, une consultation citoyenne (sous la forme de cinq ateliers citoyens) appelée « Tram2demain » a été mise en place afin que 39 usagers donnent leur avis sur l'aspect et les fonctionnalités des nouvelles rames de tramway qui seront commandées pour remplacer les 46 Alsthom TFS, accompagner les futurs prolongements des lignes de tramway et absorber la progression de la fréquentation du réseau. Cette consultation a abouti à la mise en place d'un cahier des charges qui a permis à l’agence RCP Design Global de concevoir un premier aperçu des rames dévoilé le 5 mars 2019,. Ces nouvelles rames, avec une capacité 20% supérieure comparé aux TFS (pouvant embarquer environ 300 personnes au total), deviendront alors la 4e génération de tramway de Nantes après le TFS, l'Incentro et l'Urbos.
En mars 2019, Nantes Métropole et la SEMITAN ont annoncé le lancement du marché d’acquisition des rames. Ce marché a été publié le 24 janvier 2019 (avec une durée de 72 mois non reconductible) et prévoit une tranche ferme de 46 rames, plus deux tranches optionnelles (de 1 à 15 rames par tranche). Ces rames devront faire 46 m de long maximum et 2,4 m de large maximum, avec une capacité d'accueil minimale de 300 places. Des options obligatoires sont également demandées, notamment un dispositif d'aide à la conduite, un dispositif d'aide à l'exploitation, un dispositif d'aide à la maintenance, et un système autonome d'alimentation en énergie du véhicule lors de l'absence ponctuelle de ligne aérienne de contact. Ce marché comprend également les études de conception et de fabrication des rames, la mise au point, la livraison et les essais, la réalisation de la documentation d'exploitation et de maintenance, la fourniture de pièces de rechange et d'outillages spécifiques, la garantie et la production des dossiers de sécurité matériel roulant réglementaires.
Lors de la parution de ce marché, la mise en service de la première rame est souhaitée pour 2022, après les essais et les autorisations nécessaires, et la mise en service de la dernière rame de la tranche ferme de 46 rames est souhaitée avant fin 2025. Le lieu de livraison de la première série de 14 rames de la tranche ferme était prévu au dépôt de Dalby de la ligne 1, et le lieu de la deuxième série de 32 rames était prévu au futur centre technique d'exploitation Babinière. Quatre constructeurs se sont alors proposés : Alstom, Bombardier, CAF et Stadler Rail.
Le 19 juin 2020, après la réunion de la commission d'appel d’offres qui a eu lieu la veille, la SEMITAN annonce que le constructeur ferroviaire français Alstom est pressenti pour gagner le marché des 61 rames de 48 mètres (dont une tranche ferme de 46 rames). Cette commande est alors chiffrée à 235 millions d'euros.
Le 17 juillet 2020, lors du conseil métropolitain, le choix d'Alstom est définitivement validé, mais le nombre de rames commandées est revu en raison de la hausse du prix lié à des évolutions techniques : c'est donc 49 Alstom Citadis de 48 mètres de long, 2,40 de large et d'une capacité de 300 personnes qui seront commandées pour un budget d'environ 220 millions d'euros (dont toujours une tranche ferme de 46 rames et une tranche optionnelle de 3 rames),. Après une première phase de conception en 2020, une phase de fabrication, d'essais et d'homologation aura lieu en 2021 et 2022, puis sera suivi de la livraison de la première rame qui interviendra en 2023. Toutes les Citadis seront pleinement opérationnelles en 2026, lors de la mise en service des 3 nouvelles lignes.

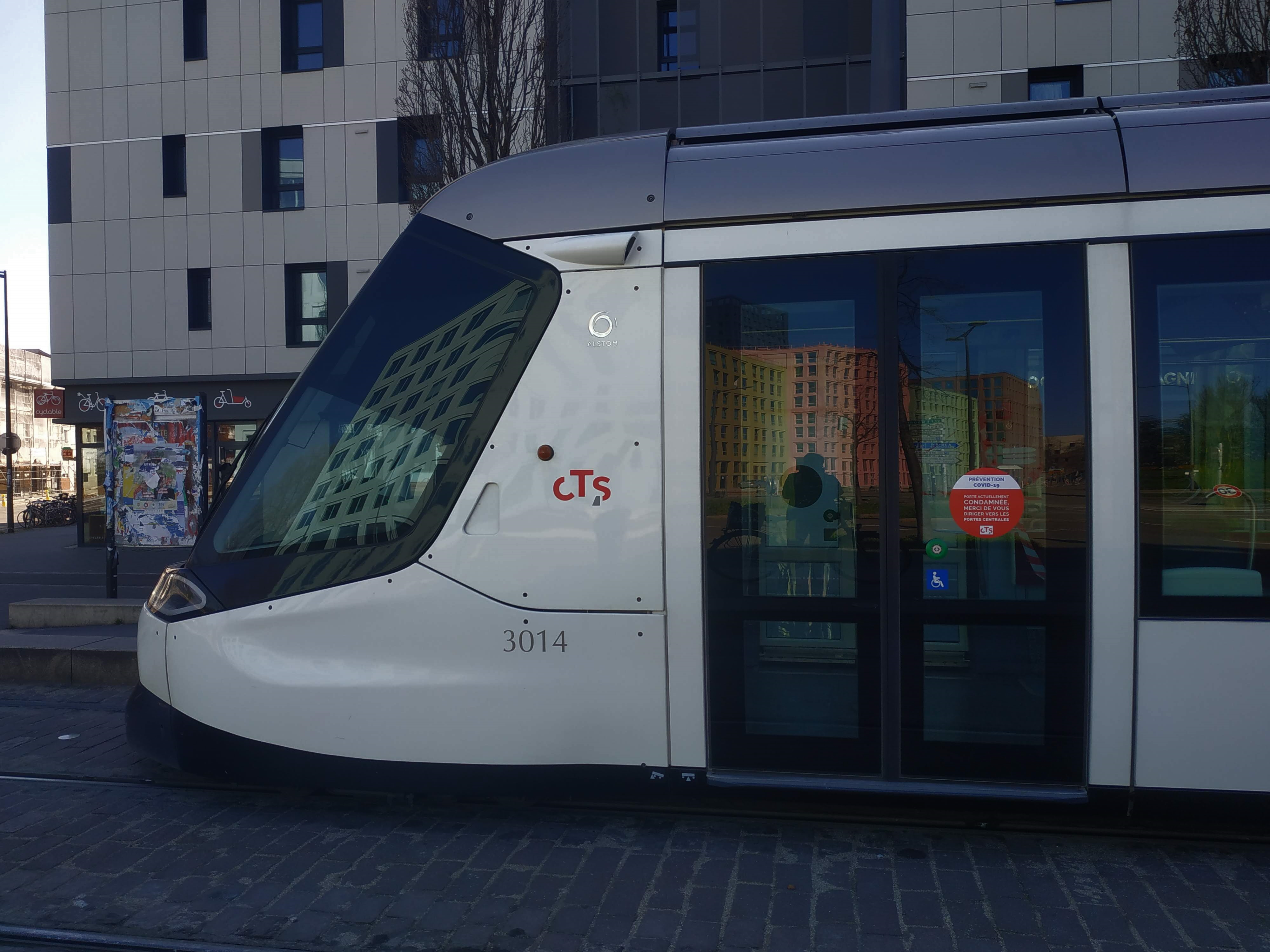
Les bogies aux extrémités des Citadis 403 du tramway de Strasbourg sont situées sous la loge de conduite, une particularité que l'on devrait retrouver sur les futures Citadis X05 nantaises.

Le 7 janvier 2021, jour des 36 ans de la ligne 1, un second design des futures rames a été dévoilé. La longueur a été revue à la baisse (45,6 mètres au lieu des 48 mètres prévus) et les bogies aux extrémités ont été placés sous la loge de conduite (une configuration semblable aux Citadis 403 du tramway de Strasbourg) ce qui permet d'ajouter une seconde porte à double-vantaux de chaque côté des modules pour une meilleure gestion des flux d'échanges. Cet ajout amène le nombre de portes latérales à huit, soit 16 portes au total par rame. Pour la loge de conduite, des conducteurs ont contribué à son agencement et une présentation de la maquette sera faite en mars 2021,,. L'achat de ces 49 rames représente un investissement global de 182 233 780 € hors taxes, soit 218 680 536 € TTC, comprenant également le démantèlement des TFS. Nantes Métropole a signé un contrat cadre avec la Banque de développement du Conseil de l'Europe lui permettant d'emprunter jusqu'à 150 millions d'euros.
Questions fonctionnalités, 40% des faces des rames seront vitrées et l'intérieur sera constitué de 14 écrans, du Wi-Fi, de barres de maintien anti-bactériennes et des boutons porte plus gros et plus visibles. Les PMR pourront accéder par l'ensemble des portes, contrairement aux rames actuelles (TFS, Incentro et Urbos) ou seules quelques portes sont accessibles. Les Citadis consommeront entre 20 et 25% d'électricité en moins grâce à des moteurs permettant de réduire de 13% la consommation énergétique. Ces rames seront recyclable de 96 à 97%, et leur coût global de maintenance sera réduit de 18%,,.
Ces rames font partie de la cinquième génération de Citadis (X05). Sept des 14 sites français d'Alstom vont contribuer à leur fabrication, dont le site d'Aytré près de La Rochelle (ou ont été fabriquées les TFS) pour la conception, l'assemblage et le soutien logistique. Les 14 premières rames pour la ligne 1 sont livrés entre 2023 et 2024, puis les 35 autres seront mises en service en 2025-2026.
Le 30 juin 2021, Alstom annonce qu'il fournira 12 rames supplémentaires qui s'ajouteront aux 49 déjà commandées, portant ainsi le nombre total de rames à 61.
En janvier 2023, Nantes Métropole annonce que la première rame effectuera des essais sur le réseau à l'été 2023, puis sera mise en service commercial sur la ligne 1 à l'automne de la même année. Les rames suivantes continueront d'arriver, comme prévu, jusqu'en 2026,.
Le lundi 13 février 2023, la première rame a été présentée à la presse à La Rochelle, sur un site annexe près de l'usine d'Aytré, où les rames sont testées sur 2 km de voies. On y apprends également que les premières seront livrées au printemps, avant la phase de tests estivale, et que la nouvelle tranche supplémentaire de 12 rames pour les nouvelles lignes 6 et 7 arrivera en 2027, après la livraison des 49 premiers éléments. Le budget global s'élève alors à 280 millions d'euros,,. La fabrication des nouvelles rames a débuté en février 2022 et une rame prends 18 jours à être fabriquée.
Le mercredi 10 mai 2023, la première rame Citadis (la numéro 403) est livrée au dépôt de Dalby à Nantes par deux porte-chars. Le convoi a mis près de 48 heures pour faire le trajet depuis La Rochelle,.
Lors de l'arrivée de cette nouvelle rame, on apprend également que le contrat de déconstruction et de revalorisation des TFS a été attribué à la société « DI Environnement » spécialisée dans la dépollution et le désamiantage. Ce contrat-cadre, d'un montant de 6,9 millions d'euros, concerne de 10 à 46 rames (ce qui permet d'adapter le nombre de rames à démanteler en fonction notamment du nombre de TFS conservées).
Les premiers essais techniques ont débuté sur la ligne 1 dans la nuit du lundi 5 juin 2023 afin de vérifier notamment le gabarit de la rame (éléments qui frottent, lacunes avec les quais, ...). Les essais se poursuivront en semaine pendant la nuit sur l'ensemble du réseau tramway jusqu'au courant de l'été 2023. Une mise en service commercial est alors estimée en décembre 2023. Par ailleurs, la rame sera présentée au public au dépôt de Dalby le 1er juillet 2023.
La 403 sera la première rame mise en service commercial le 15 avril 2024. 
Au mois d'octobre 2024, 12 rames sur les 14 ont été livrées, les deux premières restant dans les locaux d'Alstom à La Rochelle pour des essais.

### Stations
Avec la mise en service du nouveau terminus Ranzay de la ligne 1 en 2012 (la dernière extension du réseau), le réseau compte actuellement 84 stations (communes à deux lignes ou non) réparties sur les 45 km du réseau de tramway. Toutes les stations possèdent des quais accessibles aux PMR avec une rampe d'accès à chaque extrémité, des bandes de plaques podotactiles au bord des voies, et des quais à hauteur des rames facilitant la montée à bord.
La majorité des stations possèdent 2 quais face à face (un par sens) ayant chacun une capacité d'accueil d'une rame. Dix stations sont cependant constituées d'un unique quai central (Les Couëts, Gare de Pont Rousseau, Saint-Félix, Bourgeonnière, Boissière, Félix Faure, Rond-Point de Vannes, Longchamp, Ferrière et Marcel Paul) en raison de l'espace restreint qui a été dédié à la pose de ces stations (principalement dans des rues peu larges). La ligne 1 ne possède cependant pas de stations avec cette configuration (elle n'a donc que des stations avec des quais face à face).
Question mobilier, chaque station dispose d'une aubette et d'une borne d'information voyageurs (BIV) par quai, d'au moins un distributeur automatique de titres, et de bancs et poubelles. Il peut cependant arriver que certaines stations ne possèdent qu'une seule aubette : c'est le cas des terminus Beaujoire, Ranzay et Orvault – Grand Val qui ne possèdent qu'un seul abri sur le quai de départ (le quai d'arrivée ne possède alors aucun ou peu de mobilier). Une glace est également présente au bout de chaque quai afin que le conducteur puisse observer le bon déroulement de la montée et descente des passagers (en plus des rétroviseurs ou des caméras présents sur les rames).

#### Stations typiques des années 1980
Une majorité des stations du réseau possèdent du mobilier d'origine avec le style typique des années 1980 (lors du lancement de la ligne 1).
Les stations disposant du mobilier d'origine possèdent deux quais qui disposent chacun :
- d'une aubette de couleur vert nantais constituée d'une haute verrière centrale et de deux abris plus bas sur les côtés (avec de murs soit en verre, soit avec des panneaux noirs avec des lattes superposées les unes aux autres) ;
- de deux abris supplémentaires qui entourent l'aubette centrale (certaines stations n'en possèdent pas) ;
- de bancs simples (ou doubles pour quelques stations du tronçon ouest de la ligne 1 et du tronçon nord de la ligne 3) avec un potelet au centre qui indique le nom de la station.

Chaque aubette dispose d'un support permettant de contenir le plan du réseau et la fiche horaires papier de la ligne d'un côté de la verrière, et d'un distributeur automatique de titres de l'autre côté. Au centre, sous la verrière, est présent un banc en bois avec un accoudoir central.
Ce type de station perdure encore aujourd'hui lors de la création ou rénovation de stations, en témoigne la station Ranzay, mise en service en 2012, qui possède une aubette du type années 1980.

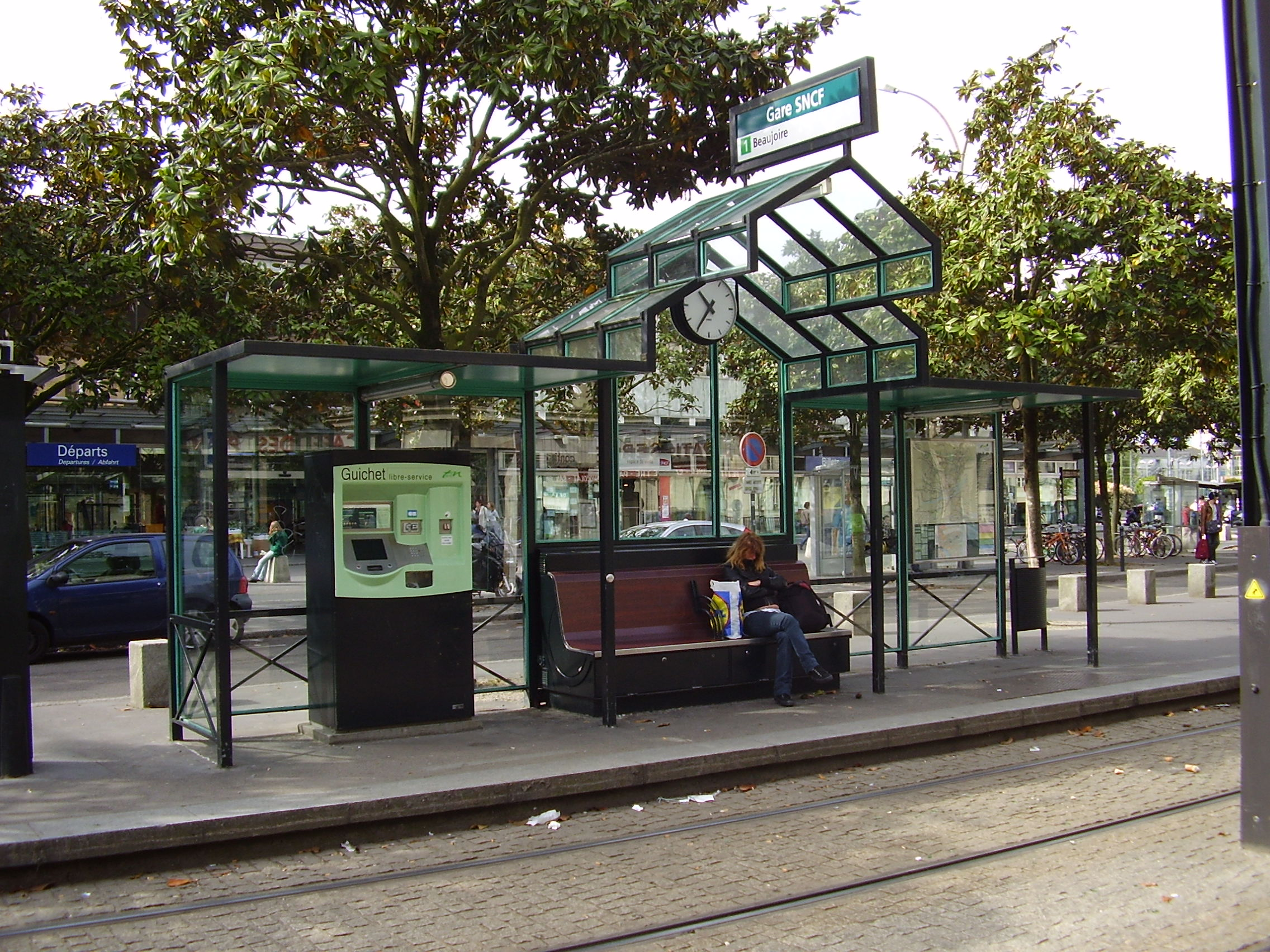
La station Gare Nord a disposé, avant sa rénovation qui a pris fin en 2019, de deux aubettes du style années 1980.
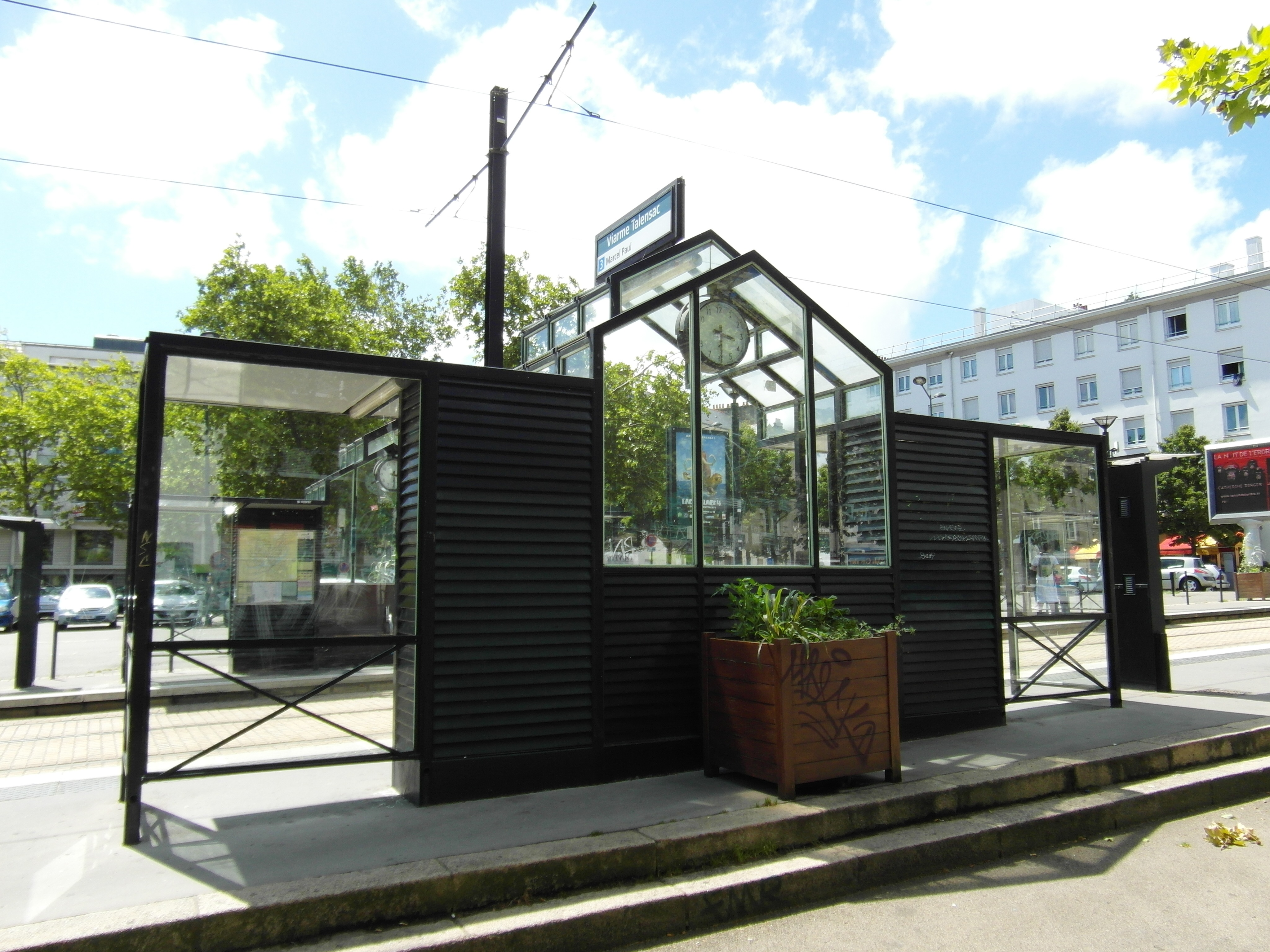
Vue arrière d'une aubette à la station Viarme ─ Talensac.
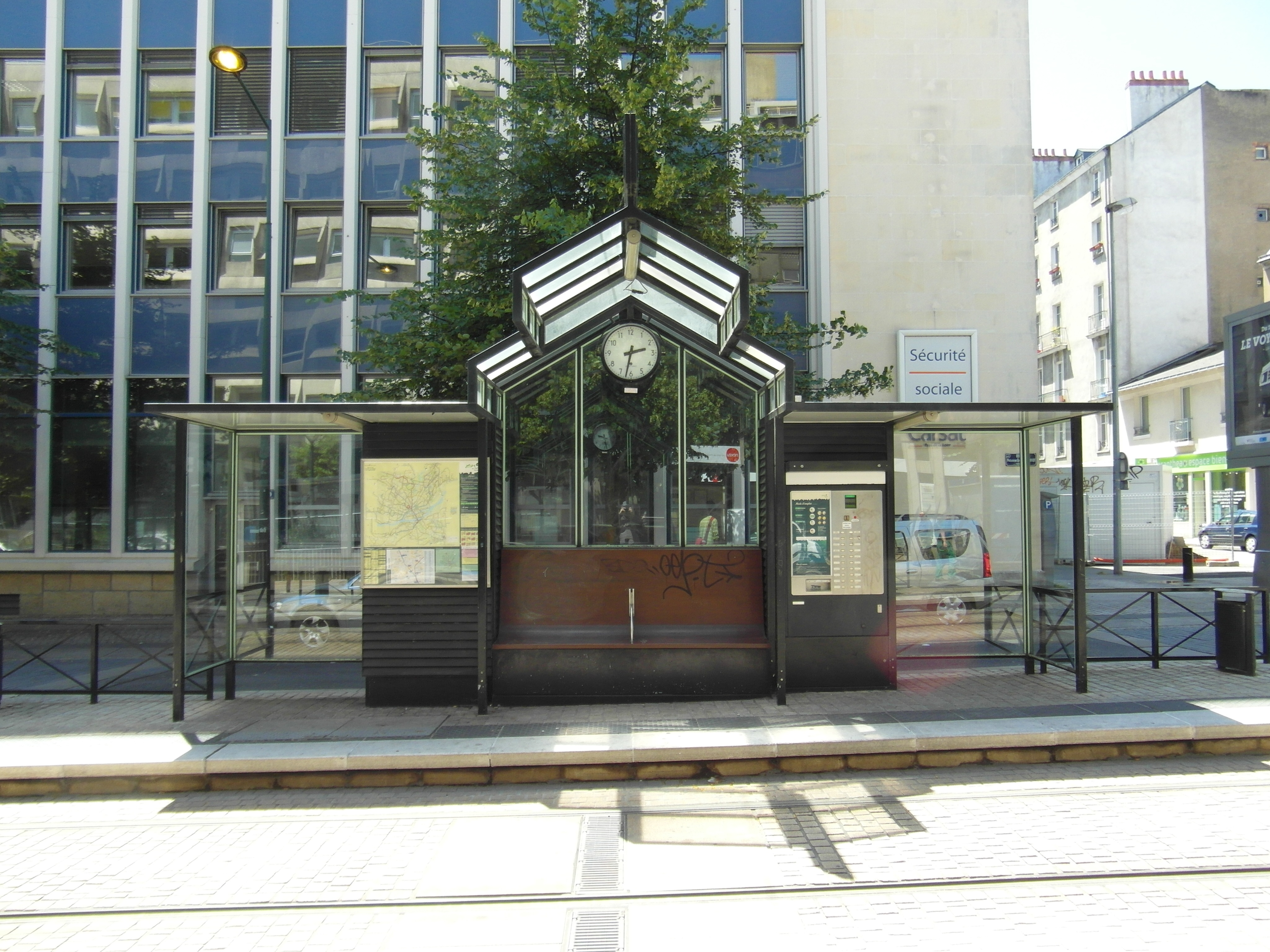
Une aubette des années 1980 avec cette fois-ci deux piliers à côté de la verrière, dont un contenant le distributeur automatique.
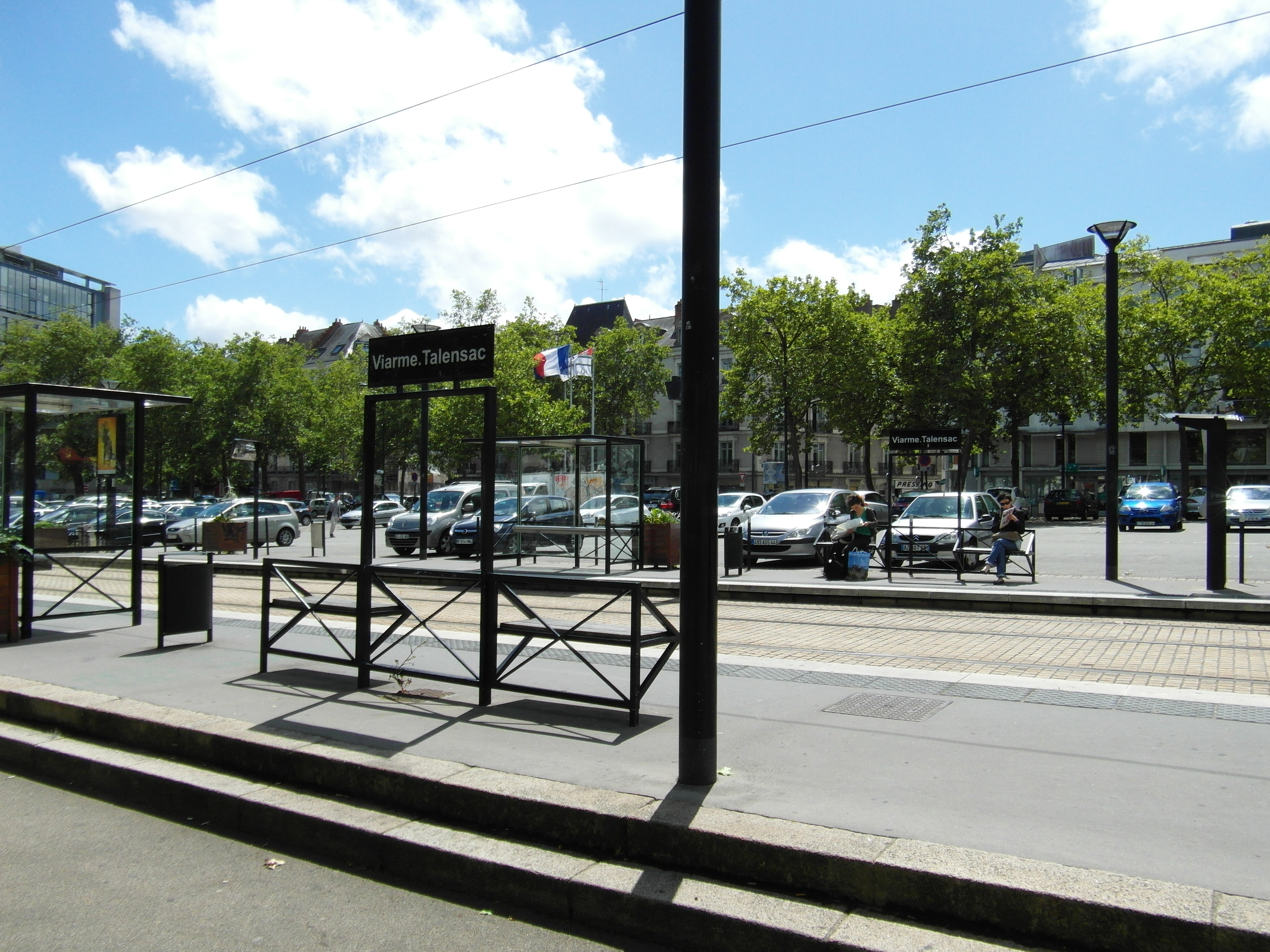
Bancs doubles présents à côté des aubettes sur les quais.
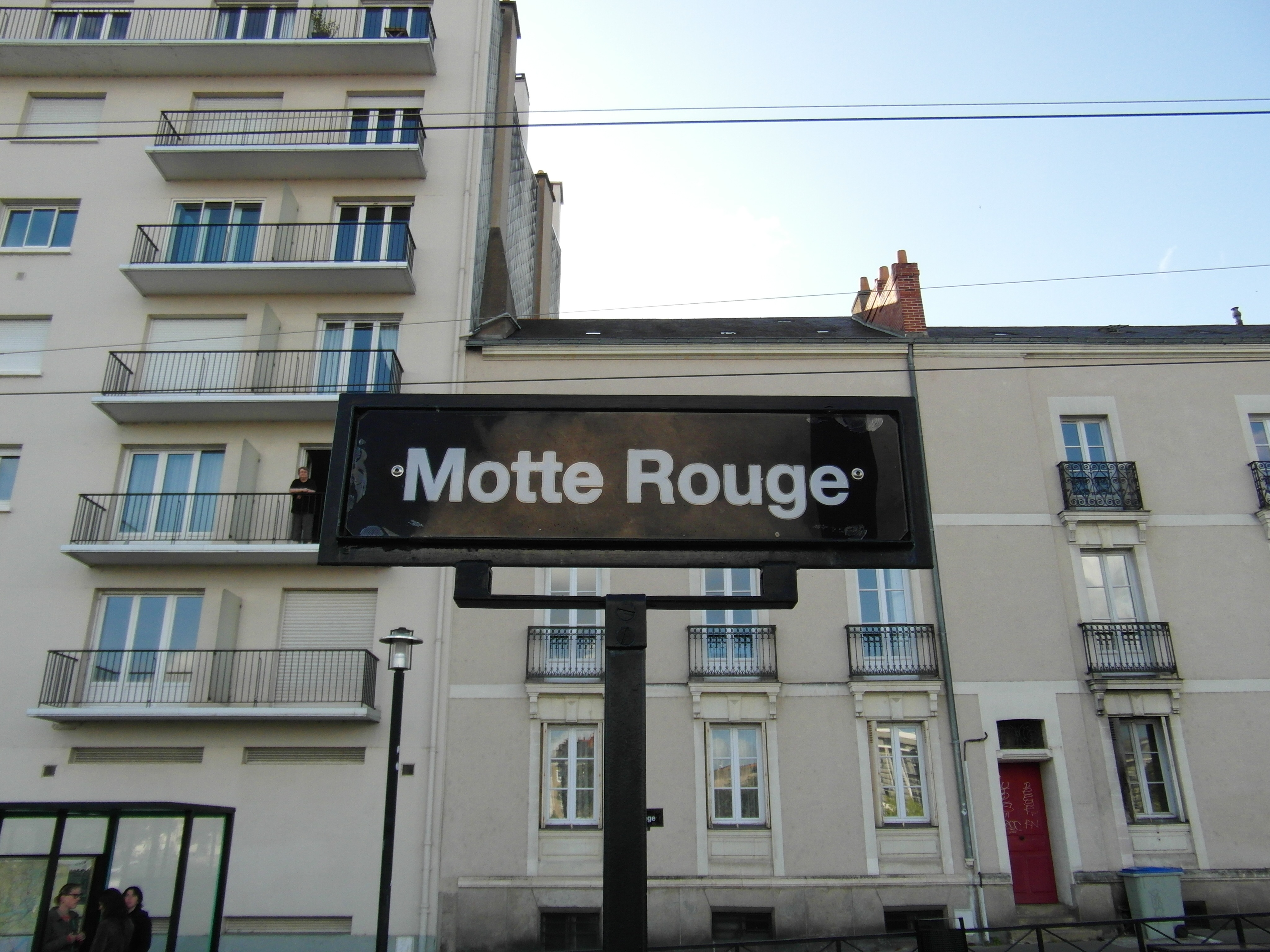
Haut d'un potelet d'un banc simple avec le nom de la station Motte Rouge.
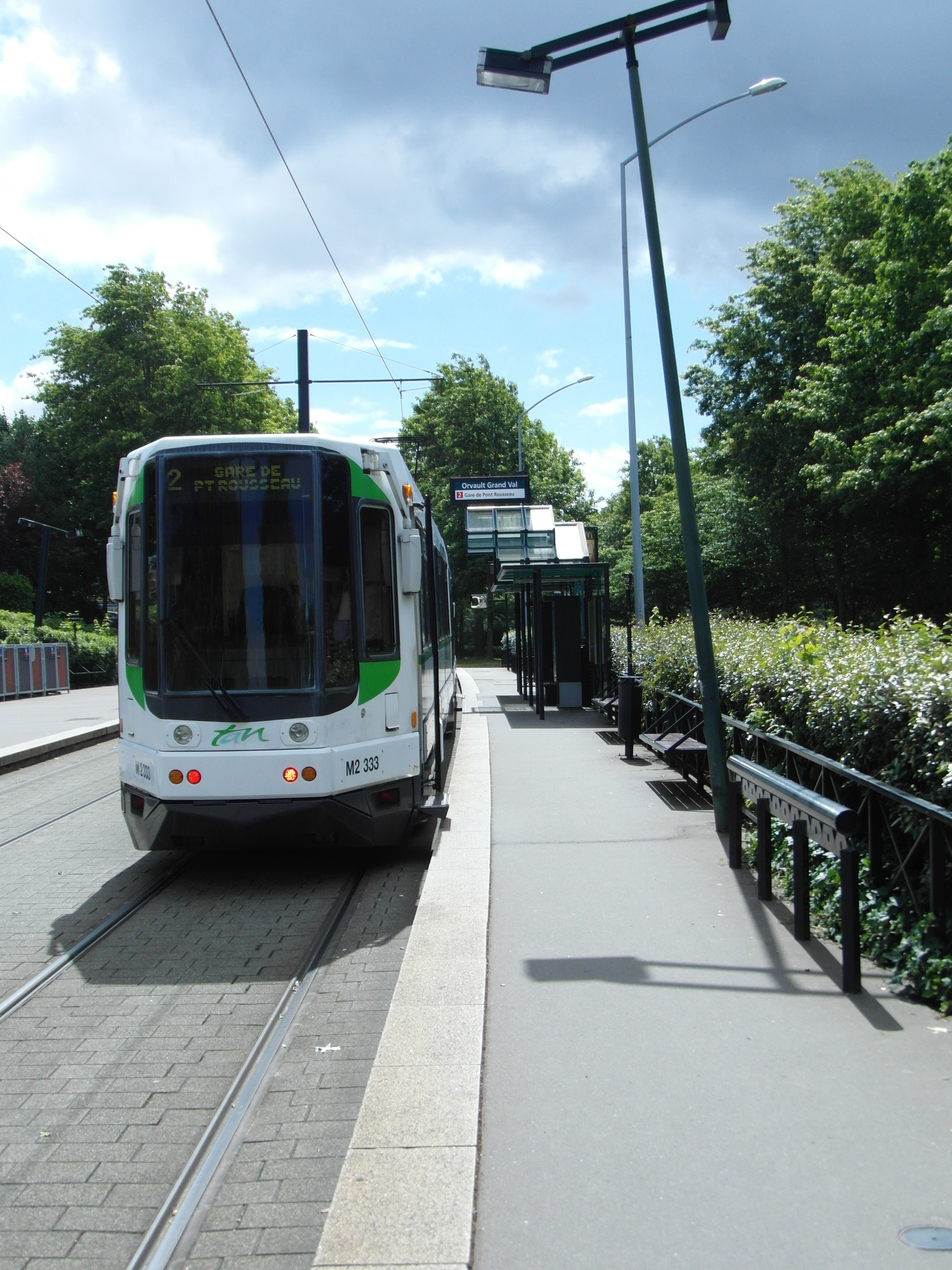
Une rame TFS au terminus Orvault ─ Grand Val.
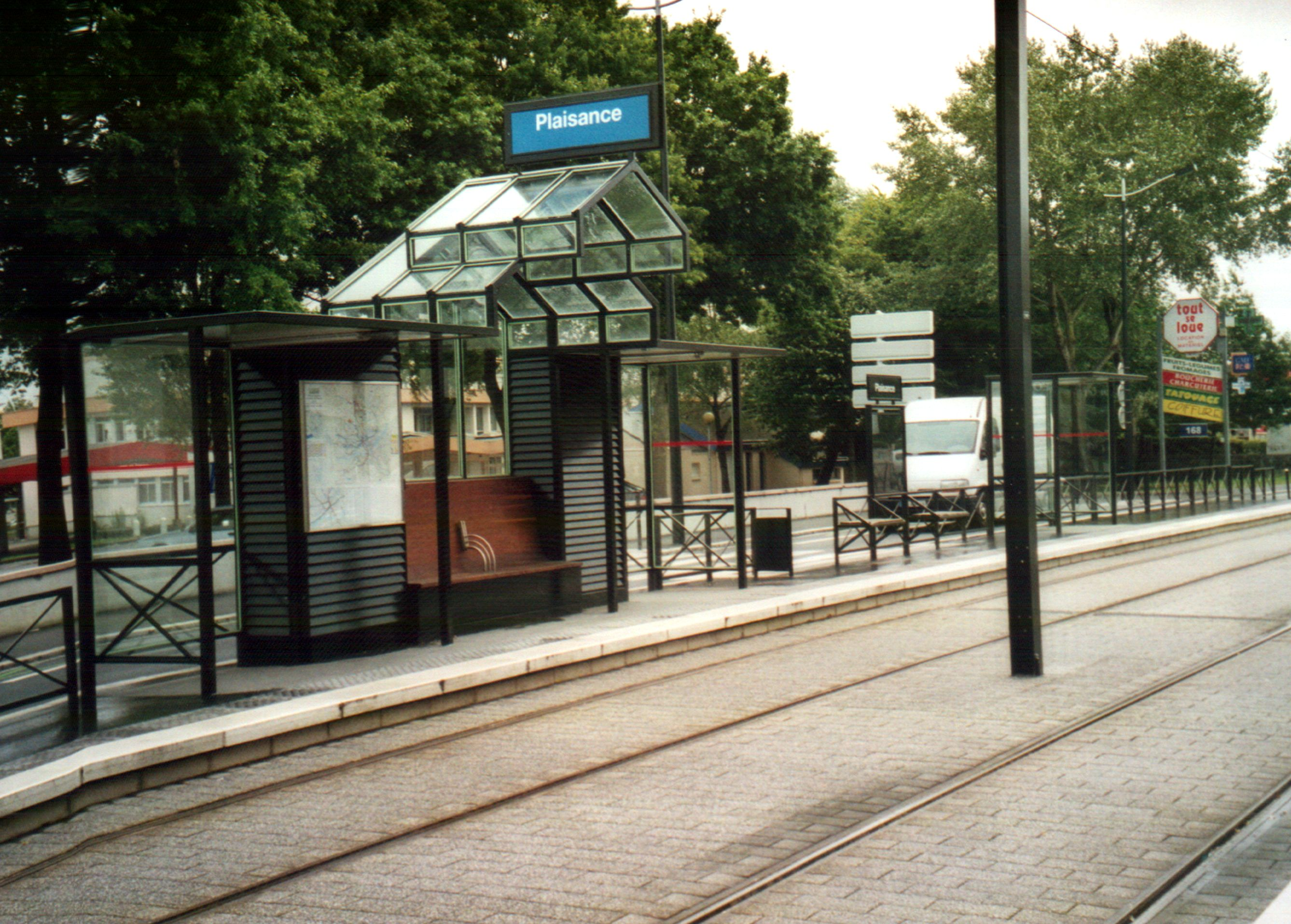
La station Plaisance avec son aménagement d'origine en 2001 (peu après l'ouverture de la ligne 3).

#### Stations du centre-ville
Les stations 50 Otages, Place du Cirque et Commerce des lignes 2 et 3 sur le cours des 50-Otages possèdent un style particulier : une toiture en acier en forme de vague est maintenue en l'air avec des poteaux également en acier habillés par des plats en inox poli-miroir, et des vitres incrustées au sol forment le mur du fond. Lors de la rénovation de la station Commerce des lignes 2 et 3 en 2016, l'entreprise Constructions Métalliques Richard a été chargée de la conception, fabrication et de la pose des abris.

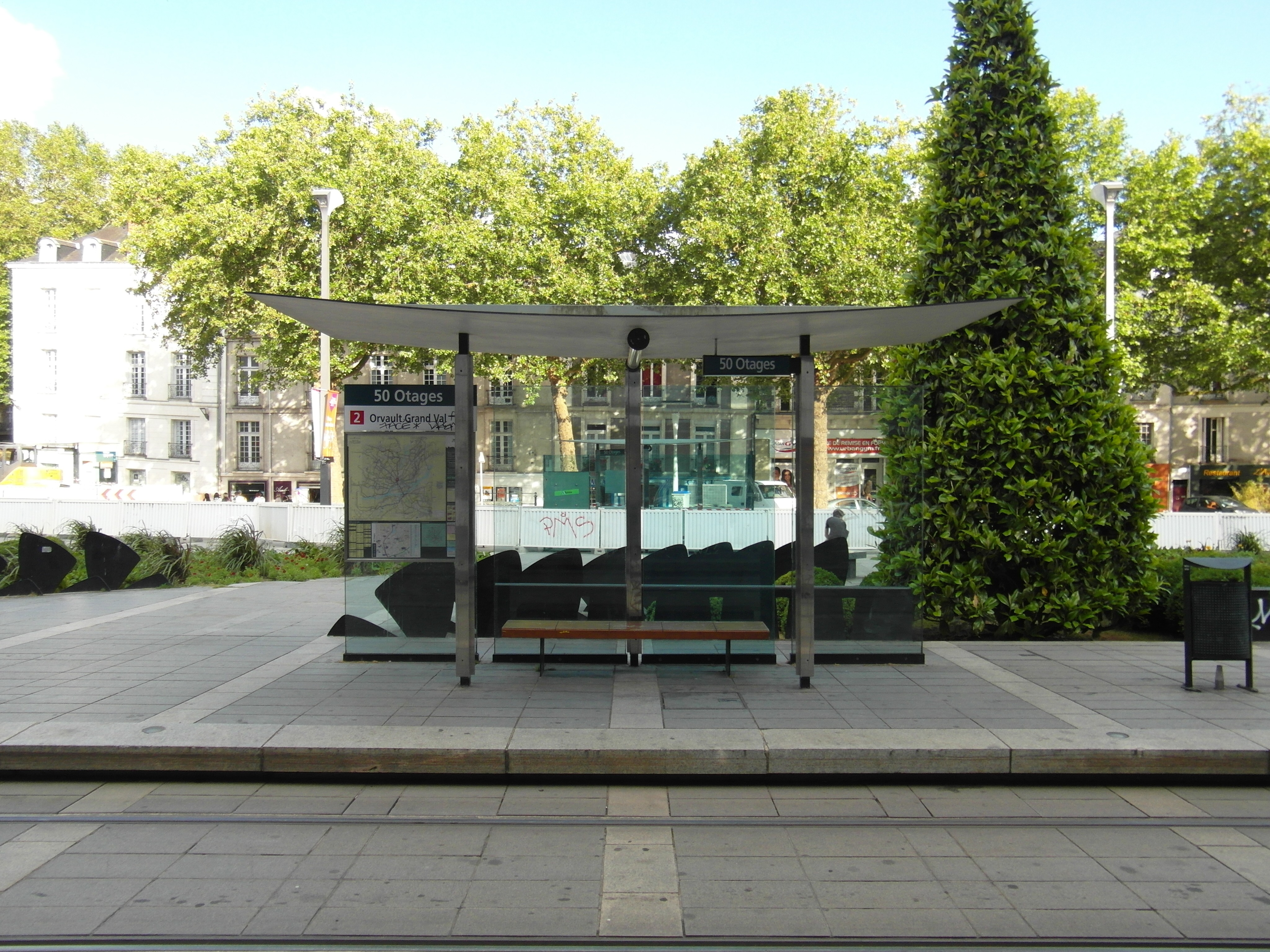
Aubette de la station 50 Otages.
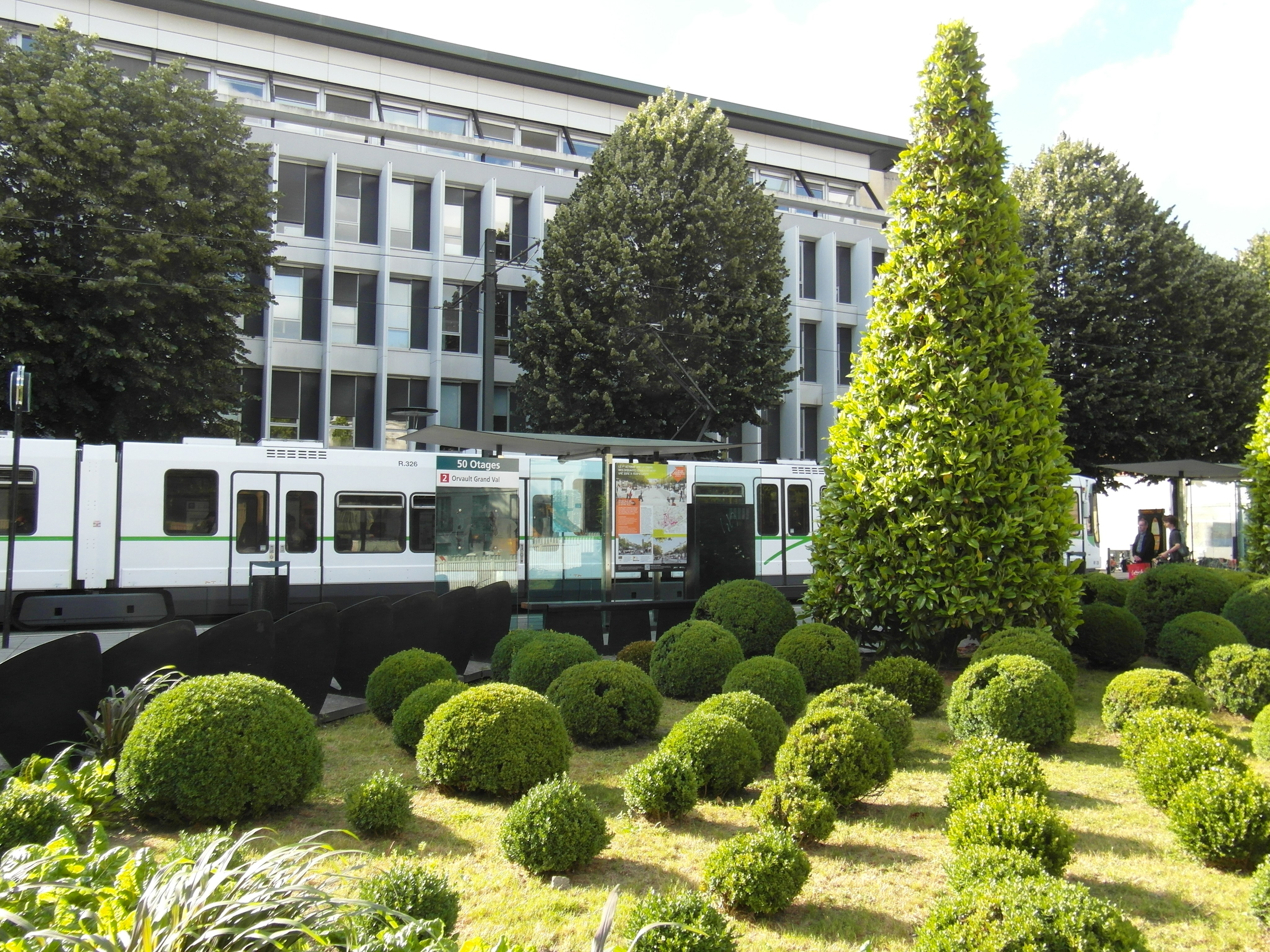
La station 50 Otages vue de derrière.
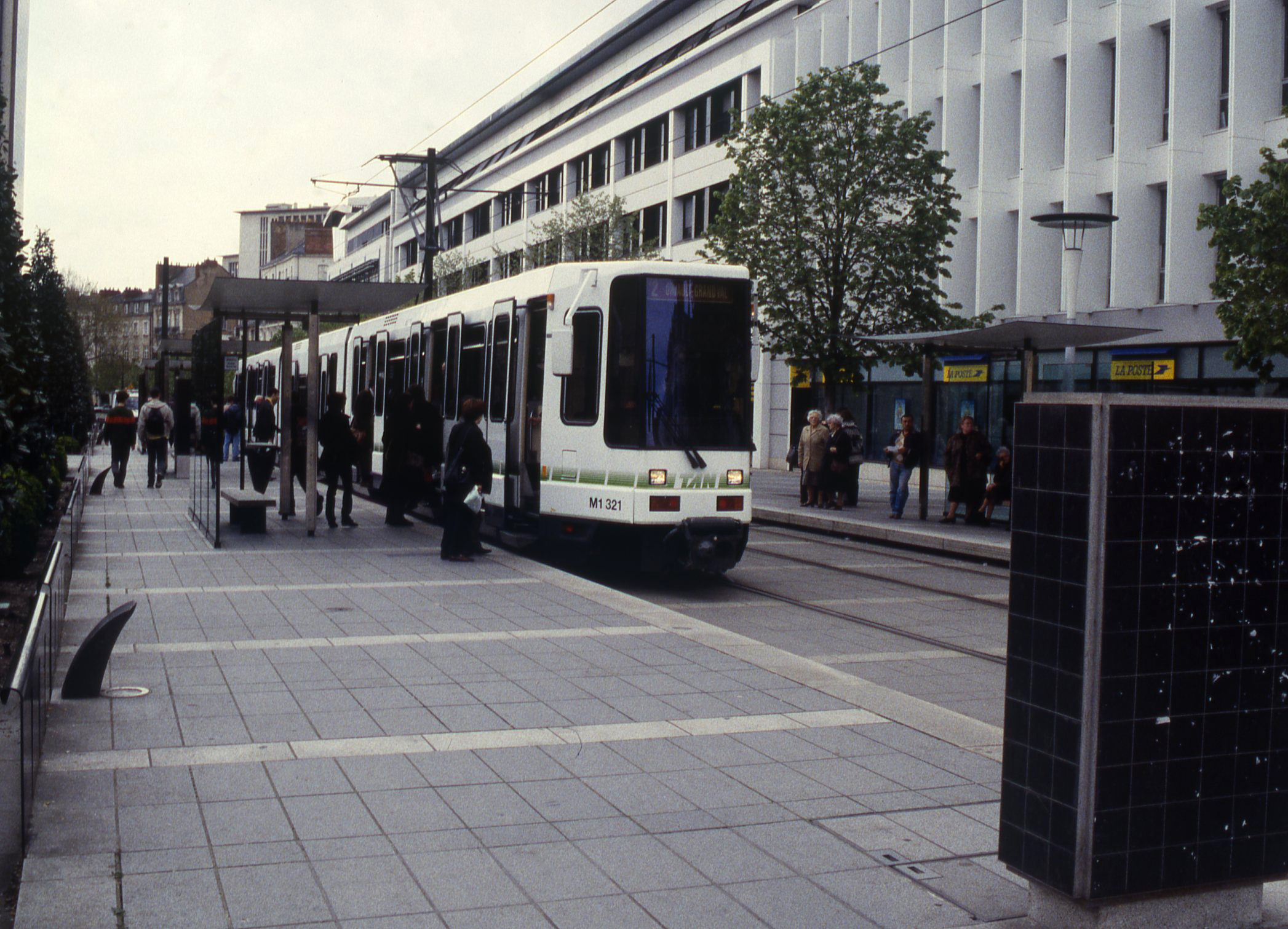
La station 50 Otages en 1998.

La station Commerce de la ligne 1 dispose également d'aubettes spécifiques appelées « aubettes Barto », qui seront démontées avec le projet de requalification de la station de la ligne 1 puis conservées.

#### Stations de la ligne 3
Lors du lancement de la ligne 3 en 2000, certaines stations ont reçu un aménagement particulier avec beaucoup de verdure. Ainsi, des stations du tronçon nord de cette ligne disposent, en plus des aubettes style années 1980, d'abris adjacents avec une couleur gris métallisé. Certaines stations, comme Orvault ─ Morlière par exemple, disposent d'abris avec un design spécifique.

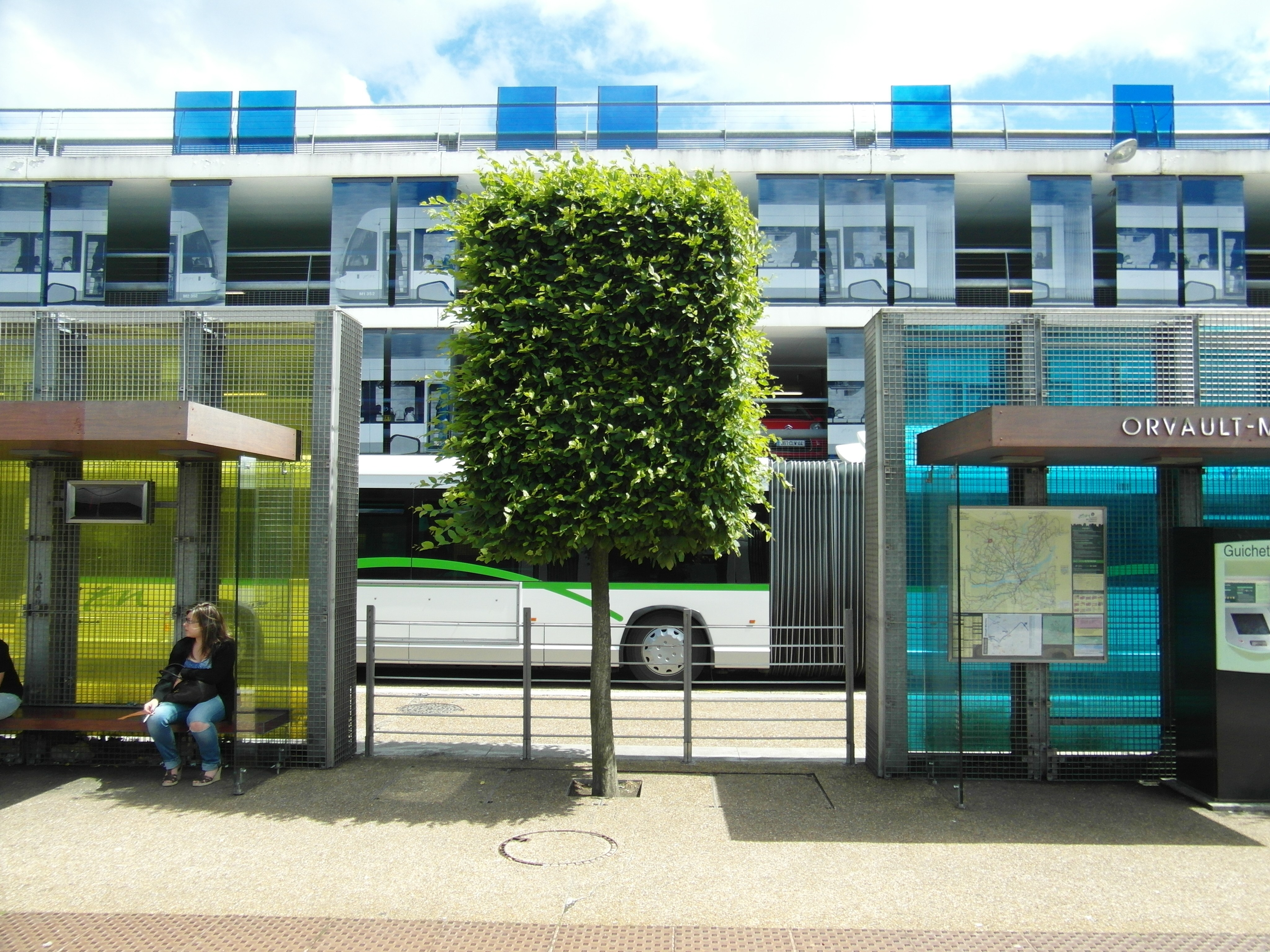
La station Orvault ─ Morlière avec ses abris au design spécifique.
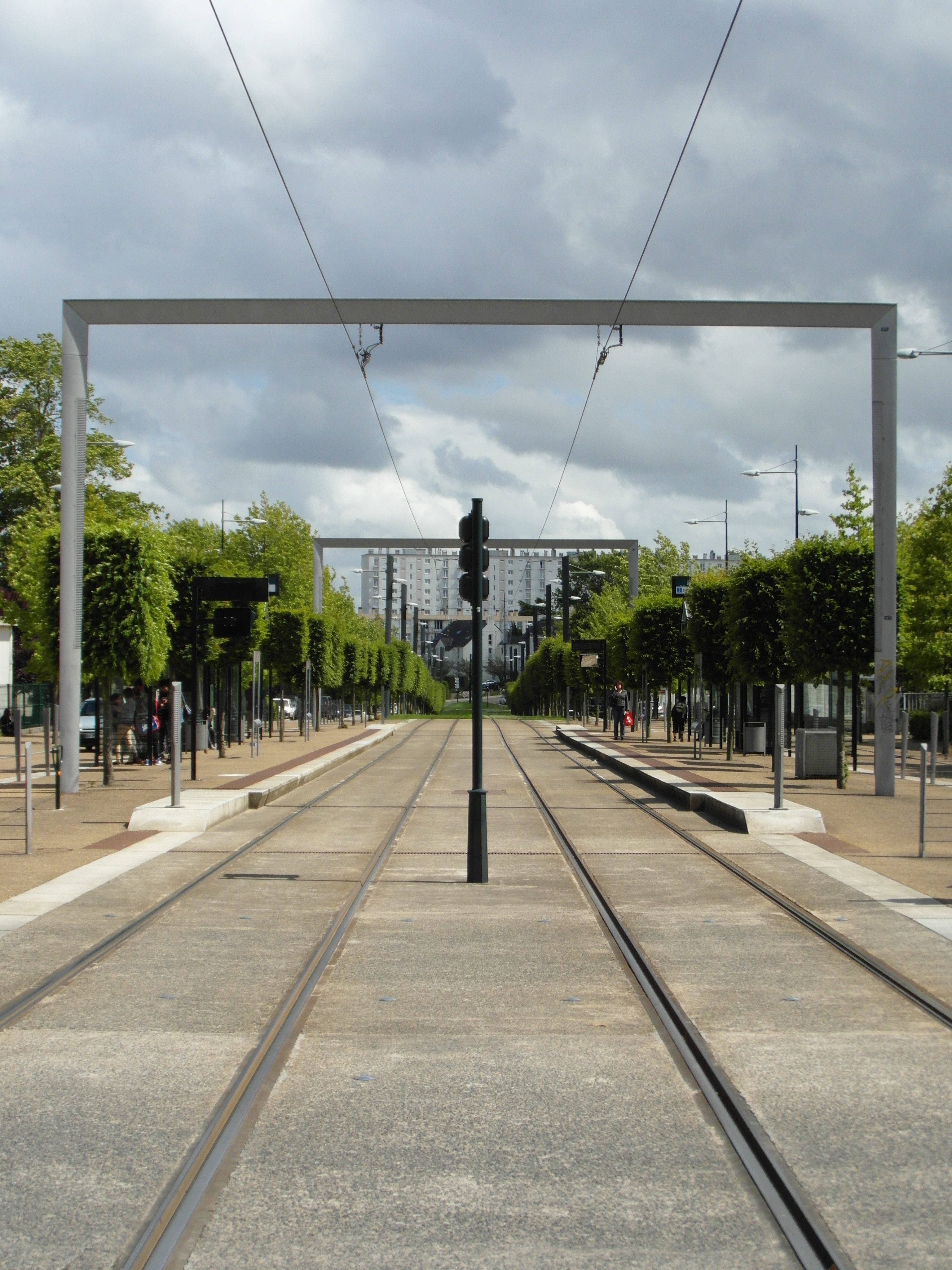
La station Jean Rostand, avec ses portiques pour soutenir les lignes aériennes de contact.
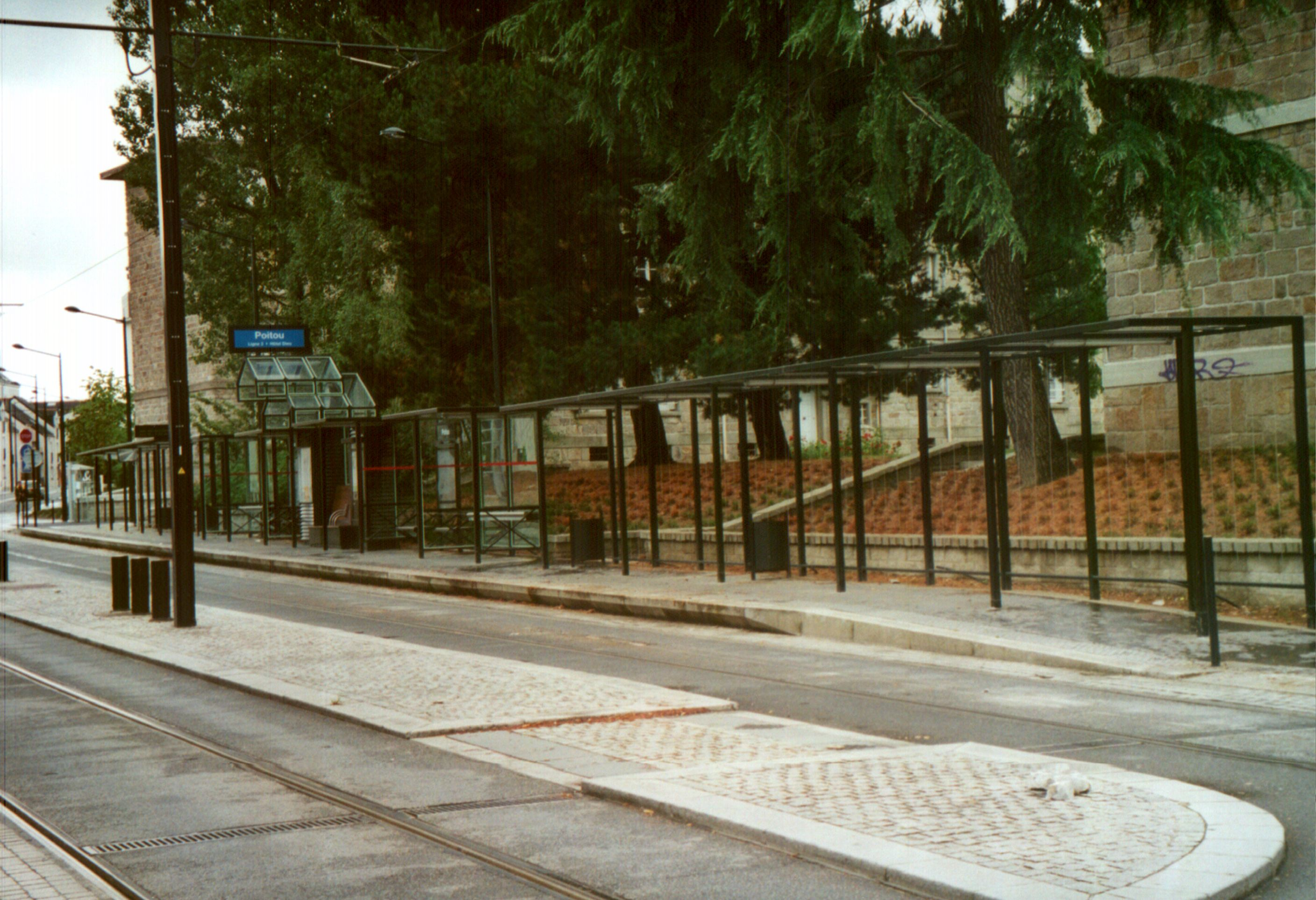
La station Poitou dispose d'aubettes qui sont recouverts de végétation (ici en 2001 lorsque les plantes n'avaient pas encore poussé).

#### Stations avec un design particulier
D'autres stations disposent d'un design particulier.

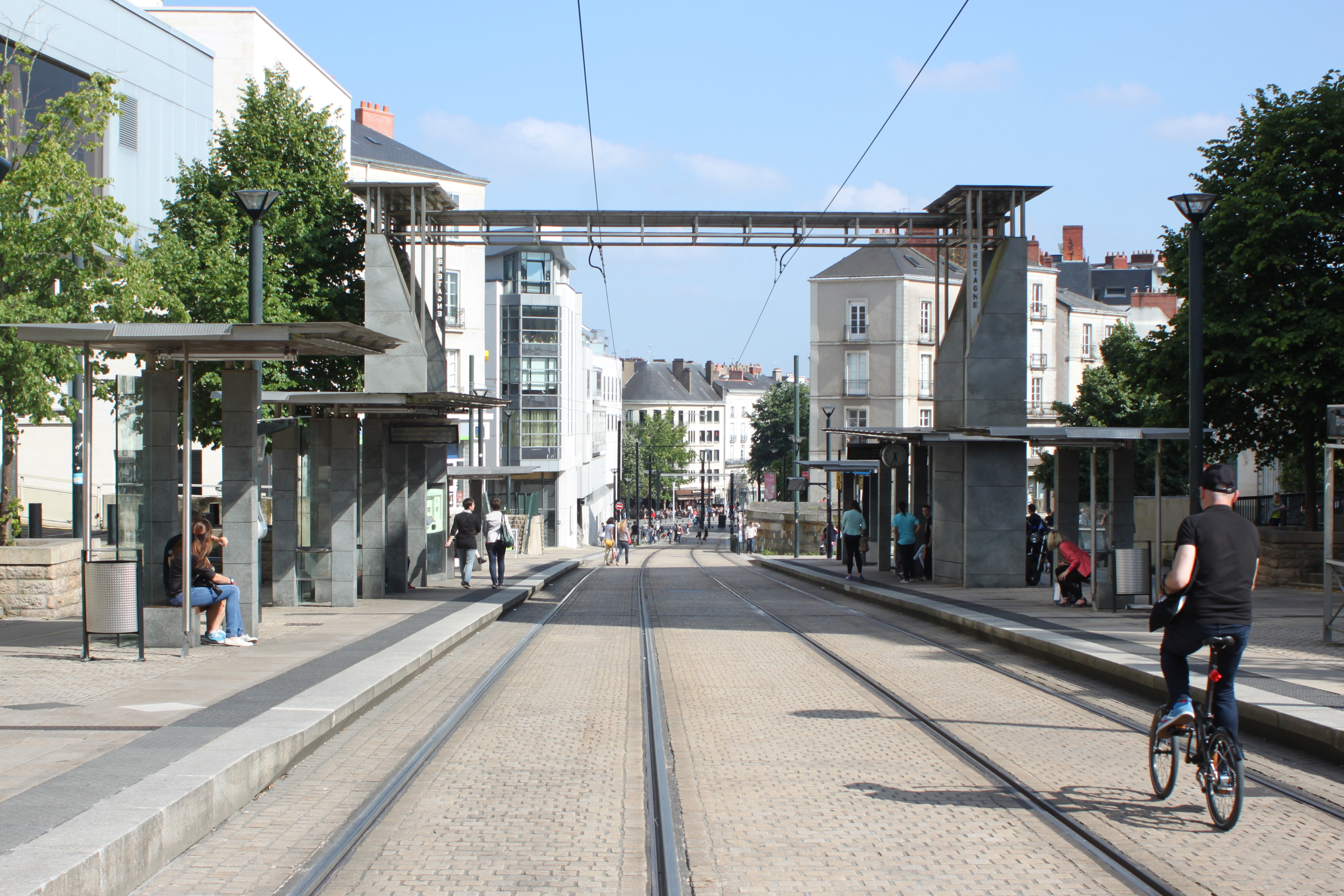
La station Bretagne, située rue du Pont-Sauvetout, possède des abris spécifiques avec un toit qui passe au-dessus des voies.
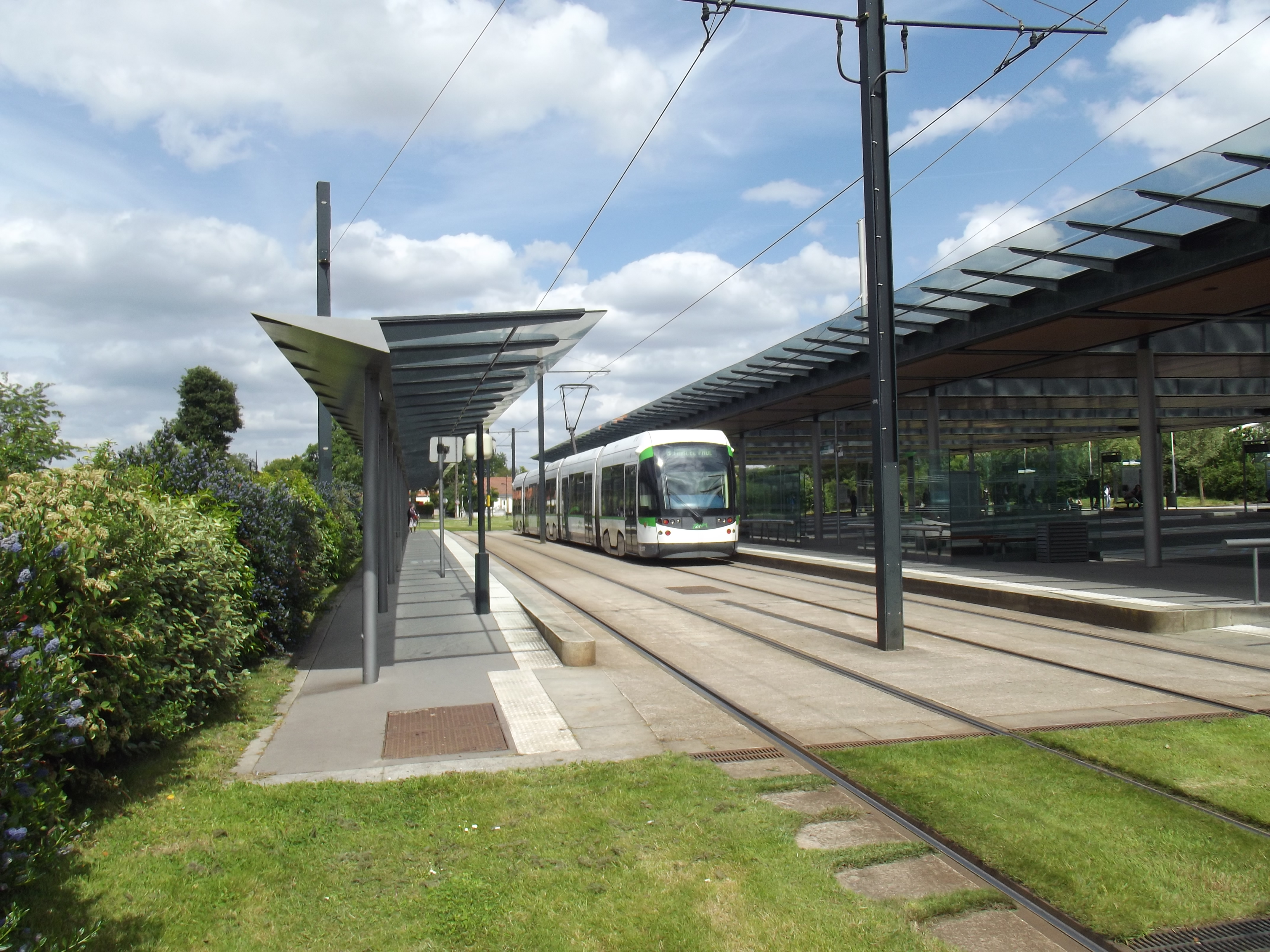
La station Neustrie, réalisée par l'agence nantaise d'architecture Tétrarc, possède des verrières sur ses quais. La station Les Couëts dispose également d'abris dans le même style.
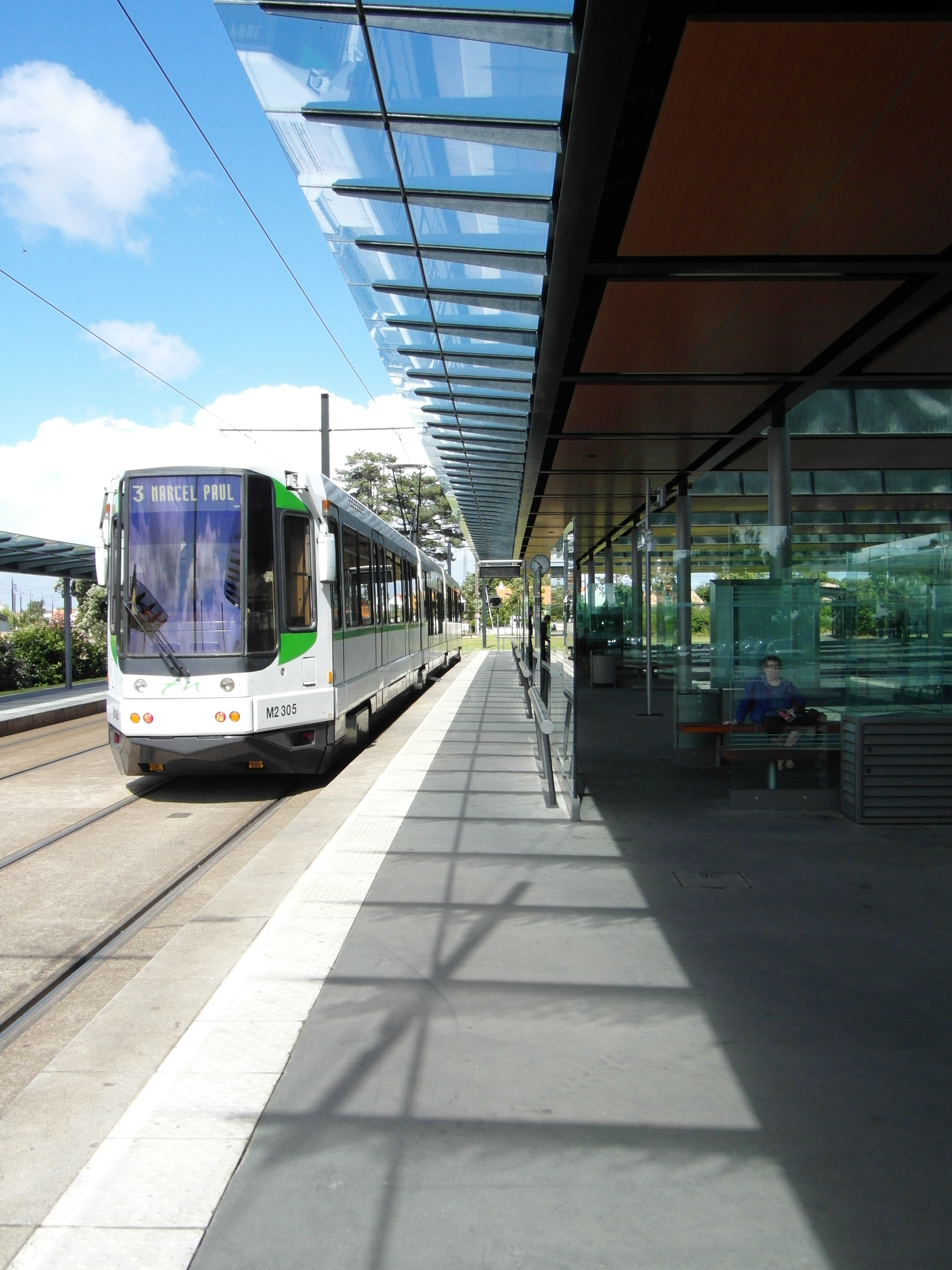
Le quai de départ de la station Neustrie.
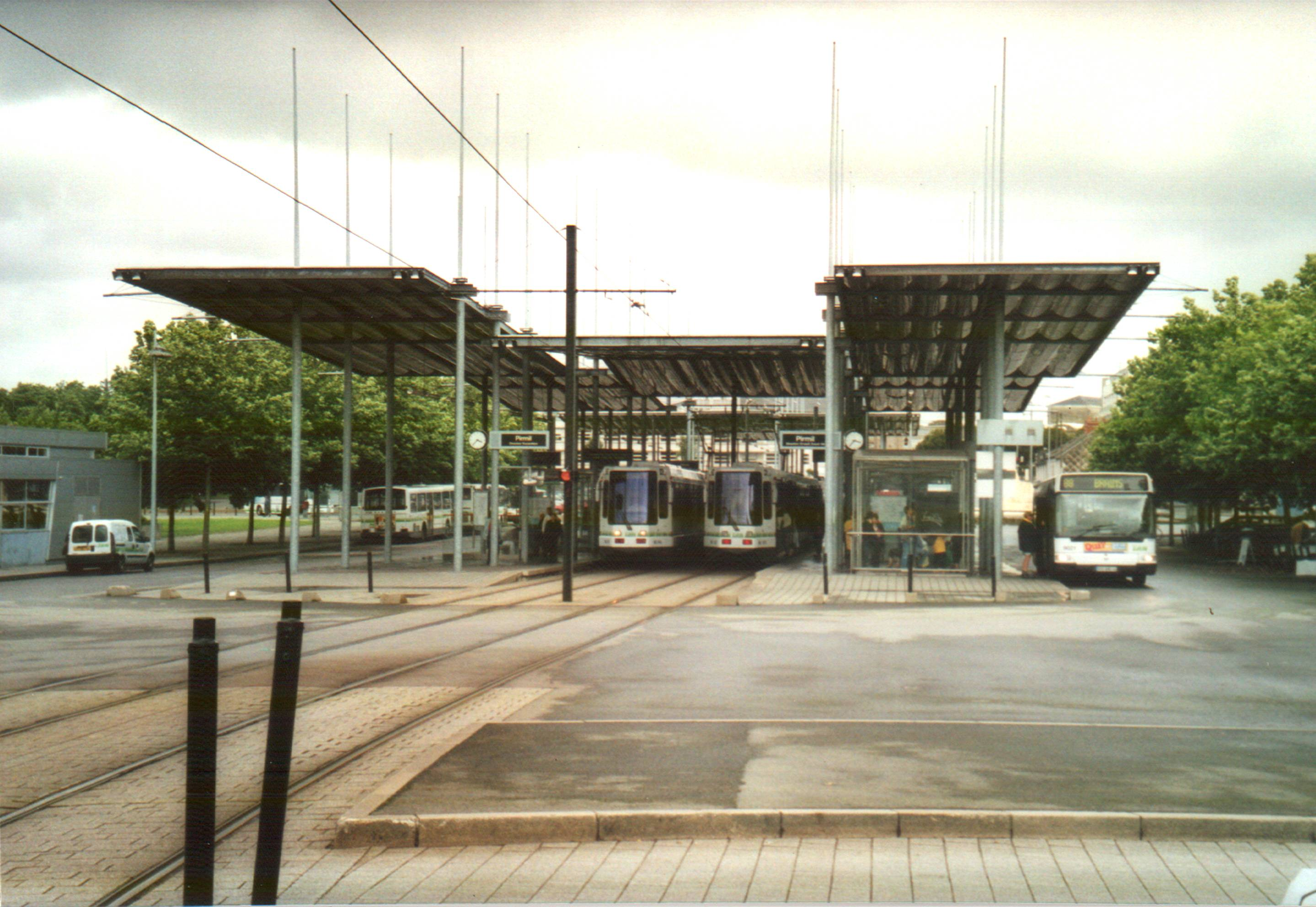
Le pôle d'échanges Pirmil et son imposant toit métallique (ici en 2001) réalisé par l'agence nantaise d'architecture Tétrarc[75].
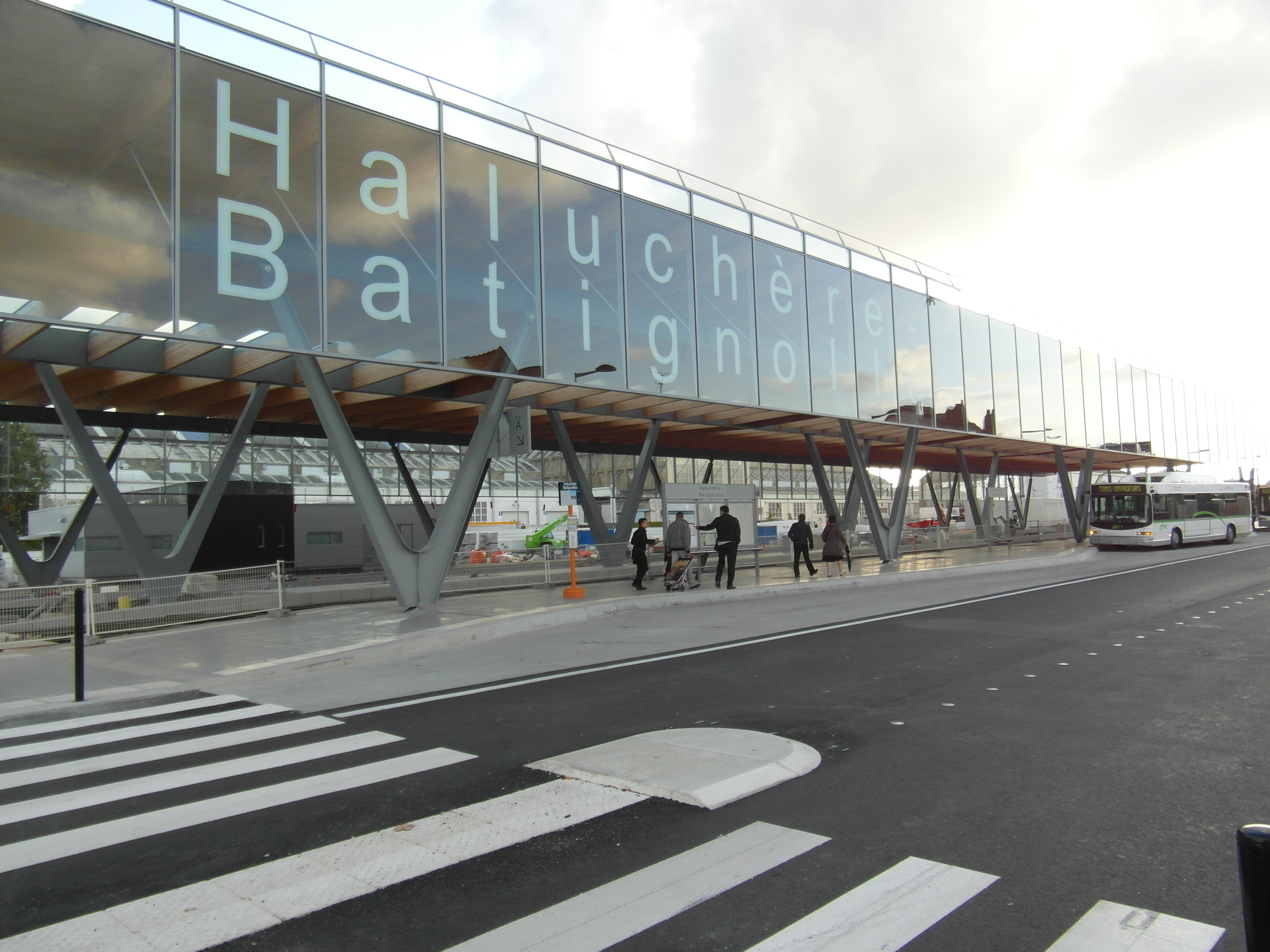
Le pôle d'échanges Haluchère ─ Batignolles inauguré en 2012 avec son toit en bois et en verre[76].
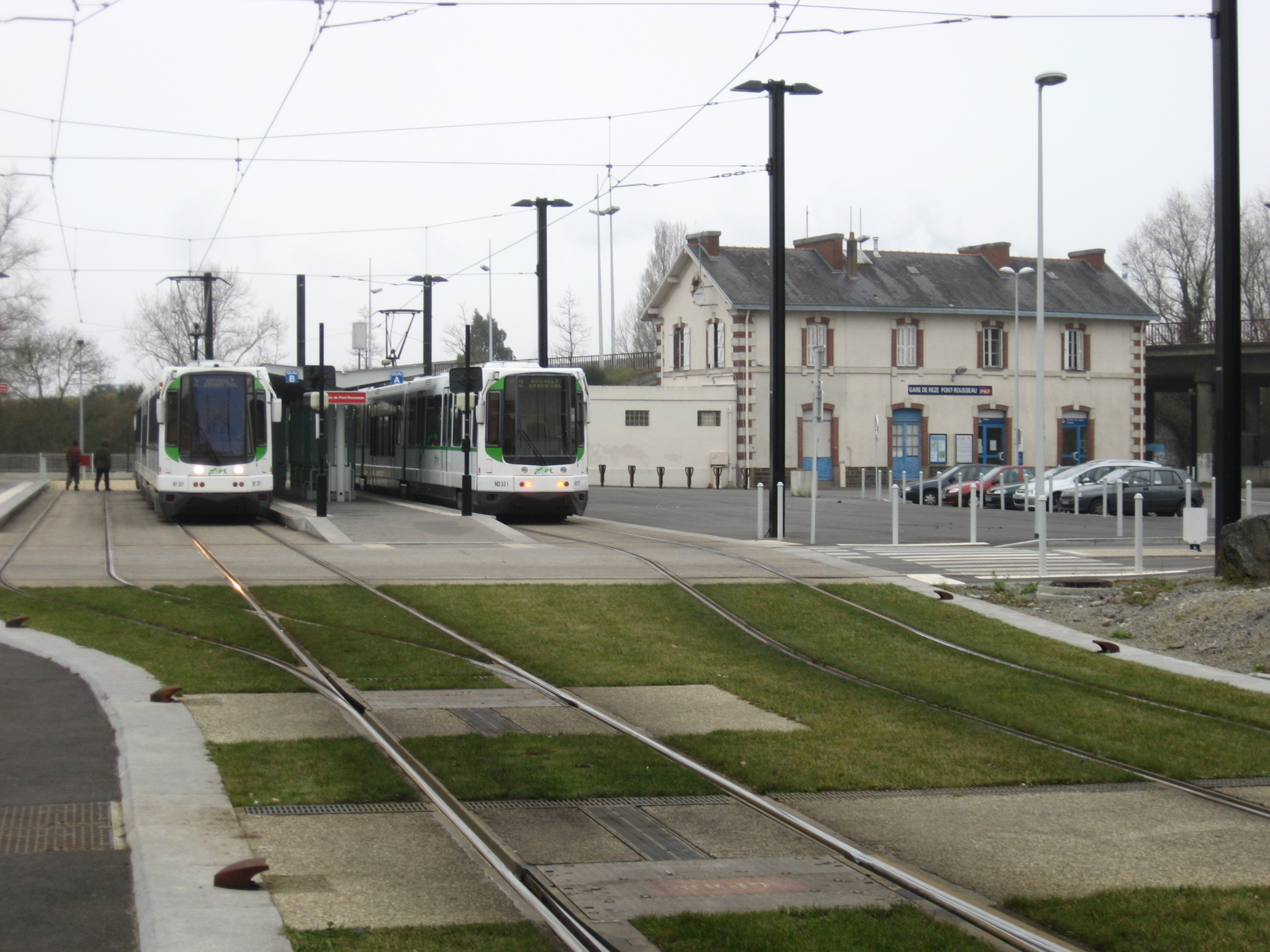
Le terminus Gare de Pont Rousseau et son quai central.

En 2000, lors du prolongement de la ligne 1, un abri à la station François Mitterrand en acier inoxydable et en verre (semblable à ceux des stations Le Cardo et Mendès France – Bellevue) et des mâts d'éclairage en acier inoxydable ont été mis en place.
En 2008, des abris spéciaux en verre extérieur attaché (VEA) et avec une couverture noire semblable à celle des aubettes des années 1980 ont été posés à la station Hôpital Bellier sur la ligne 1.
En 2018, les stations Gare Nord – Jardin des plantes et Duchesse Anne – Château des ducs de Bretagne ont également reçu de nouvelles aubettes au design évoquant des feuilles, conçues, fabriquées et posées par l'entreprise Constructions Métalliques Richard,.

### Parcs relais
Le réseau de tramway de Nantes dispose de 23 parcs relais répartis sur les 3 lignes, sur les 62 parc relais que compte le réseau TAN (devenu réseau Naolib) au total. Certains disposent d'un contrôle d'accès (avec une tarification spécifique aux parcs relais, ou un accès gratuit à ceux-ci pour les abonnés Libertan), et d'autres sont accessibles 24h/24 et 7j/7 librement. Ces parkings sont gérés par la société d'économie mixte Nantes Gestion Équipements (NGE).

#### Travaux et réaménagements

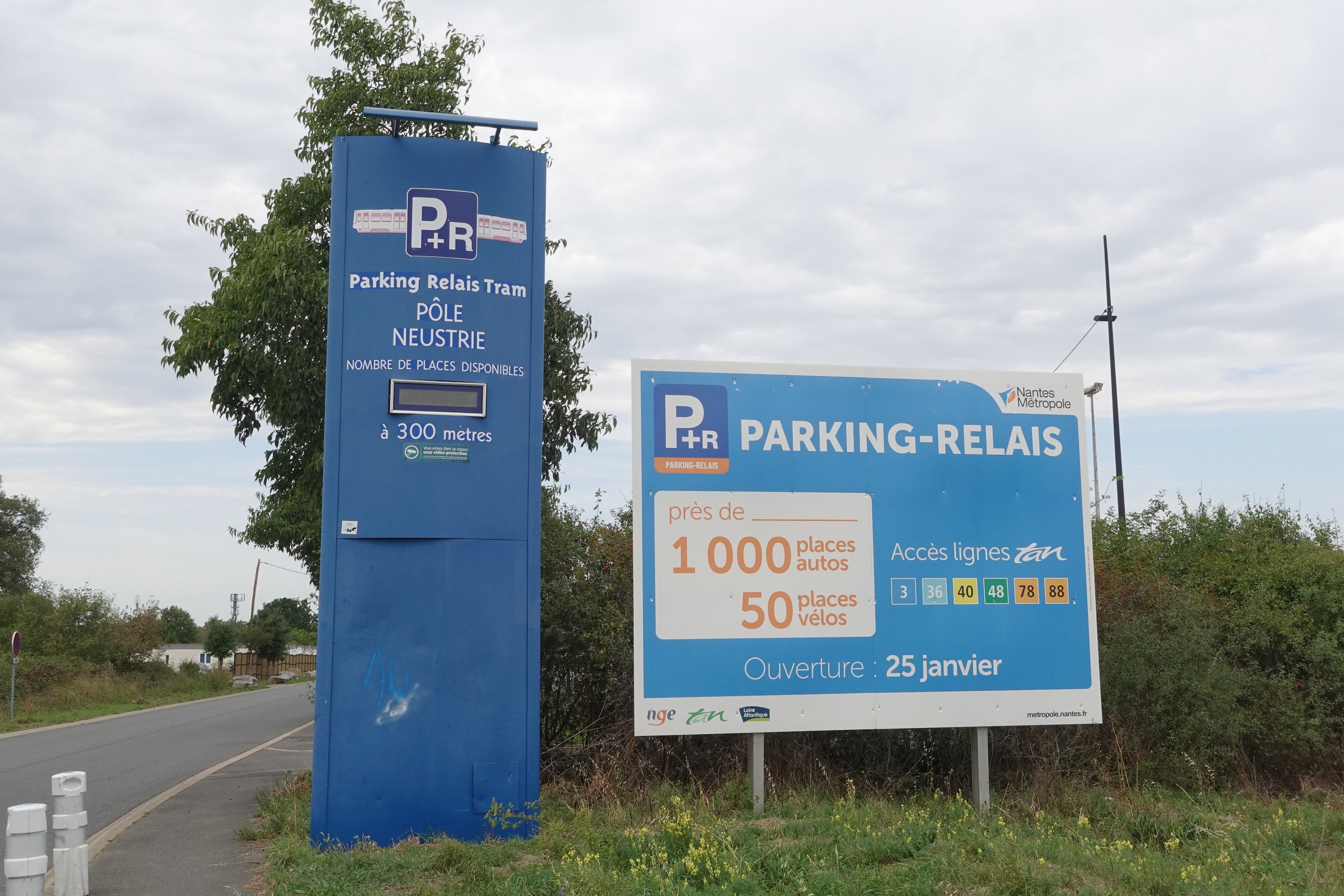
Le totem et le panneau sur le nouveau parc relais de Neustrie.

Un nouveau parking silo de 5 étages et 779 places a été inauguré le 19 janvier puis mis en service le 25 janvier 2021 au terminus de la ligne 3 Neustrie, afin de tripler la capacité des parcs relais de ce pôle d'échanges (passant d'une capacité totale de 314 à 949 places) en remplacement des trois anciens parkings. Le nouveau parc relais comprend donc le parking silo, plus un parking de 150 places au sol « Neustrie 2 » (existant avant les travaux) et un petit parking de dépose-minute « Neustrie 3 » de 22 places. Ces nouveaux parkings disposent d'un contrôle d'accès comme mis en place depuis décembre 2018 sur les parcs relais nantais.
50 places vélos sécurisées, 20 places motos et 10 bornes de recharge électriques ont également été installés, et le pôle d'échanges bus est dorénavant situé le long du parking afin de faciliter la communication entre le parking et le pôle d'échanges. Cette extension, dont le marché de construction a été publié en 2017, a coûté 13,71 millions d’euros, dont 2,5 millions payés par le Département, 1 million par l'État et 1,5 million par FEDER.
Pendant les travaux, l'offre de stationnement a d'abord été maintenue à 293 places, puis est descendue à 214 places à partie du 4 mars 2019 avec la création de 3 parkings provisoires (les parkings P1 et P2 disposent d'un contrôle d'accès, tandis que le parking P3, déjà accessible avant les travaux, est en accès libre). Le pôle d'échanges bus est également déplacé sur une zone provisoire à proximité.

### Fréquentation
Entre 2010 et 2014, la fréquentation du réseau de tramway était en hausse régulière, puis elle a diminué de 2015 à 2017, avant de remonter de façon exponentielle à partir de 2018.
| Année                                   | 2010 | 2011 | 2012 | 2013 | 2014 | 2015 | 2016 | 2017 | 2018 | 2019 |
| Nombre de voyages annuels (en millions) | 65,7 | 66,6 | 69,4 | 71,2 | 72,5 | 72,3 | 71,5 | 70,6 | 73,9 | 77,9 |

| Année                                                | 2018    | 2019    |
| Nombre de voyages par jour en semaine                | 321 535 | 318 347 |
| Nombre de kilomètres annuels effectués (en millions) | 5,4     |         |

#### Classement
En 2012, le réseau de Nantes transportait environ 274 300 passagers par jour de semaine. 60 % du trafic du réseau de la SEMITAN était assuré par le tramway cette année-là.
La ligne 1 du tramway nantais fut l'une des plus fréquentées de France. En 2017, elle est désormais devancée par plusieurs autres lignes, dont les lignes T1, T2, T3a et T3b du Tramway d'Île-de-France, ainsi que par les lignes A et B du tramway Bordelais.
En 2017, avec 70,6 millions de voyages, le réseau nantais est le quatrième réseau de tramway de France par sa fréquentation, à égalité avec le réseau strasbourgeois (70,3 millions de voyages en 2017).
Le premier réseau de tramway étant celui d'Île-de-France avec 294 millions de voyages (2017), le second celui de Bordeaux avec 96,8 millions de voyages en 2017, et le troisième celui de Lyon avec 91,1 millions de voyages en 2016.

## Infrastructures
L'écartement des voies de tramway est un écartement normal de 1 435 mm, et le réseau est entièrement électrifié en 750 volts continu. La captation du courant s'effectue par pantographe et Ligne Aérienne de Contact (LAC) (le réseau ne dispose pas d'APS). Tous les tronçons commerciaux du réseau sont en double voie, excepté les voies après certains terminus, les raccordements de service et les accès aux dépôts qui sont à voie unique.

### Conduite et signalisation
Les rames ne possédant pas de boutons d'arrêt demandé, elles doivent s'arrêter à chaque station afin de faire monter ou descendre les passagers (ce qui n'est pas le cas des bus ou il faut actionner un bouton d'arrêt demandé si l'on veut descendre, ou faire signe au conducteur à l'arrêt si l'on veut monter).
L'ensemble du réseau à une limitation de vitesse plafonnée à 50 km/h, mais certains tronçons de la ligne 1 peuvent monter jusqu'à 70 km/h (sur le site propre entre la gare et Haluchère).
La signalisation du réseau tramway est équipée du système le plus couramment rencontré sur un réseau de tramway français : un signal R17 pour véhicules des services réguliers de transport en commun composé, de haut en bas, d'une barre blanche (équivalent du « feu rouge »), d'un rond blanc (équivalent du « feu orange ») et d'une barre blanche verticale (équivalent du « feu vert »). Ce signal est également complété par un Signal d'aide à la conduite (SAC) fixé en dessous. Composé d'un losange orange qui s'allume lorsqu'une rame est détectée, et d'un point d'exclamation bleu qui clignote quelques secondes avant que le signal passe « au vert » (passage de la barre blanche horizontale à la barre blanche verticale).
Pour le Signal de présence de tension (SPT) (ou Indicateur de courant coupé (ICC)), le réseau nantais dispose du modèle « à chiffres » indiquant l'alimentation normale ou non du secteur rencontré.
Les panneaux de limitation de vitesse sont des rectangles jaunes verticaux, avec la vitesse inscrite dessus en noire (les deux chiffres de la vitesse sont l'un au-dessus de l'autre). Ils sont posés à hauteur du conducteur sur les poteaux des lignes aériennes de contact ou sous des feux de signalisation par exemple.
Des signaux de manœuvres sont également utilisés, principalement aux niveaux des aiguillages. Des feux en haut du signal informent du nombre de directions possibles (jusqu'à trois feux, donc trois directions) et de celle actuelle indiquée par un point blanc, et un feux en dessous indique si le franchissement est autorisé (en vert) ou interdit (en rouge).
Au niveau d'un croisement entre les voies de tramway et une route ou un passage piéton, les automobilistes disposent de signal d'arrêt R24 et les piétons de signal d'arrêt pour piétons R25. Ces feux interdisent momentanément la traversée des voies, le temps du passage de la (ou des) rame(s).
Le réseau nantais a également bénéficié d'un signal spécifique dès 1985, mis au point par le fabricant Garbarini, qui était le prédécesseur des signaux R17 actuels : constitué de cinq points lumineux disposés en T, il permettait d'indiquer si le passage était autorisé (avec les 3 points verticaux) ou interdit (avec les 3 points lumineux horizontaux), la phase intermédiaire étant uniquement constituée du point lumineux central clignotant.

Signal R17 utilisé sur le réseau (ici en « feu rouge »), avec le Signal d'aide à la conduite (SAC) en dessous.
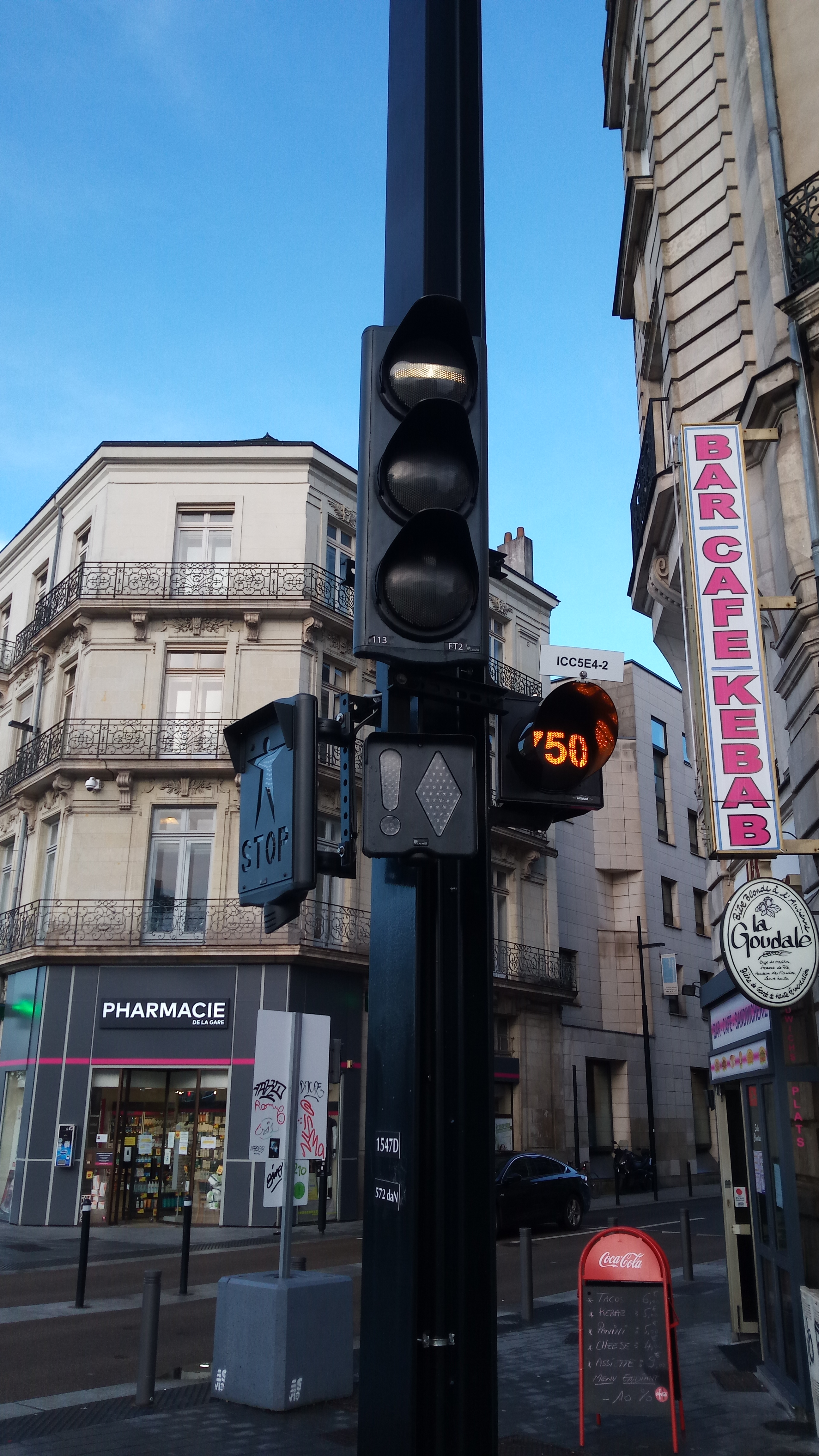
De droite à gauche : un signal R25, un signal R17, un Signal d'aide à la conduite (SAC) et un Indicateur de courant coupé (ICC).
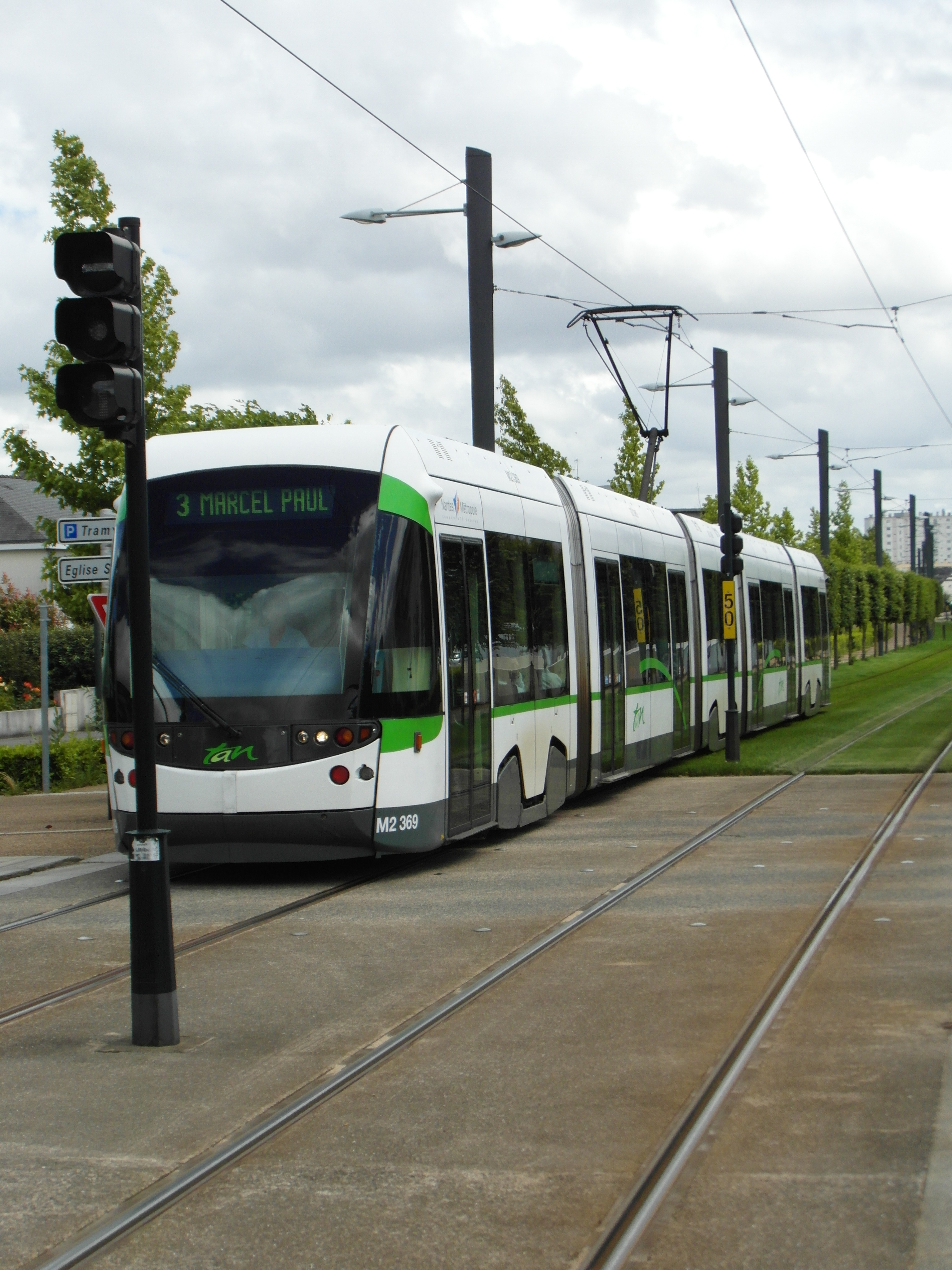
Signal R17 sans le SAC.
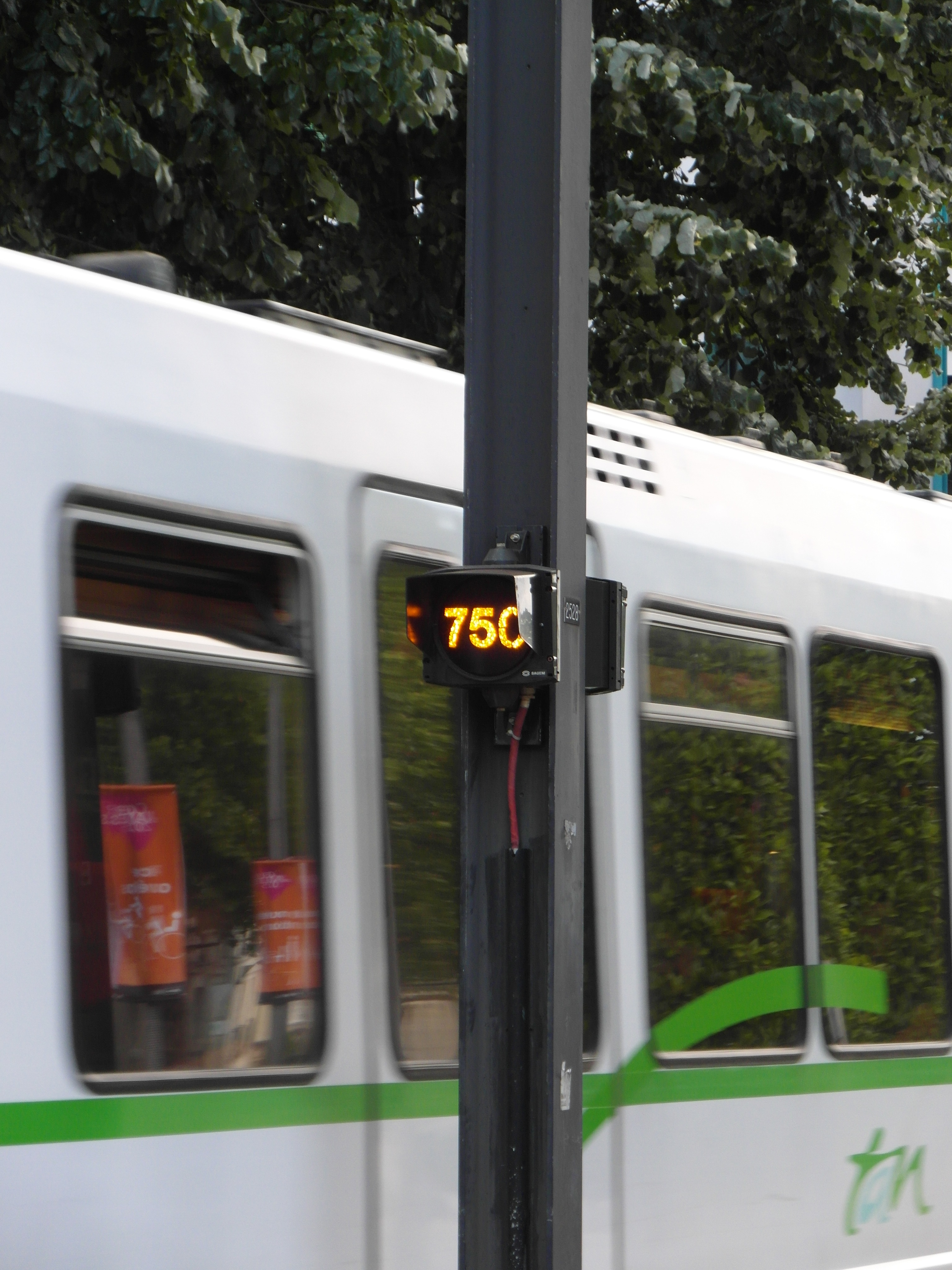
Indicateur de courant coupé (ICC) ici allumé, ce qui indique que la section est alimentée normalement.
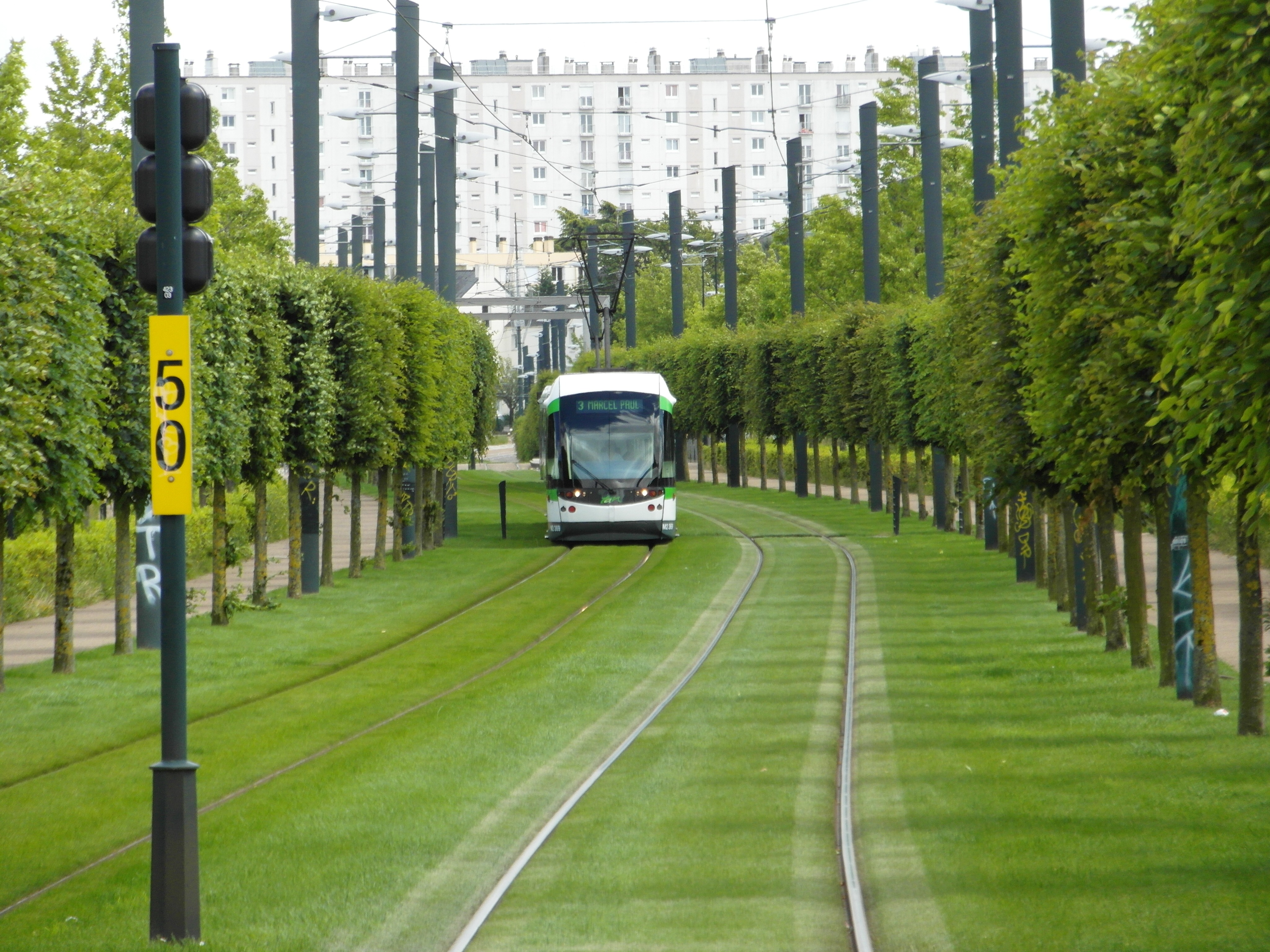
Indicateur de limitation de vitesse fixé derrière un feu R17 (ici, le tronçon après le panneau est limité à 50 km/h).

### Dépôts
Le réseau de tramway dispose de trois dépôts en charge chacun d'une ligne du réseau :
- le dépôt de Dalby chargé de la gestion de la ligne 1
- le dépôt de la Trocardière chargé de la gestion de la ligne 2
- le dépôt de Saint-Herblain chargé de la gestion de la ligne 3

### Maintenance du réseau

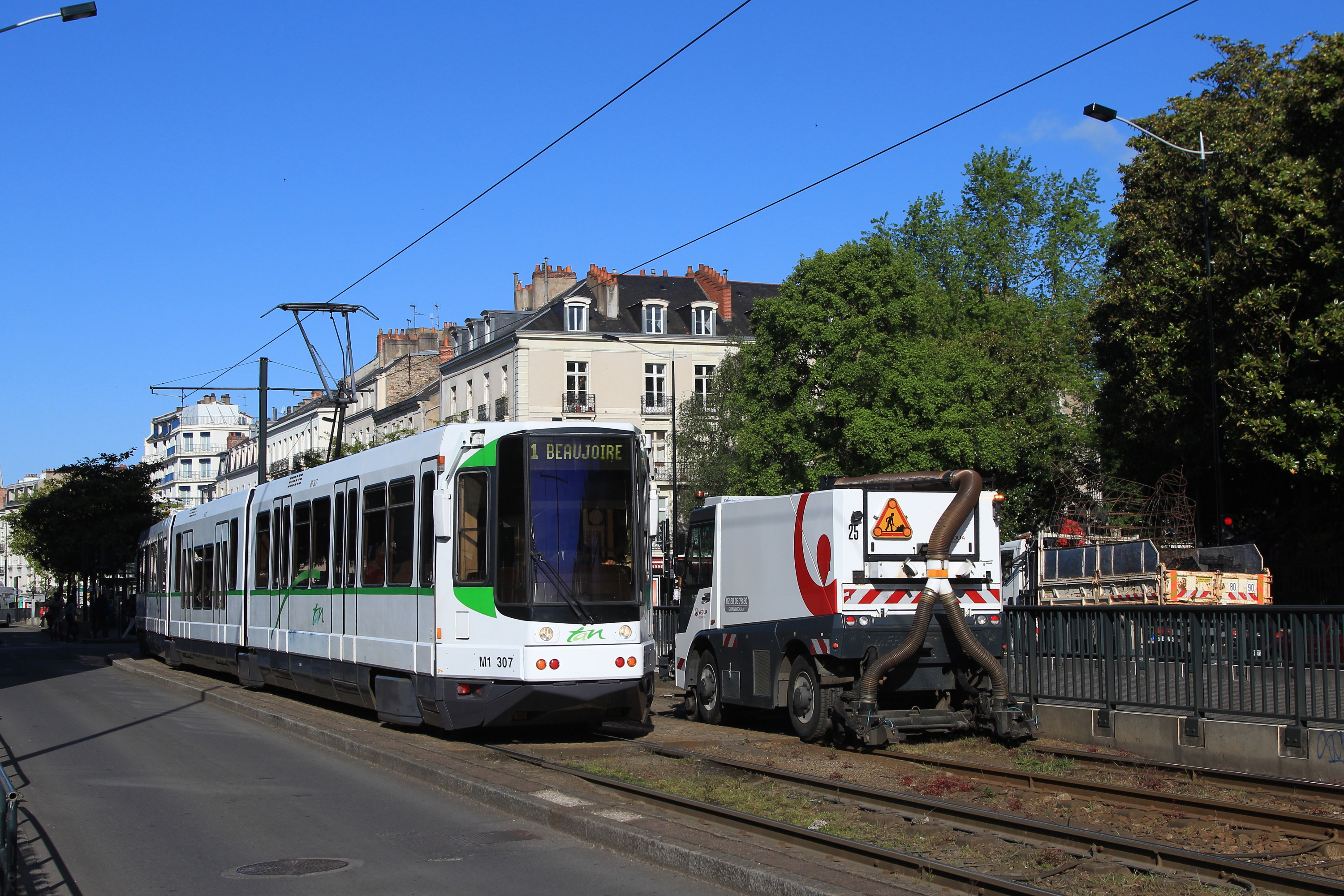
Engin rail-route de maintenance de Veolia près de Gare Nord.

Le réseau à besoin d'une maintenance régulière, soit par l'utilisation de camions spéciaux d'entretiens des infrastructures tramway (Nantes Métropole en a acheté 4 en 2016), soit par des rénovations lourdes ponctuelles (remplacement des rails, des lignes aériennes de contact, rénovation des stations, de la voirie...).
En cas de travaux d'entretien sur les voies, un trépied jaune surmonté d'un feu jaune clignotant est posé provisoirement à chaque entrée de la zone de travaux (la vitesse y est alors limitée à 15 km/h). Une signalétique provisoire (par exemple des panneaux de limitation de vitesse) peut également être installée si les travaux sont d'une plus longue durée ou s'il y a des défauts sur une installation.

## Exploitation

### Tarification

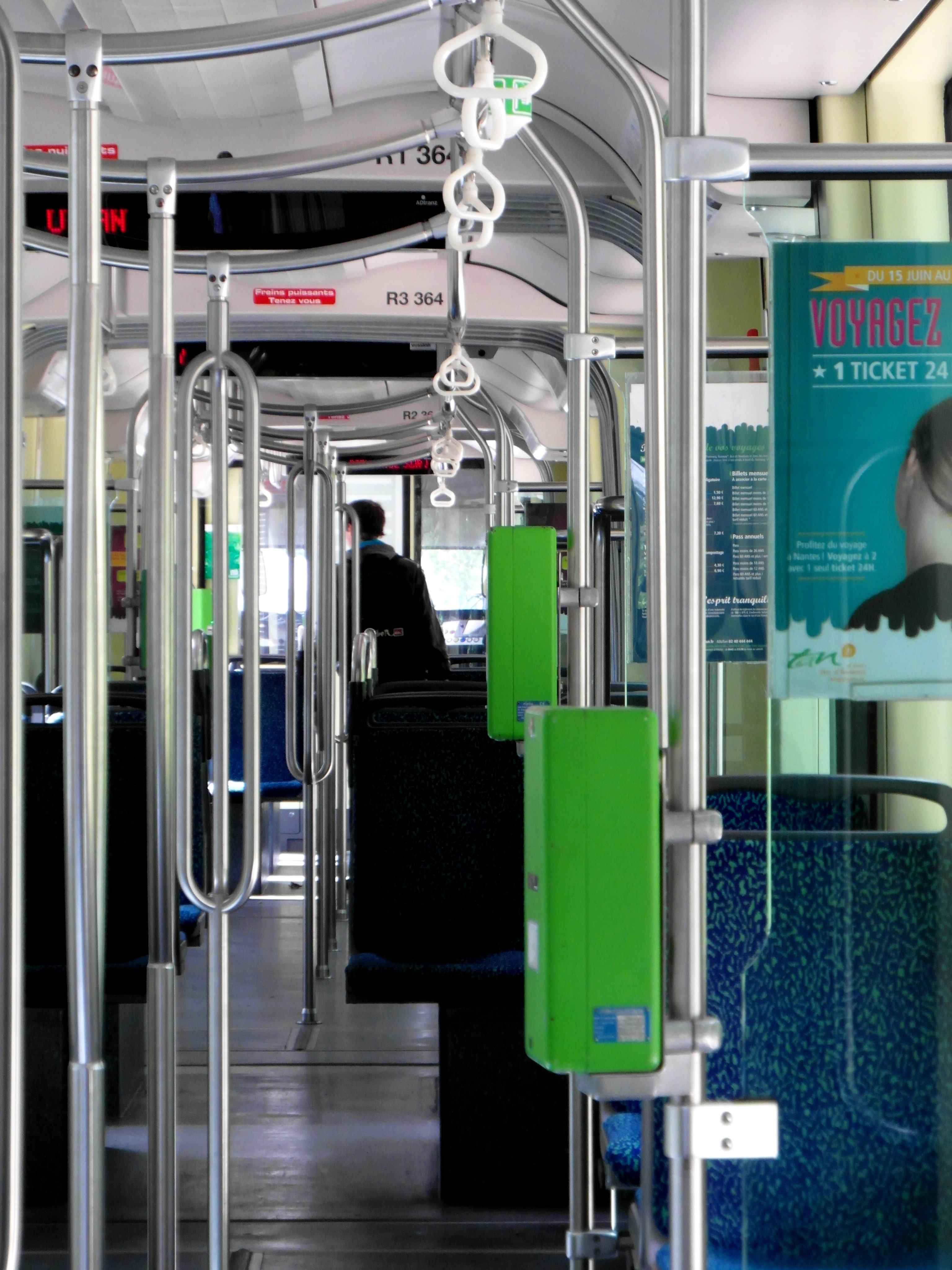
Un valideur est présent à côté de chaque porte dans les rames.

Le tarif appliqué sur le réseau de tramway est celui du réseau Naolib : les voyageurs occasionnels peuvent utiliser des tickets à l'unité (1h, 24h, samedi...) et les voyageurs réguliers leur carte « Libertan » ou leur billet mensuel pour effectuer un trajet sur le réseau. Ces titres donnent également accès à l'ensemble du réseau Naolib (Busway, bus et Navibus), à certaines lignes Aléop et dans les TER Pays de la Loire (uniquement pour un trajet effectué à l'intérieur de l'agglomération), et sont valables sur la plage horaire indiquée. Le réseau est gratuit tous les jours pour les enfants accompagnés de moins de 6 ans (hors cars scolaires et sorties scolaires) et est entièrement gratuit le week-end. Sur le réseau tramway, les titres peuvent être achetés aux bornes automatiques à chaque station, à l'Espace Mobilité de Commerce ou en point relais (pas de vente de titres à bord des tramways).
Pour valider son titre de transport, les usagers ont à disposition un oblitérateur Trapèze-Elgeba Ticompact 02 ou Elgeba MC692 pour les tickets, et un valideur sans contact ACS VPE 420 pour les cartes « Libertan » au niveau de chaque porte à l'intérieur des tramways. La validation des titres s'effectue donc à bord, mais certaines stations (principalement des pôles d'échanges) disposent également de valideurs sur les quais.
Au 1er janvier 2019, pour les voyageurs occasionnels, le prix d'un ticket 1 heure s'élevait à 1,70 euro, le carnet de 10 tickets 1 heure à 15,60 euros, le ticket groupe scolaire à 9,50 euros, le ticket 24 heures à 5,80 euros et le ticket 24 heures pour 4 personnes voyageant ensemble à 10,00 euros.

### Système d'aide à l'exploitation et à l'information voyageurs

#### Pour l'exploitant et les conducteurs
Le Système d'aide à l'exploitation (SAE) du tramway nantais est un système permettant de collecter des données sur la position du véhicule, afin d'informer le conducteur, via une interface, de son avance/retard ou du tracé qu'il va emprunter. Ce système permet également aux trois PCC tramway (un par ligne) de gérer l'ensemble des rames en circulation.
En 2018, lors du conseil métropolitain, a été approuvé l'opération de renouvellement du SAE tramway. Ce marché a été attribué à l'entreprise Navocap le 16 septembre 2020, pour une enveloppe financière de 8 928 278 € TTC. Ce SAE va remplacer l'ancien SAE Thales (basé sur un système radio analogique) mis en service en 2000, et présent sur l'ensemble du parc tramway.

#### Pour les usagers
Pour les usagers, le Système d'information voyageurs des tramways est constitué :
- de Bornes d'Information Voyageurs (BIV) à chaque station indiquant le temps d'attente de la prochaine rame et les éventuelles perturbations ou messages informatifs
- de girouettes à l'avant et sur les faces latérales des rames indiquant la ligne et la destination
- de plusieurs bandeaux défilants à bord des rames indiquant la destination, le prochain arrêt, l'heure et les éventuelles perturbations
- d'annonces sonores à bord indiquant la destination et le prochain arrêt

Les annonces sonores étaient auparavant dites par Yolande Brun, une animatrice de la radio FIP, afin d'indiquer le prochain arrêt, ainsi que la ligne et le terminus. Ces annonces ont été remplacées de manière ponctuelle par des annonces spéciales en avril 2011 et 2014, puis ont été complétées en 2018 par un message invitant les voyageurs à vérifier qu'ils n'aient rien oubliés dans la rame (ce message n'était dit qu'à l'approche de pôles d'échanges majeurs). Ces messages complémentaires étant provisoires, une étude a été lancée en janvier 2018 avec l'agence parisienne de design sonore Cadence afin de créer de nouvelles annonces. Elles ont été déployées sur le réseau tramway le 10 janvier 2019, avec cette fois-ci un duo homme/femme qui dictent chacun leur tour une partie de l'annonce. Un nouveau jingle a également été créé pour le tramway, puis déployé sur le reste du réseau TAN.
En complément, des plans schématiques regroupant les trois lignes de tramway et les deux lignes de Busway sont affichés dans toutes les rames, et d'autres affiches informent également les usagers sur les tarifs en vigueur et le règlement appliqué.

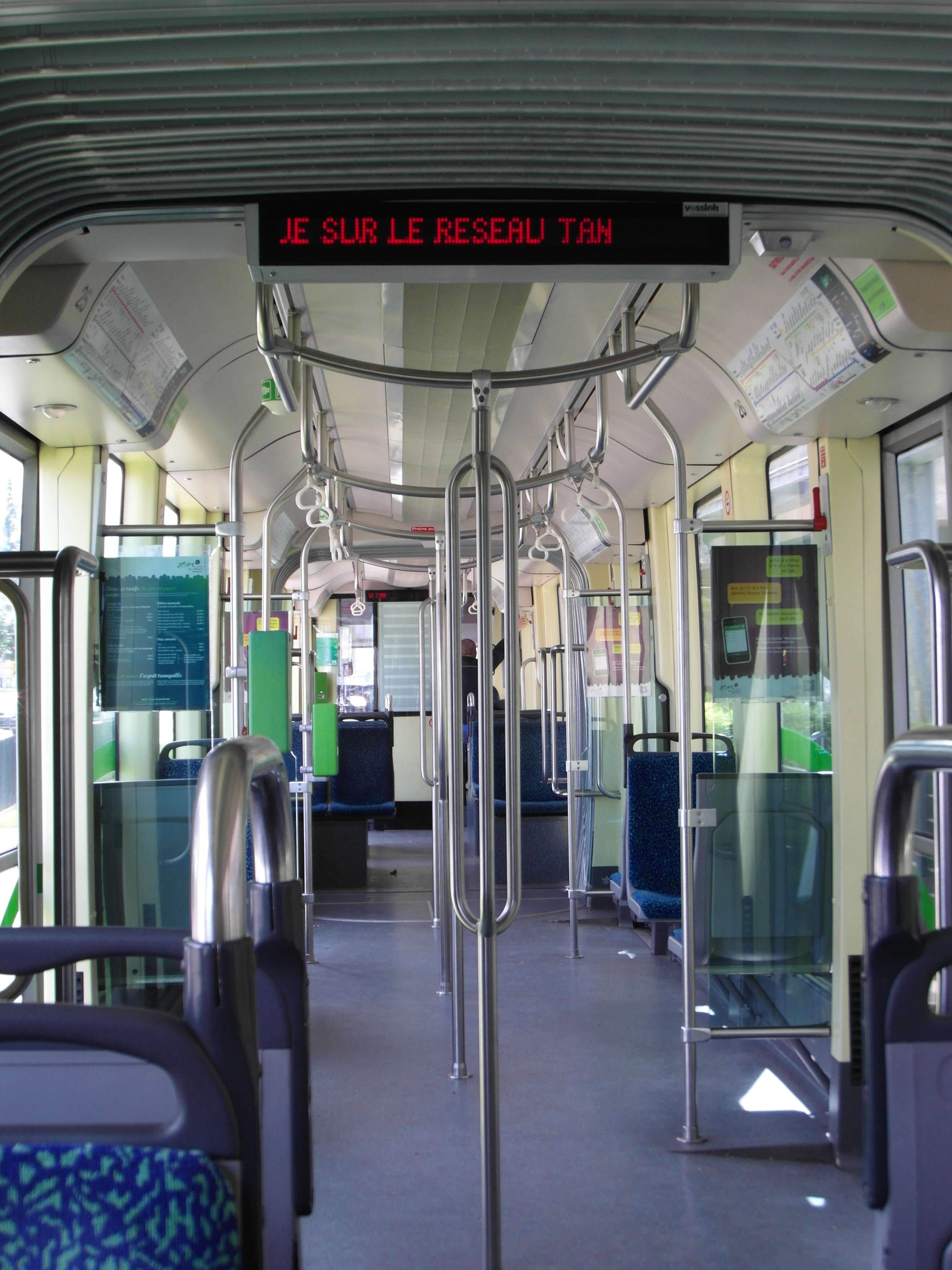
Bandeau défilant Vossloh à l'intérieur d'une Incentro.
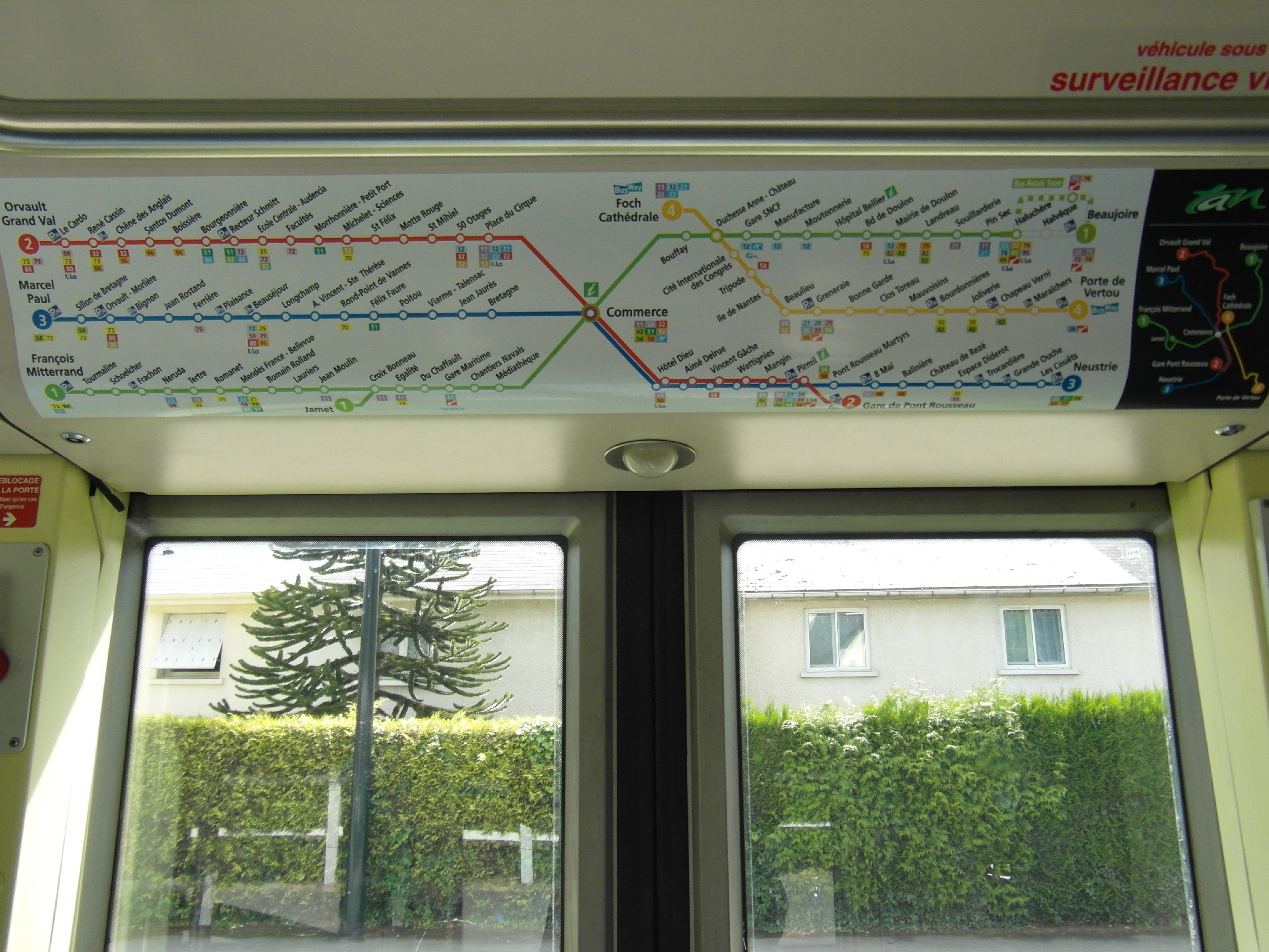
Ancien plan schématique dans une Incentro, aujourd'hui remplacés par d'autres plans avec la ligne 5. On remarque par ailleurs le Bus Relais Tram entre Haluchère et Beaujoire lors des travaux du pôle d'échanges Haluchère en 2012.
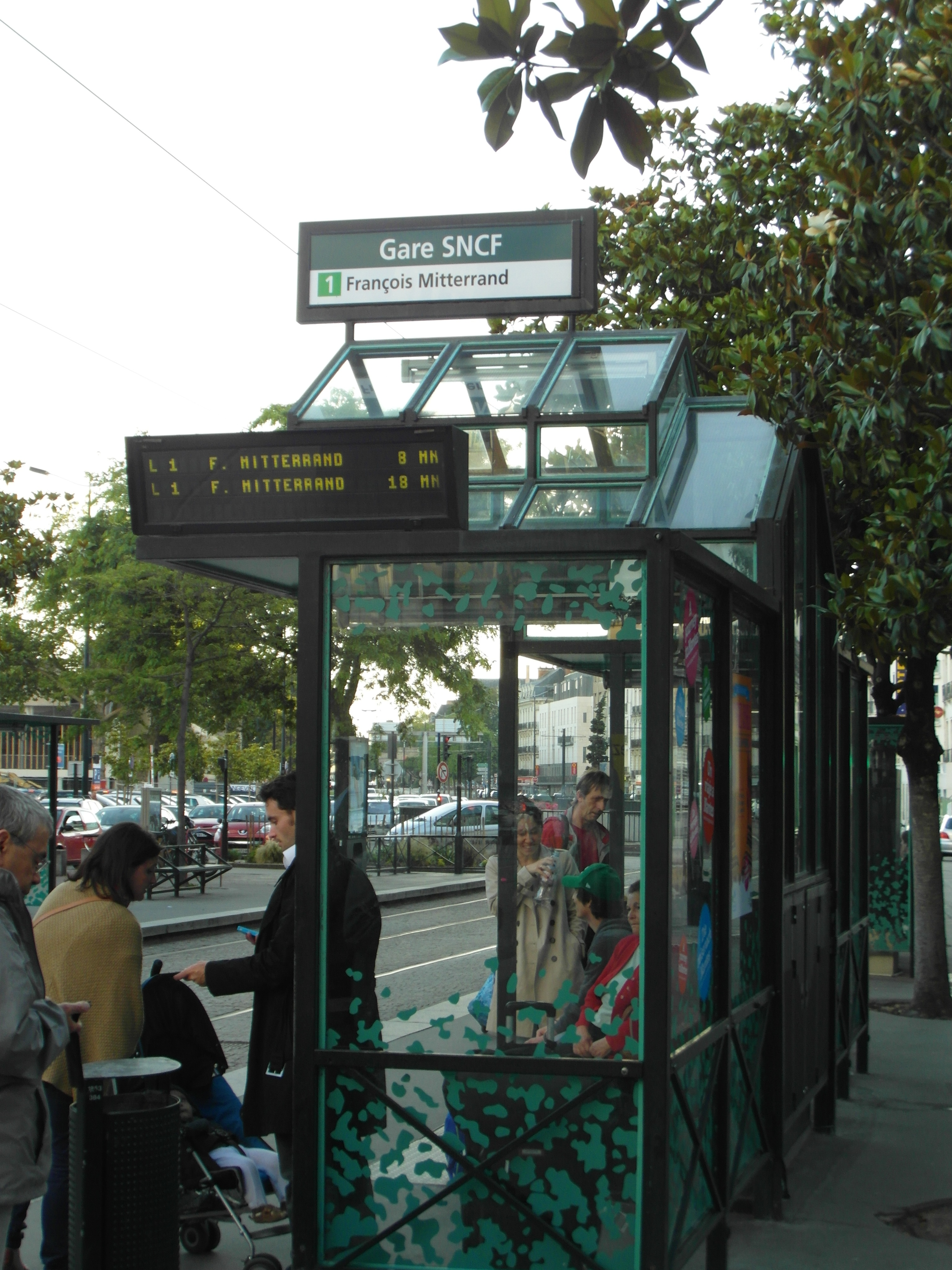
Ancienne borne d'information voyageurs (BIV) à la station Gare Nord.
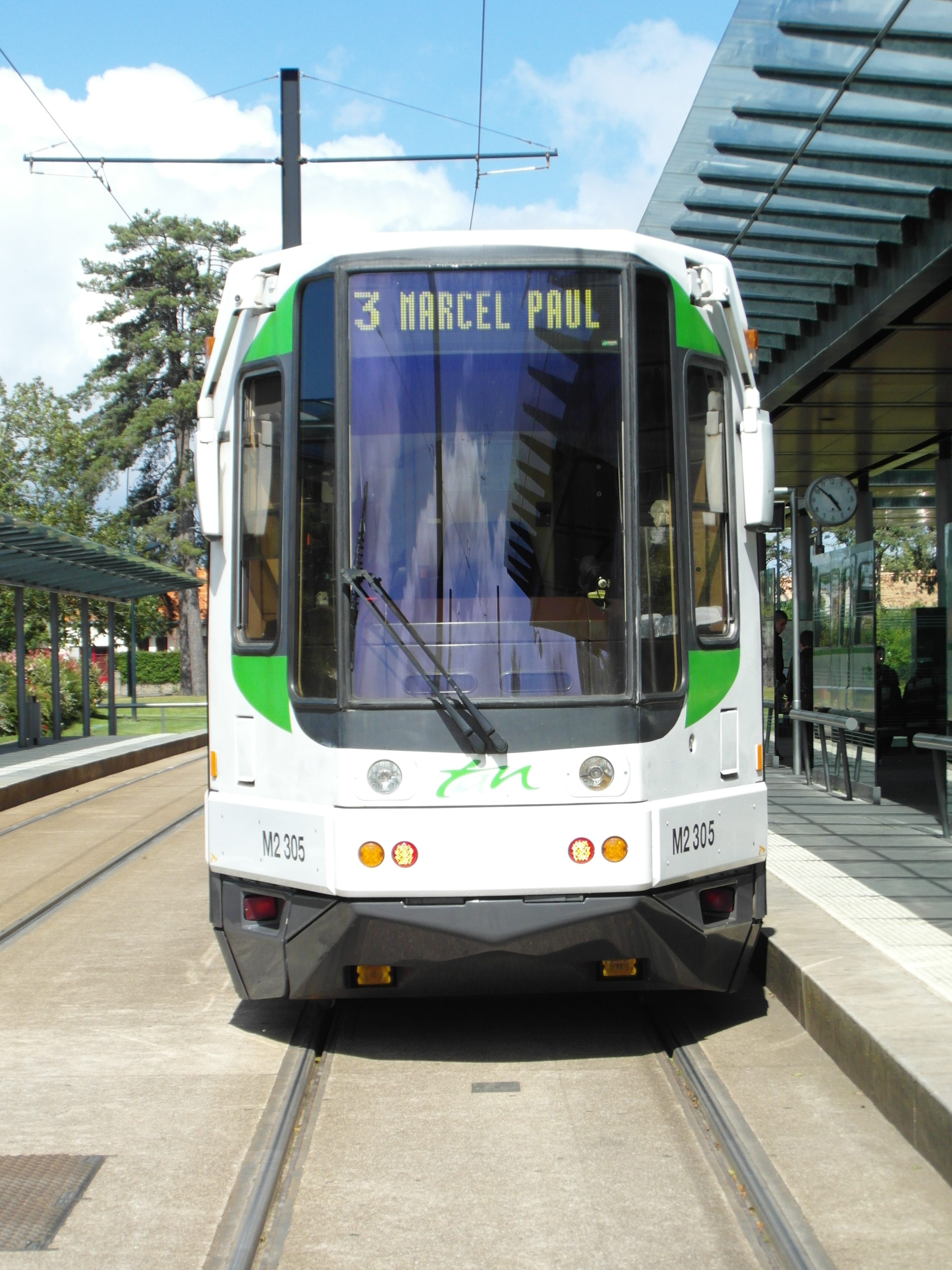
Une girouette à pastilles Duhamel à l'avant de la rame TFS N°305, avec l'indice de la ligne et la destination.

### Remplacement des TFS

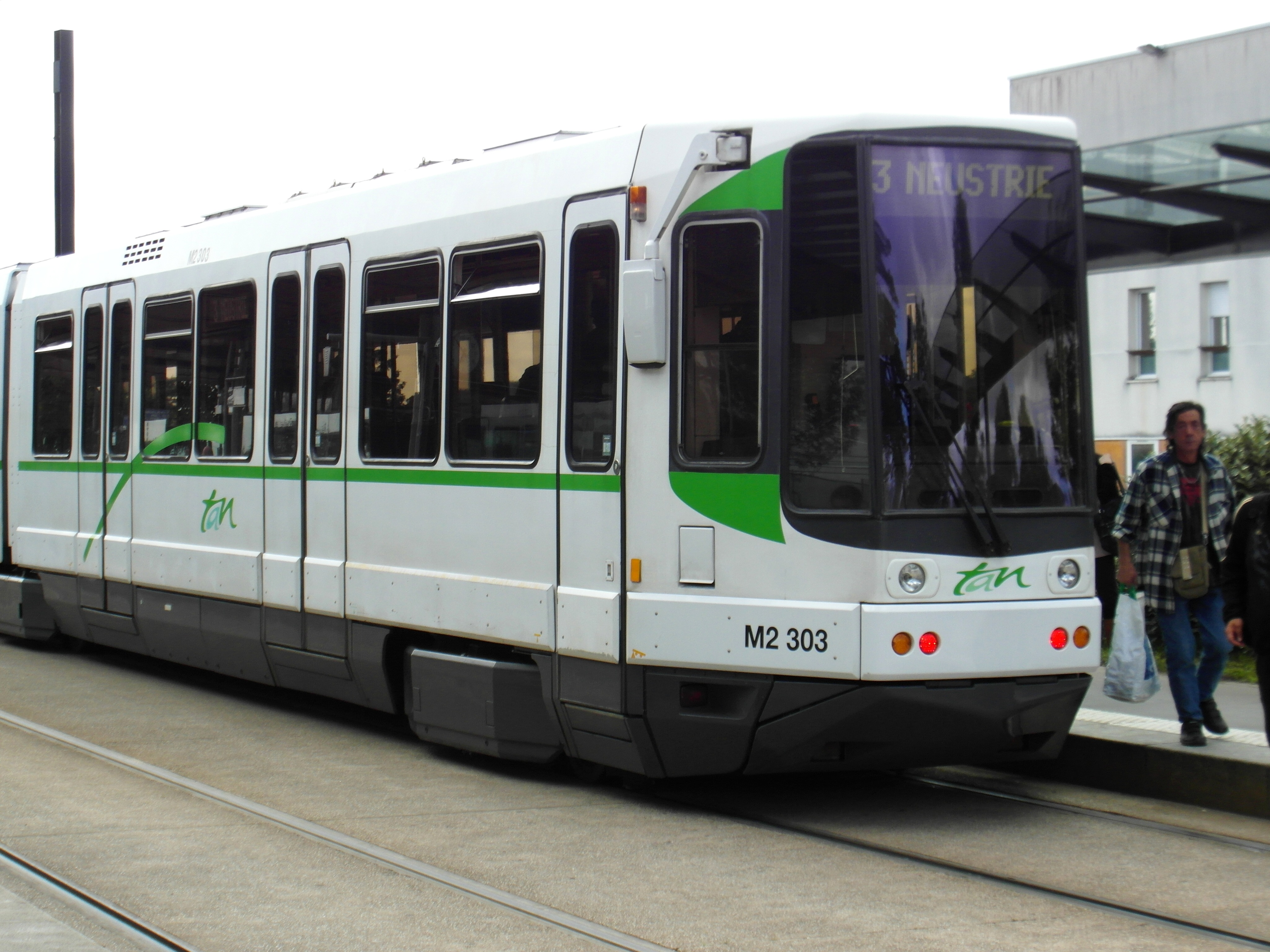
Les plus anciennes arrivant en fin de vie en 2023, l'ensemble des TFS cesseront de circuler en 2025, mais trois rames pourront être gardées pour le patrimoine tandis que les autres seront démantelées,.

## Projets

### Nouveau Cetex
Un nouveau Centre technique d’exploitation (Cetex) sera construit sur une emprise de 7 hectares appartenant à Nantes Métropole, situé à côté de la gare de Babinière à La Chapelle-sur-Erdre. Relié à la ligne 1 avec la connexion des lignes 1 et 2, il servira à stocker les 49 nouvelles rames Alstom Citadis qui devraient arriver sur le réseau en 2023 (elles seront d'abord accueillies au dépôt de Dalby). Il sera constitué d'un atelier de maintenance des rames, d'une aire de remisage pouvant accueillir un minimum de 61 rames, de locaux d'exploitation et d'une station de lavage et de sablage,.
Les travaux préparatoires vont débuter en 2021, puis le chantier est programmé pour 2022 pour une livraison prévue en 2024. Le choix des architectes s'est porté sur le groupement AIA Architectes et DLW Architectes, pour un montant total de 4,6 millions d’euros TTC.

### Interconnexion des lignes 1 et 2

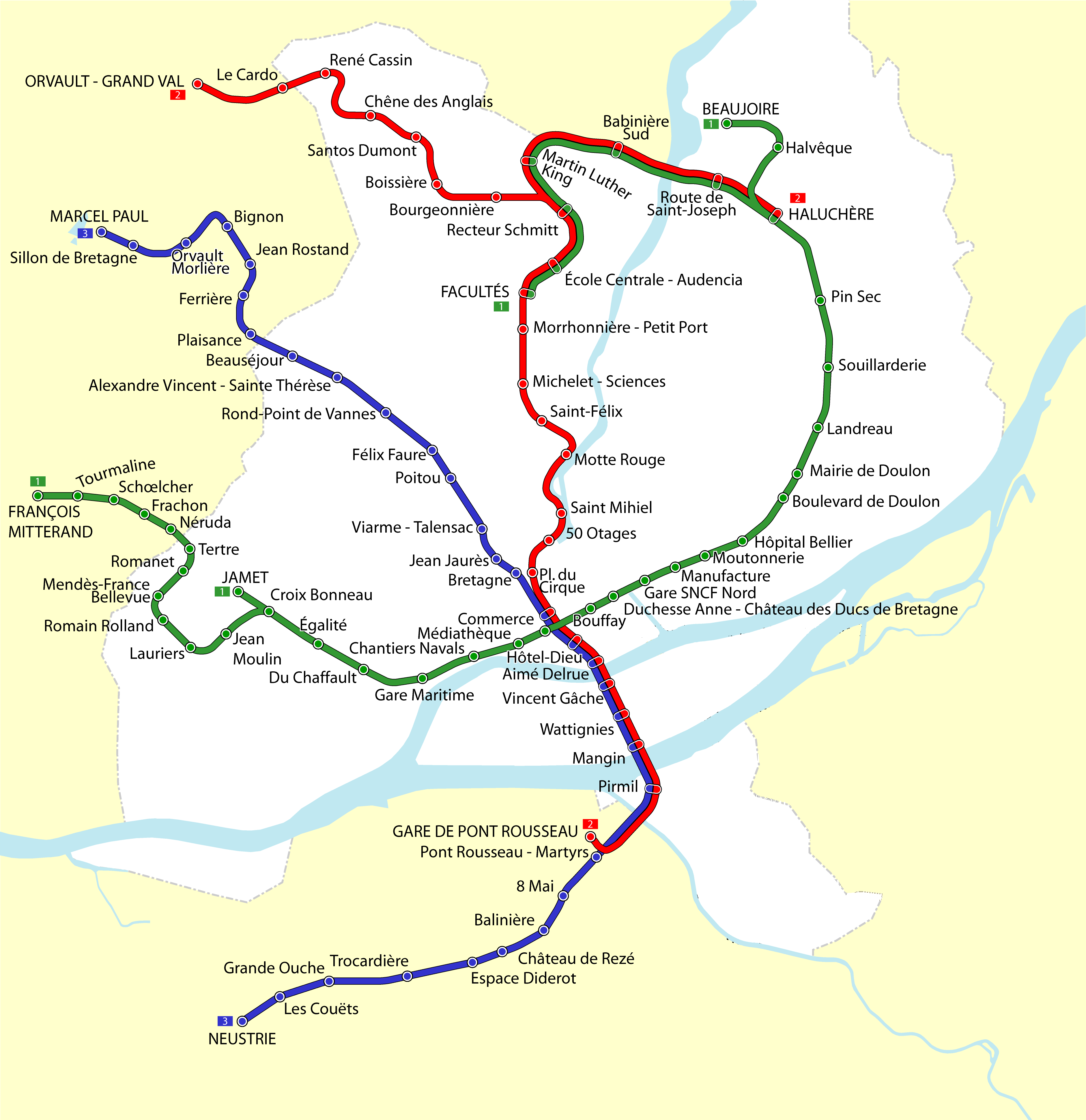
Le futur réseau, une fois la connexion réalisée.

Dans l'objectif à terme, de créer une rocade tramway, l'autorité organisatrice des transports urbains Nantes Métropole prévoyait d'interconnecter les lignes 1 et 2 au nord afin de décharger le tronçon central organisé en étoile autour de Commerce.
Le nouveau tronçon, d'une longueur de 2,75 km, prévoit la création de 3 nouvelles stations, dont l'une (Babinière) permettrait de se connecter directement au tram-train Nantes - Châteaubriant. Ce tronçon serait emprunté par la ligne 1 et la ligne 2. Sur la ligne 1, une rame sur deux ferait donc son terminus à Facultés, de l'autre côté de l'Erdre, alors que sur la ligne 2, une rame sur deux ferait son terminus au pôle d'échange Haluchère-Batignolles sur la rive droite.
Les études étaient bien avancées, mais doivent être stoppées en 2008, du fait de la situation économique et des nouvelles priorités concernant les transports en commun nantais.
La première phase de travaux est votée le 23 octobre 2009 par le conseil communautaire de Nantes Métropole,. Les travaux ont commencé en janvier 2011 et se sont achevés mi-2012 pour un coût évalué à 49 500 000 € TTC (travaux, ingénierie et rémunération du mandataire, aléas) en valeur juillet 2009, dont 20 500 000 € TTC de travaux pour le pôle d’échange de Haluchère, plus quatre millions d'acquisitions foncières, soit un budget global de 55 280 000 € TTC dont 53,5 millions à financer sur la mandature 2008-2014.
Les modifications concernent :
- la rénovation du pôle d'échanges Haluchère, renommé Haluchère — Batignolles ;
- le prolongement de la ligne 1 avec la création d'une nouvelle station à Ranzay, mise en service le 1er octobre 2012 ;
- l'élargissement du pont de la Jonelière dans le cadre de la ligne de tram-train Nantes - Châteaubriant[117].

La seconde phase de travaux, consistant en la connexion des lignes 1 et 2 entre les stations Ranzay et Recteur Schmitt, est repoussée à une date ultérieure et ne constitue plus qu’une « perspective » pour le président de la TAN Pascal Bolo. Toutefois, la métropole nantaise programme en décembre 2016 des études en vue d'une extension d'un kilomètre de la ligne entre la station Ranzay et la gare de Babinière, à La Chapelle-sur-Erdre, via le pont de la Jonelière, ainsi que la construction d'un nouveau dépôt technique pour héberger les nouvelles rames de tramway.
Selon le schéma de développement du réseau présenté à la presse le 7 juin 2019, l'infrastructure d'interconnexion devrait intégralement être dédiée à terme la nouvelle ligne 6 de tramway qui irai jusqu'à Fac de Lettres.

### Nouvelles lignes

#### Dévoilement des nouvelles lignes
Le 7 juin 2019, les élus de Nantes Métropole annoncent la création de trois nouvelles lignes de tramway (6, 7 et 8) devant desservir l'ouest de l'Île de Nantes, et notamment le nouveau CHU. Le terminus commun de ces trois lignes se situera à Basse-Île, près de la zone commerciale « Atout Sud » à Rezé, non loin du centre historique de la commune,.
Ce projet de création de lignes est découpé en 2 phases distinctes : une première phase à l'horizon 2026 avec la création des 3 nouvelles lignes, et une deuxième phase à l’horizon 2030-2035 avec les possibles prolongements de ces lignes.

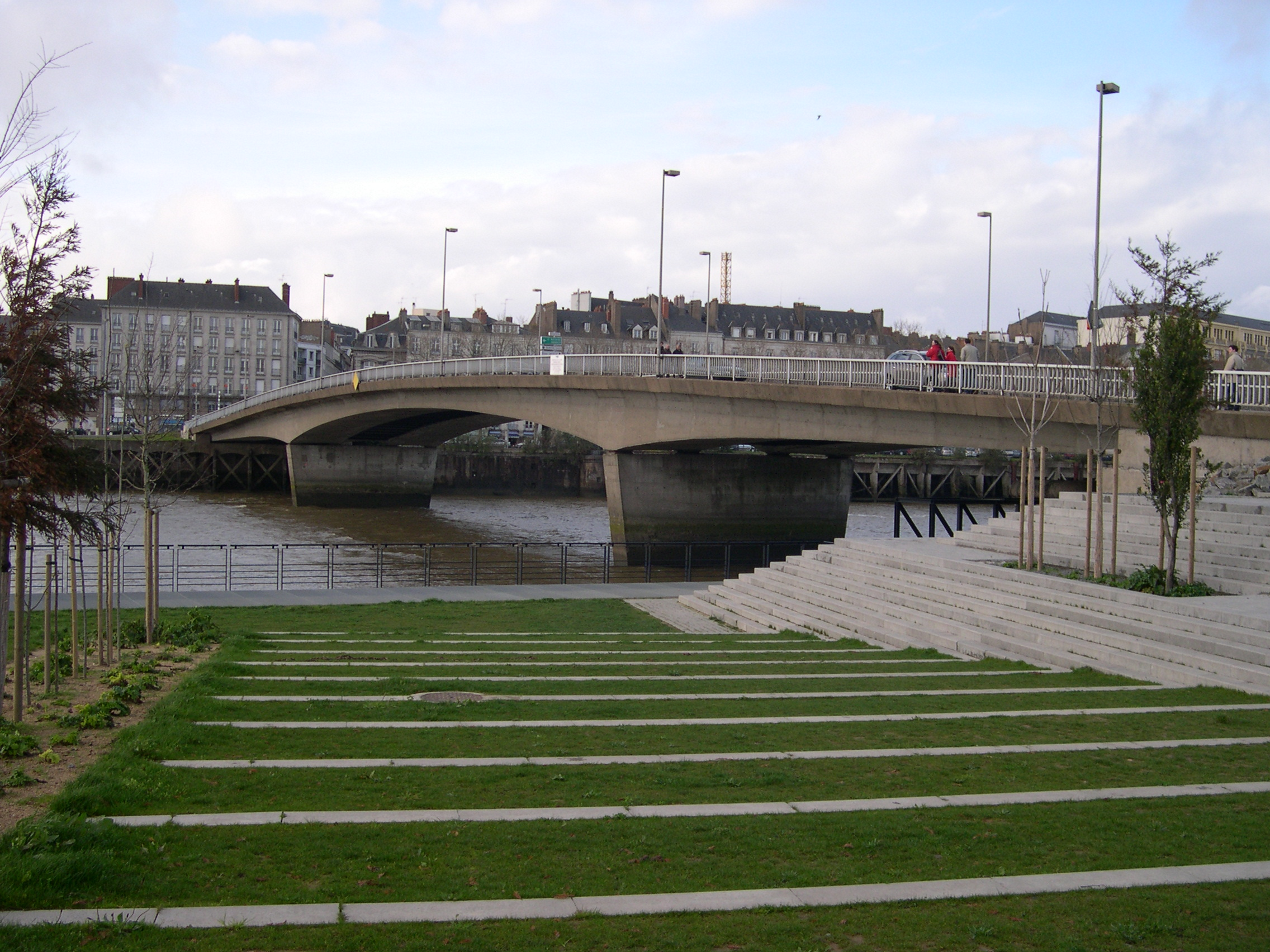
Les lignes 6 et 7 emprunteront le pont Anne-de-Bretagne qui sera entièrement refait. Lors du Grand débat « Nantes, la Loire et Nous » en 2014/2015 a émergé un besoin d’« élargir/doubler » ce pont, et le développement du tramway a mis en lumière la nécessité de ce projet.

À l'horizon 2026, 3 nouvelles lignes vont donc être créées. Pour ce faire, 3 nouveaux tronçon tramway vont être créées (Tronçon 1 entre le quai de la Fosse et Basse Île (2 km environ et 5 nouvelles stations dont 1 pôle de correspondance), Tronçon 2 entre le futur CHU et la ligne 4 (proche arrêt Île de Nantes) (2 km environ et 4 nouvelles stations) et Tronçon 3 entre les stations Jamet et Romanet pour la ligne 7(1 km environ et 2 stations réaménagées)) et le pont Anne-de-Bretagne va être entièrement refait pour accueillir les lignes 6 et 7.
Voici le tracé de ces 3 nouvelles lignes :
- Ligne 6 : partant de Babinière, elle empruntera la connexion des lignes 1 et 2 via le pont de la Jonelière, puis le tronçon est de la ligne 1 jusqu'au pont Anne-de-Bretagne qu'elle franchira pour desservir l'ouest de l'Île de Nantes et Rezé.
- Ligne 7 : partant du terminus de la ligne 1 François Mitterrand, elle empruntera le tronçon ouest de cette ligne jusqu'au pont Anne-de-Bretagne qu'elle franchira avec la ligne 6, en utilisant un tronçon commun avec cette dernière jusqu'à son terminus sud à Rezé.
- Ligne 8 : traversant l'Île de Nantes d'est (depuis la station Île de Nantes de la ligne 4) en ouest, ou elle rejoindra les lignes 6 et 7 au niveau du nouveau CHU, et empruntera un tronçon commun avec celles-ci pour rejoindre Bouguenais. Cette dernière sera finalement un BHNS

En l'absence de réalisation de ce projet, il est prévu une « saturation d’une part significative du réseau de transport principalement sur des sections des lignes 1, 2, 3 et 4 », notamment sur des tronçons près du centre-ville (lignes 1 entre Gare Nord et Commerce, lignes 2 et 3 depuis Saint-Félix ou Bretagne, ligne C6 entre Belges ─ Montbazon et Bonde) et en traversée de l’Île-de-Nantes (tronçon des lignes 2 et 3 vers Pirmil principalement), avec « de fortes difficultés d’accès aux rames sur les lignes 1, 2 et 3 de tramway ». Il y aura également un possible ralentissement ou arrêt de la baisse du trafic automobile, et une saturation piétonnière du pont Anne de Bretagne qui reste très peu accessible aux PMR en raison de sa forte pente.

#### Concertation publique

Tracé des trois nouvelles lignes tel que présenté en 2020.

Le coût global du projet à court terme étant estimé à 325 millions d’euros TTC, Nantes Métropole a saisi la Commission nationale du débat public le 24 octobre 2019 afin de mettre en place une concertation publique. À la suite de la séance du 4 décembre 2019 de la CNDP, la concertation est fixée du 26 octobre au 18 décembre 2020,.
Sous forme de temps d’échanges et de rencontres, de balades-ateliers, de rendez-vous avec le bus citoyen..., cette concertation a pour objectif de déterminer si « l’opportunité de créer trois nouvelles lignes structurantes de tramway nécessitant la transformation du pont Anne-de-Bretagne est confirmée (ou non) par le public et selon quels arguments ». Pour ce faire, le projet sera présenté en détail aux usagers et la concertation permettra de répondre à toutes les questions, d'être à l’écoute des observations, de recueillir les avis sur les propositions soumises et d'enrichir les réflexions de Nantes Métropole sur les hypothèses de prolongements ultérieurs des nouvelles lignes.
Les habitants donnent leur avis sur 4 questions :
- La création de ces 3 nouvelles lignes vous paraît-elle pertinente ?
- À quels enjeux de déplacements la transformation du pont Anne-de-Bretagne doit-elle répondre ?
- Comment cohabiteront les autres modes de déplacement avec les nouvelles lignes de tramway sur leurs corridors ?
- Quels trajets souhaitez-vous faire à bord du tramway de Nantes Métropole dans dix ans ?

En raison du deuxième confinement lié à la crise sanitaire, la concertation publique a été prolongée jusqu'au dimanche 24 janvier 2021 et tous les débats, temps d'échanges ou évènements en présentiels sont annulés. Les débats se dérouleront donc exclusivement en ligne, et une première réunion publique a eu lieu de 19h à 21h le mardi 24 novembre 2020.
Après la dépose de 300 contributions individuelles sur le site internet de la concertation, plusieurs usagers déplorent que ces nouvelles lignes repassent quand même par le centre-ville, ou qu'elles réutilisent en majorité le réseau existant et qu'il y a donc peu de nouvelles dessertes. De nouvelles idées sont également proposées, comme une ligne de tramway circulaire offrant une alternative au périphérique ou un nouveau franchissement de la Loire entre Cheviré et l'Île de Nantes.
À la fin de la concertation le 24 janvier 2021, 1748 contributions ou commentaires et 88 cahiers d'acteurs avec de très nombreuses observations ont été déposés. Le site internet de la concertation a également été visité 14 000 fois et plus de 300 personnes ont échangé avec les élus et les équipes techniques lors des temps d'échanges proposés. Des critiques (notamment dans le groupe d'opposition mené par Laurence Garnier) sur la « nanto-centralité » du projet (principalement centré sur l'Île de Nantes), son coût (notamment le coût de transformation du pont Anne-de-Bretagne) et son manque d'ambitions apparaissent.
L’intégralité des éléments récoltés lors de cette concertation ont été remis aux garants nommés par la CNDP. Ces derniers ont réalisé un « bilan de concertation », puis les élus métropolitains en ont pris connaissance lors du conseil métropolitain du 9 avril 2021.

#### Prolongements envisagés
À l'horizon 2030-2035 seront mis en place les prolongements de ces 3 nouvelles lignes. 6 scénarios de prolongements sont donc proposés (tous envisagent le prolongement de la ligne 4 à Vertou ainsi que le remplacement des services Ranzay ↔ Jamet sur la ligne 1 par les lignes 6 (qui sera prolongée à Fac de Lettres via la connexion des lignes 1 et 2) et 7).
Ces scénarios se sont basés sur des études des évolutions démographiques de l'agglomération, et ont pour but de réutiliser autant que possible les infrastructures existantes, de désaturer le pôle central Commerce et de mailler le réseau.
- Scénario A : lignes 2 et 3 inchangées, ligne 4 prolongée à Vertou, ligne 5 prolongée à un nouvel arrêt Baco (actuel Hôtel Dieu), ligne 6 entre Californie (à Trentemoult) et Fac de Lettres (via le Pont des Trois-Continents et Ranzay), ligne 7 entre Espace Diderot et Armor (via Jamet), ligne 8 entre Californie et Boulevard de Doulon (via le Pont des Trois-Continents et le Pont Éric-Tabarly) ;
- Scénario B : lignes 2 et 3 inchangées, ligne 4 prolongée à Vertou, ligne 5 prolongée à Boulevard de Doulon, ligne 6 entre Californie et Fac de Lettres, ligne 7 entre Espace Diderot et Armor (via Jamet), ligne 8 entre Californie et Baco ;
- Scénario C : lignes 2 et 3 inchangées, ligne 4 prolongée à Vertou, ligne 5 prolongée à Baco, ligne 6 entre Californie et Fac de Lettres, ligne 7 entre Espace Diderot et Armor (via Jamet), ligne 8 (ligne Busway) entre Mairie de Bouguenais et Boulevard de Doulon (via Californie, Gare de Pont-Rousseau, Greneraie et le Pont Éric-Tabarly) ;
- Scénario D : ligne 2 prolongée à Greneraie depuis Pirmil (ne dessert plus Gare de Pont-Rousseau), ligne 3 inchangée, ligne 4 prolongée à Vertou, ligne 5 prolongée à Baco, ligne 6 entre Aéroport Nantes Atlantique et Fac de Lettres (via Neustrie et Californie), ligne 7 entre Espace Diderot et Armor (via Jamet), ligne 8 entre Basse Île et Boulevard de Doulon ;
- Scénario E : ligne 2 prolongée à Greneraie, ligne 3 limitée à Espace Diderot, ligne 4 prolongée à Vertou, ligne 5 prolongée à Baco, ligne 6 entre Aéroport Nantes Atlantique et Fac de Lettres (via Neustrie et Espace Diderot en reprenant le tracé de la ligne 3 entre ces 2 stations), ligne 7 entre Greneraie et Armor (via Pirmil, Basse Île, Jamet), ligne 8 entre Californie et Boulevard de Doulon ;
- Scénario F : ligne 1 ne dessert plus la boucle de Bellevue et Mendès France – Bellevue (ne dessert que Jamet), lignes 2 et 3 inchangées, ligne 4 prolongée à Vertou, ligne 5 prolongée à Baco, ligne 6 entre Espace Diderot et Fac de Lettres, ligne 7 entre Greneraie et Beauséjour (via Mendès France – Bellevue), ligne 8 entre Californie et Boulevard de Doulon.

La métropole a décidé de mettre en priorité le prolongement d'une ligne de tramway vers l'ouest de Basse-Île (vers le centre commercial Atout Sud et le village de Trentemoult) afin de créer un itinéraire parallèle à la route de Pornic.

#### Coût du projet
À court terme, le coût financier serait d'environ 325 millions d'euros TTC pour :
- la création des 3 nouveaux tronçons tramway (environ 200 millions d'euros TTC, répartis entre le coût des études (environ 15 %), le coût des travaux (75 %, dont 45 % de travaux du système tramway (rails, stations, ligne aérienne de contact...) et 30 % de travaux sur l'espace public (végétation, éclairage public...)) et les aléas divers (10 %)) ;
- la transformation du pont Anne de Bretagne (environ 50 millions d'euros TTC) ;
- l'achat de 17 nouvelles rames de tramway (environ 75 millions d'euros TTC).

Ces 3 nouvelles lignes représenteraient un coût d’exploitation annuel supplémentaire d’environ 7 000 000 € TTC par an.
À long terme, avec les futurs prolongements, le coût à l'horizon 2030-2035 serait de 50 à 300 millions d'euros TTC pour :
- le prolongement des nouvelles lignes (de 50 à 300 millions d'euros TTC en fonction des prolongements réalisés, sur la base des modélisations réalisées qui proposent entre 2 et 10 km de voies tramway supplémentaires) ;
- l'achat de nouvelles rames pour l'exploitation de ces prolongements (coût inconnu).

Le coût total du projet est donc estimé de 375 à 625 millions d’euros TTC, plus le coût d'achat de rames supplémentaires en fonction des prolongements réalisés.

#### Bilan de la concertation
Le bilan de la concertation réalisé par la CNDP a été communiqué par les garants dans sa version finale sous format PDF le 25 février 2021. Le conseil métropolitain du 9 avril 2021 en a alors pris connaissance et en a « tiré un certain nombre d’enseignements ».
Dans ce bilan, la CNDP a développé le déroulement de la concertation, son périmètre, l'information de cette concertation au public et les modalités, mais évoque aussi son avis sur le déroulement de la concertation, et regrette notamment que Nantes Métropole soit « convaincue du bien-fondé de son projet » et que celui-ci se réalisera sous la formé proposée par le conseil métropolitain sans proposer de variantes (tous les scénarios proposés au public font obligatoirement passer les lignes par l'Île de Nantes et le futur CHU). La CNDP regrette également que Nantes Métropole a adopté une attitude d'écoute et de consultation des avis, plutôt qu'une attitude de débat et d'apport de réponses argumentées aux différentes suggestions des citoyens, et notamment qu'elle n'ait pas mis en place un dispositif de réponse aux différentes contributions sur le site internet de la concertation. En réponse, Nantes Métropole déclare qu'elle réalisera et partagera à l'automne 2021 « une réponse argumentée accompagnée de propositions et de suites à donner ».
Enfin, la CNDP constate la difficulté à analyser la participation à cette concertation du fait du contexte difficile lié à la crise sanitaire dans lequel la concertation s'est déroulée, et qui a nécessité l'annulation ou la réduction du nombre de points d'informations physiques (balades, bus citoyen...) au profit du site internet ou du téléphone. Ces derniers ont eu par ailleurs un engagement significatif de la population avec 1748 contributions ou commentaires, ainsi que 88 cahiers d'acteurs qui ont permis à de nombreux collectifs de se réunir et d'échanger et dont la CNDP a fortement incité le développement.
Malgré les différents problèmes constatés par la CNDP, la concertation s'est déroulée sans accroc notable malgré les difficultés liées au contexte sanitaire. Elle constate également que de nombreux habitants se sont investis dans cette concertation en donnant des suggestions parfois très détaillées de nouvelles lignes, et la CNDP espère que ces propositions soient exploitées et étudiées et qu'un bilan soit restitué à la population.
Question bilan des propositions émises par les participants à la concertation, la CNDP constate qu'une forte demande de prolongement ou de renforcement du réseau de transport aux communes périphériques est prioritairement demandé, notamment via des prolongements des lignes armatures (tramway et Busway). La desserte directe de ces commune est, selon ses habitants, une meilleure incitation au report modal que le renforcement du centre du réseau, et qui permettrait également de désaturer le périphérique. Une ligne de rocade doublant le périphérique est notamment évoquée.
À l'inverse, Nantes Métropole affirme qu'il faut d'abord se concentrer sur le maillage et la désaturation du point central du réseau puis se concentrer sur les prolongements afin de ne pas saturer encore plus le réseau. Elle indique également que les prolongements de lignes impliquent des objectifs de fréquentation tout en prenant en compte les problèmes de coûts liés à la construction de nouveaux tronçons dans des zones peu denses. La Métropole précise enfin que d'autres projets de développement du réseau de transport sont en cours (prolongements de lignes de Chronobus et de Busway, refontes de lignes de bus ou créations de nouvelles lignes) et qu'elle va lancer des études pour un prolongement au plus tôt des nouvelles lignes de tramway.
Également, la future ligne 8 fait l'objet de critiques sur son utilité réelle, notamment parce qu'elle est trop courte dans sa conception à échéance 2026 et qu'elle effectue un itinéraire double avec la ligne 5. En réponse, Nantes Métropole indique que les prolongements de cette ligne à l'horizon 2030-2035 lui permettra d'avoir une utilité. La métropole propose également de lancer des études complémentaires avec les habitants puis de prendre une décision définitive à l'automne 2021.
Pour le pont Anne-de-Bretagne, une forte demande pour sa transformation est également constatée, bien que les avis exprimés divergent sur la création d'un « pont-place » ou d'une simple zone de traversée. Une nouvelle concertation sera donc réalisée au deuxième semestre 2021 afin de savoir si la création d'un espace public sur cette zone est nécessaire.
Des prolongements à l'Aéroport de Nantes-Atlantique sont également demandés afin de mieux desservir cette zone d'activités, et Nantes Métropole indique que des projets sont en cours pour le desservir notamment via la création d'une halte ferroviaire. Des doutes sur le très enclavé futur terminus Basse-Île des trois lignes en 2026 sont exprimés, ainsi que des interrogations des automobilistes qui disposent de moins en moins de place pour circuler, ce qui créé des bouchons et des encombrements.
Les habitants ont également présenté leur « réseau rêvé » constitué de lignes structurantes desservant les communes les plus éloignées et des lignes circulaires afin de créer un réseau en « toile d'araignée ». D'autres proposent aussi des lignes express reliant en peu de stations des hubs de transport (disposant de parcs relais) afin de régler en partie les problèmes de temps de trajets. Comme modes de transport, le bus à haut niveau de service, le tramway, mais aussi le métro, les télécabines, les Navibus et les bacs sont évoqués. Un dialogue entre Nantes Métropole, la région et la SNCF est également demandé afin de favoriser le développement de l'étoile ferroviaire nantaise via la création d'un réseau de TER performant.
La CNDP demande à Nantes Métropole de clarifier certains points, et notamment sur la revitalisation du réseau ferré périurbain afin de créer une desserte TER performante. Elle demande enfin à Nantes Métropole et à la Semitan d'analyser et de valoriser ce travail de récolte des idées de projets des citoyens pour les dessertes en transport en commun, de voir si ces projets sont réalisables ou non et de restituer à la population un bilan de ces études de faisabilité. Si la Métropole décide de modifier ou de revoir complètement ce projet, ou même si elle décide de le conserver tel quel, la CNDP demande à la Métropole de consulter les usagers afin de faire un travail de « co-construction ».

#### Révisions du projet et problèmes de financements
Après la mise en place d'études sur sa fréquentation, il est décidé de transformer la ligne 8 en bus à haut niveau de service et de l'allonger (passant ainsi de 3 km à 12 km). Elle permettrait alors de relier Bouguenais au boulevard de Doulon en traversant l'île de Nantes,.
Le 4 février 2022, la Chambre régionale des comptes indique dans un rapport que la crise sanitaire a mis à mal les financements de Nantes Métropole et de la SEMITAN, avec également une perte de recettes liée à la baisse de fréquentation du réseau de transport constatée sur cette période. La Chambre demande donc à Nantes Métropole de revoir ce projet de nouvelles lignes en prenant en compte l'état des finances actuelles.